# Колібрієві
Колібрієві або коліброві (Trochilidae) — родина дрібних серпокрильцеподібних птахів, що включає 112 родів і 361 вид. Представники цієї родини мешкають в Америці, від Аляски і Лабрадора до Вогняної Землі, багато видів є ендемічними. Широко розповсюджені в тропічних лісах, особливо на середньогір'ях. Переважну частину раціону колібрієвих складає багатий на вуглеводи солодкий нектар квіткових рослин, який вони добувають за допомогою довгого, чутливого язика. Птахи також доповнюють свій раціон поживними на білок дрібними членистоногими, яких вони ловлять у польоті або знімають з листя і павутиння. Завдяки живленню нектаром, колібрієві є важливими запилювачами рослин, багато рослин Нового Світу запилюється тільки ними.
Колібрієві мають яскраве оперення, яке часто має металевий відблиск. Його забарвлення залежить від мікроструктури пір'я і змінюється при різному освітленні. Деякі представники родини мають виражений чуб або "комір". Крила колібрієвих не дуже довгі і включають десять розвинених першорядних і шість-сім коротших другорядних махових пер. Хвіст, як правило, вдвічі коротший, ніж крила, і складається з десяти стернових пер. У польоті кінці крил описують фігуру у формі пласкої вісімки. Колібрієві — єдині у світі птахи, здатні літати хвостом вперед. Вони мають найбільшу швидкість обміну речовин серед усіх теплокровних тварин. Щоб зберегти енергію, колібрієві можуть впадати в торпор, стан, близький до сплячки, і сповільнювати швидкість свого метаболізму до 1/15 від нормальної.
Колібрієві є полігамними птахами. Самець займається тільки заплідненням, решта всіх клопотів з вирощування потомства бере на себе самка. Гнізда колібрієвих зазвичай дуже маленькі, робляться з лишайників, моху, павутиння, листя, корінців і кори, всередині встелюються м'якими рослинними матеріалами, пір'ям і шерстю. У кладці зазвичай два білих, не блискучих яйця овальної форми. У дрібних представників родини вага яйця може становить до 35% від ваги самиці, через що вони відкладають яйця лише один раз на рік, тоді як більші види можуть гніздитися 2-3 рази на рік. Пташенята вилуплюються сліпими та безпорадними, для них характерна висока смертність у ранньому віці.
Назва «колібрі» походить від іспанської або французької назви цих птахів, а в ці мови це слово потрапило з мови карибів, де означало «сяюча поверхня» і вказувало на блискуче оперення птаха.

## Опис

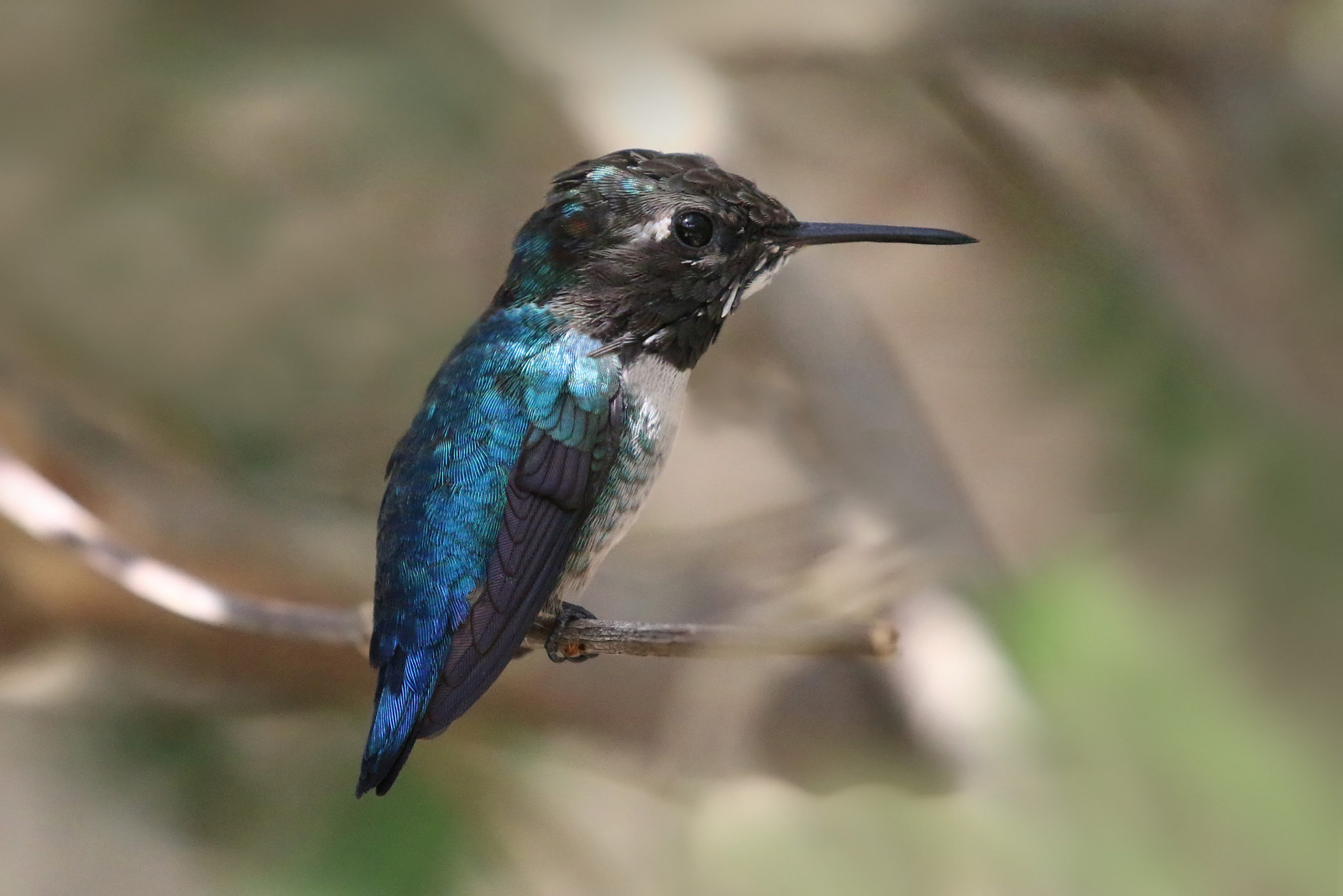
Кубинський колібрі-бджола — найменший представник родини і найменший птах світу

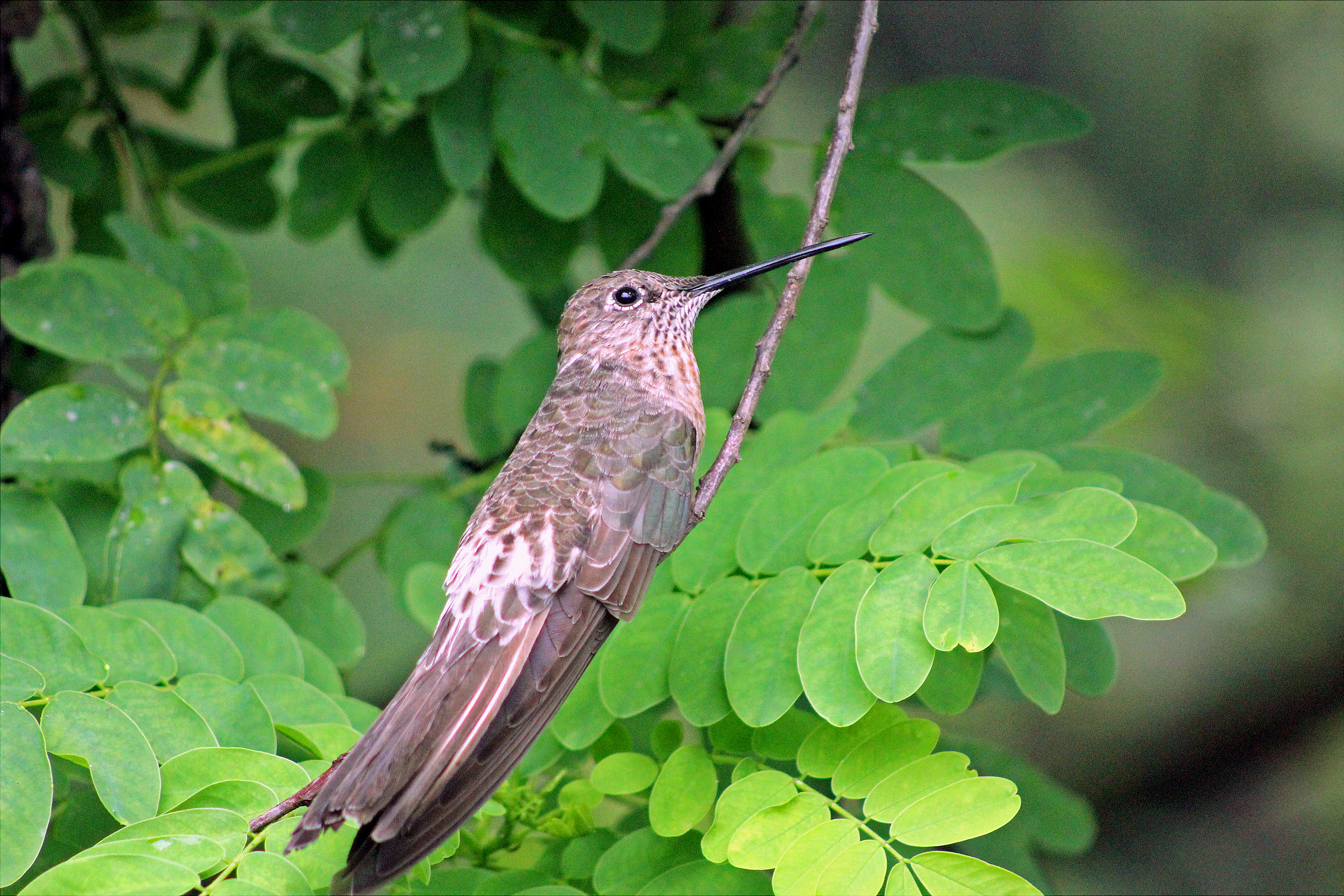
Велетенський колібрі — найбільший представник родини

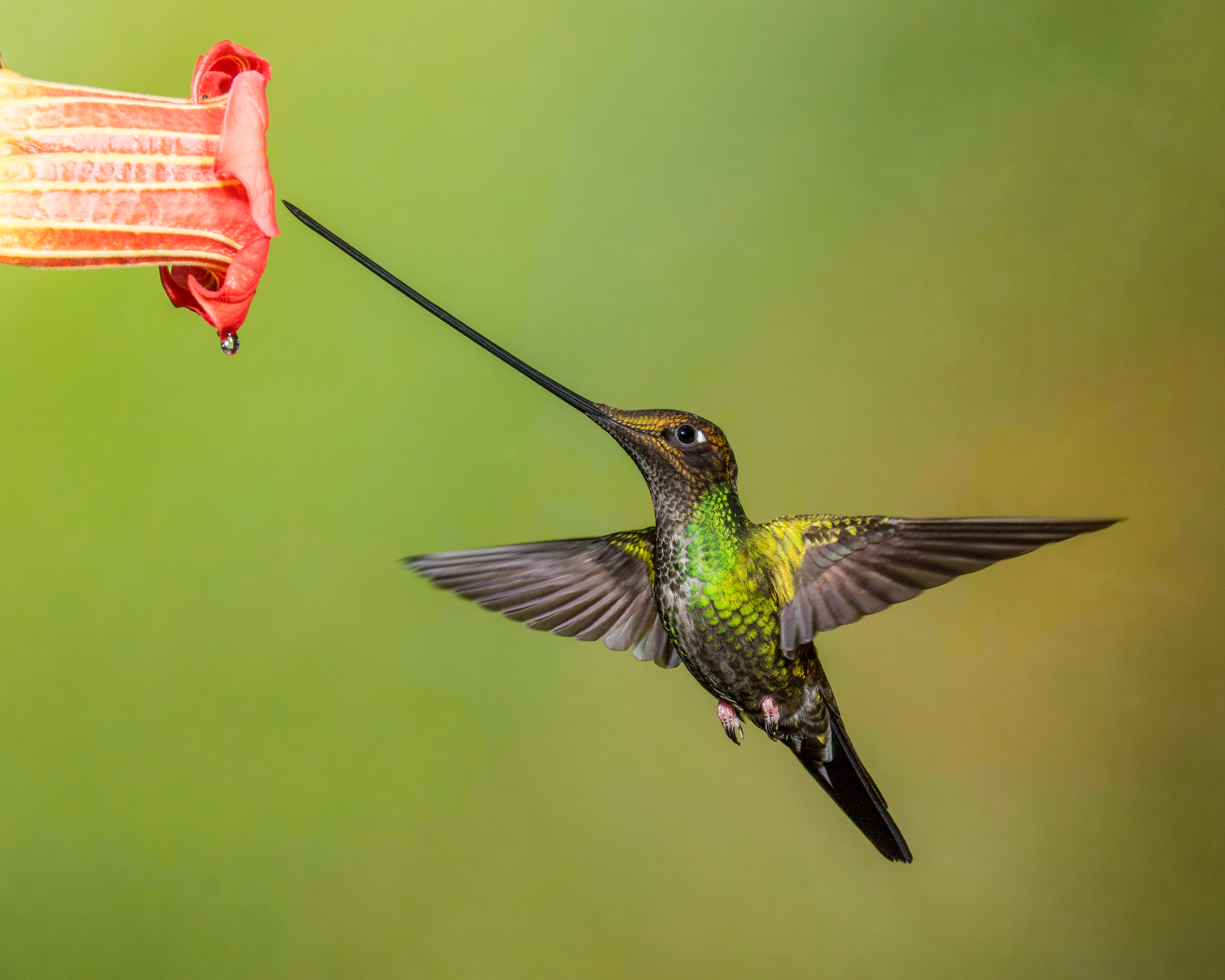
Колібрі-списодзьоб (Ensifera ensifera)

Колібрієві — дрібні птахи, довжина більшості представників цієї родини становить 6-13 см, а вага — 3-7 г. Найлегшими представниками родини є рудий ерміт (Phaethornis ruber) з Гаяни і Бразилії і кубинський колібрі-бджола (Mellisuga helenae) з Куби — їх вага становить 1,6-1,9 г. Відстань від кінчика дзьоба до кінчика хвоста у кубинських колібрі-бджіл становить 62 мм — вони є найменшими птахами в світі. Найбільшими і найважчими представниками родини є велетенські колібрі (Patagona gigas) — їх довжина становить 23 см, а вага — 18-24 г. Представники родів Ерміт-серподзьоб (Eutoxeres), Колібрі-списодзьоб (Ensifera) і Блакитнокрилий колібрі (Pterophanes) є в середньому на 12-14 г важчими за решту колібрієвих.
Багатьом видам колібрієвих притаманний статевий диморфізм, що виражається в яскравому оперенні і різноманітних "прикрасах" на тілі, сформованих видозміненими пір'їнами. Більшість самців колібрі мають надзвичайно яскраве, барвисте забарвлення, яке є візуальним сигналом при охороні території, слугує до приваблення самиць, а також для внутрішньовидової ідентифікації. Всі види активності, пов'язані з гніздуванням і доглядом за пташенятами, виконуються самицями, у яких яскраве оперення відсутнє. Візуальна демонстрація у колібрі супроводжується різноманітною вокалізацією. Деякі види колібрі мають помітний чуб на голові, деякі — "комір", що формується з видовжених пер на щоках і шиї. Воло і груди у самців мають яскраве забарвлення і часто мають металевий відблиск. Однак, деякі колібрієві, зокрема представники підродини ермітних (Phaethornithinae), що живуть в лісах, мають менш яскраве забарвлення. Імовірно, це пов'язано зі слабким освітленням та з відсутністю територіальної поведінки.
Дзьоби колібрієвих зазвичай тонкі й довгі. Вони є надзвичайно різноманітними: можуть бути прямими, дещо або сильно вигнутими донизу, відносно короткими або дуже довгими. Довжина дзьоба колібрі-списодзьоба сягає 12 см і є більшою за решту тіла птаха. Зазвичай дзьоби колібрієвих мають темний колір, однак можуть бути яскравими. На краях дзьоба розташовані щілиноподібні ніздрі, які зазвичай є прикриті оперкулумом, імовірно, для захисту від пилку. У колібрієвих розріз рота малий, гортань вузька, а слинні залози слабо розвинені, у порівнянні з серпокрильцевими. Райдужки у всіх колібрі є темними.
Колібрі мають короткі, слабкі ноги з чотирма пальцями. Вони мають анізодактильну будову, коли четвертий палець є направленим назад, що дозволяє птахам чіплятися лапами за гілку і сидіти на ній. Довжина кігтів є подібною до довжини пальців. Колібрі не можуть ходити по землі, перебираючи ногами, і можуть використовувати їх лише для сидіння. Деякі представники родини вміють лазити по вертикальних поверхнях, таким як скелі.

### Оперення

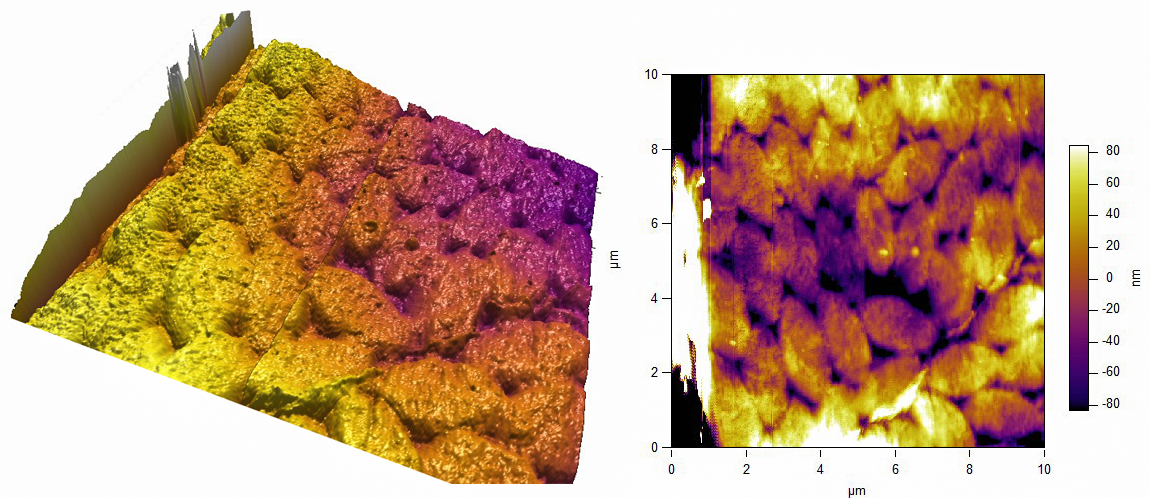
Борідки на перах еквадорського колібрі-німфи (Heliangelus strophianus)

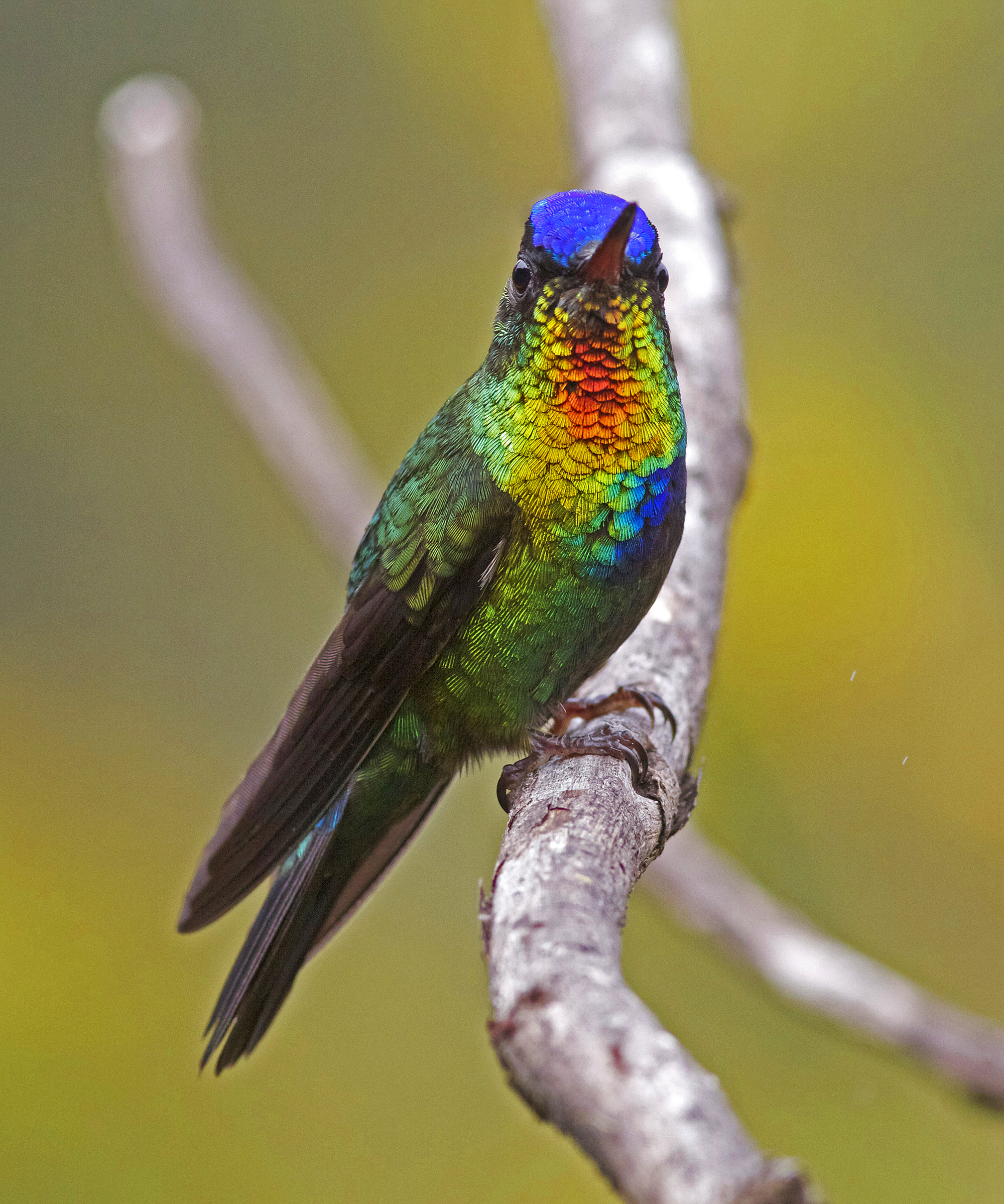
Кордильєрський колібрі (Panterpe insignis)

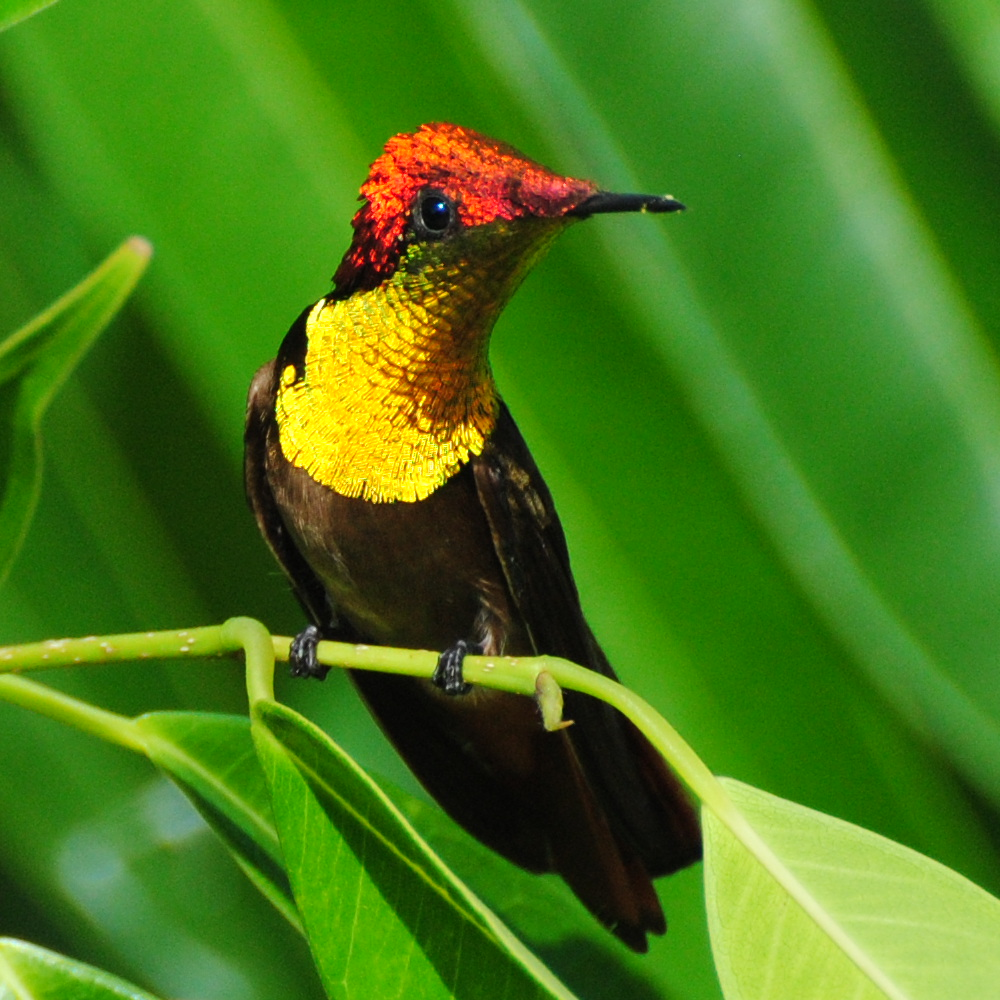
Колібрі-рубін (Chrysolampis mosquitus)

Яскраве, райдужне забарвлення деяких частин оперення колібрієвих зумовлене мікроструктурою їхнього пір'я. У них зазвичай відсутні гачечки, а під верхнім шаром в борідках знаходиться нерівномірний шар меланінів, що має мозаїчну структуру і заповнений пухирчиками повітря. В межах однієї борідки цей шар може включати до 10 рівнів. Дослідження, проведені американським хіміком Крофордом Грінуолтом за допомогою електронного мікроскопа, показали, що товщина верхнього шару і шару повітря, що знаходиться всередині, впливає на ефекти інтерференції. Показник заломлення меланінової матриці становить 2,2, однак може коливатися у діапазоні від 1 до 1,85 на червоному кінці спектра і до 1,5 на синьому кінці спектра зі зміною об'єму повітря.
Коли сонячне світло потрапляє на борідки пташиного пера, воно розщеплюється на хвилі різної довжини, які відбиваються до спостерігача з різною інтенсивністю. При цьому, структура пташиного пера діє як дифракційна ґратка.  Райдужне оперення колібрі є результатом комбінації рефракції і пігментації, оскільки самі дифракційні структури складаються з меланінів, пігментів, а також можуть бути пофарбовані кортиноїдною пігментацією і приглушенішими чорними, коричневими або сірими кольорами, залежно від меланіну.
Особливо яскравими є чуби, "коміри" і горла у самців колібрі. Верхній шар борідок на цих перах плаский і відбиває світло у вузькому напрямку, так, що при невеликому русі птаха, його забарвлення може змінитися з червоного або фіолетового до зеленого або чорного. Наприклад, самці рубіновогорлої каліпти (Calypte anna) під час залицяння до самиць орієнтують своє тіло і пір'я до сонця, щоб посилити райдужний відблиск їх оперення і привабити зацікавлену самицю. На спині у птахів верхній шар борідок не плаский, а випуклий, і відбиває світло у різних напрямках, внаслідок чого спина має менш яскраве забарвлення і позбавлена райдужного відблиску. Зазвичай, яскраве забарвлення має не все перо, а лише його третина, а рівномірне забарвлення забезпечується внаслідок високої щільності пір'я.
Дослідження оперення рубіновогорлої каліпти показало, що дієтичний білок був одним з визначних факторів в забарвленні пір'я птаха, оскільки у птахів, що отримували більше білка, пір'я на тімені було яскравішим, ніж у птахів, раціон яких був бідний на білок. Крім того, у птахів на дієті з великим вмістом білка пера на хвості мали насиченіший жовтий колір, ніж у птахів, організм яких отримував менше білка.

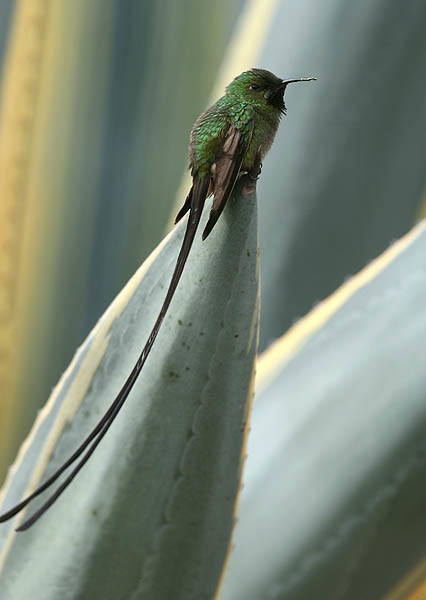
Самець бронзового колібрі-довгохвоста (Lesbia victoriae)

На крилах у колібрієвих є десять першорядних махових пер, розмір яких поступово збільшується від внутрішньої частини крила до зовнішньої майже у всіх представників родини. Виключенням є широкохвості колібрі-крихітки (Selasphorus platycercus) і представники роду Колібрі (Trochilus), у яких першорядні махові пера дещо зменшені, а також представники роду Колібрі-шаблекрил (Campylopterus), у яких рівною мірою збільшеними є три зовнішні пера. У представників родини є шість або сім коротких другорядних махових пер. Крила колібрієвих рідко бувають яскравими, їх колір залежить від пігменту, як і у більшості птахів, і може бути матово-охристим, буруватим або чорним, за винятком деяких видів, таких як аметистовогорлий колібрі (Eulampis jugularis), крила якого мають райдужний відблиск. Імовірно, цьому сприяє адаптація до специфічного польоту, оскільки для райдужних пер є характерним відсутність гачечків між борідками, що зменшує механічну міцність лопаті крила. У махових пер колібрі борідочки дуже вузькі, направлені в сторону кінчика пера, причому гачечки з'єднують борідочки лише в одному напрямку.

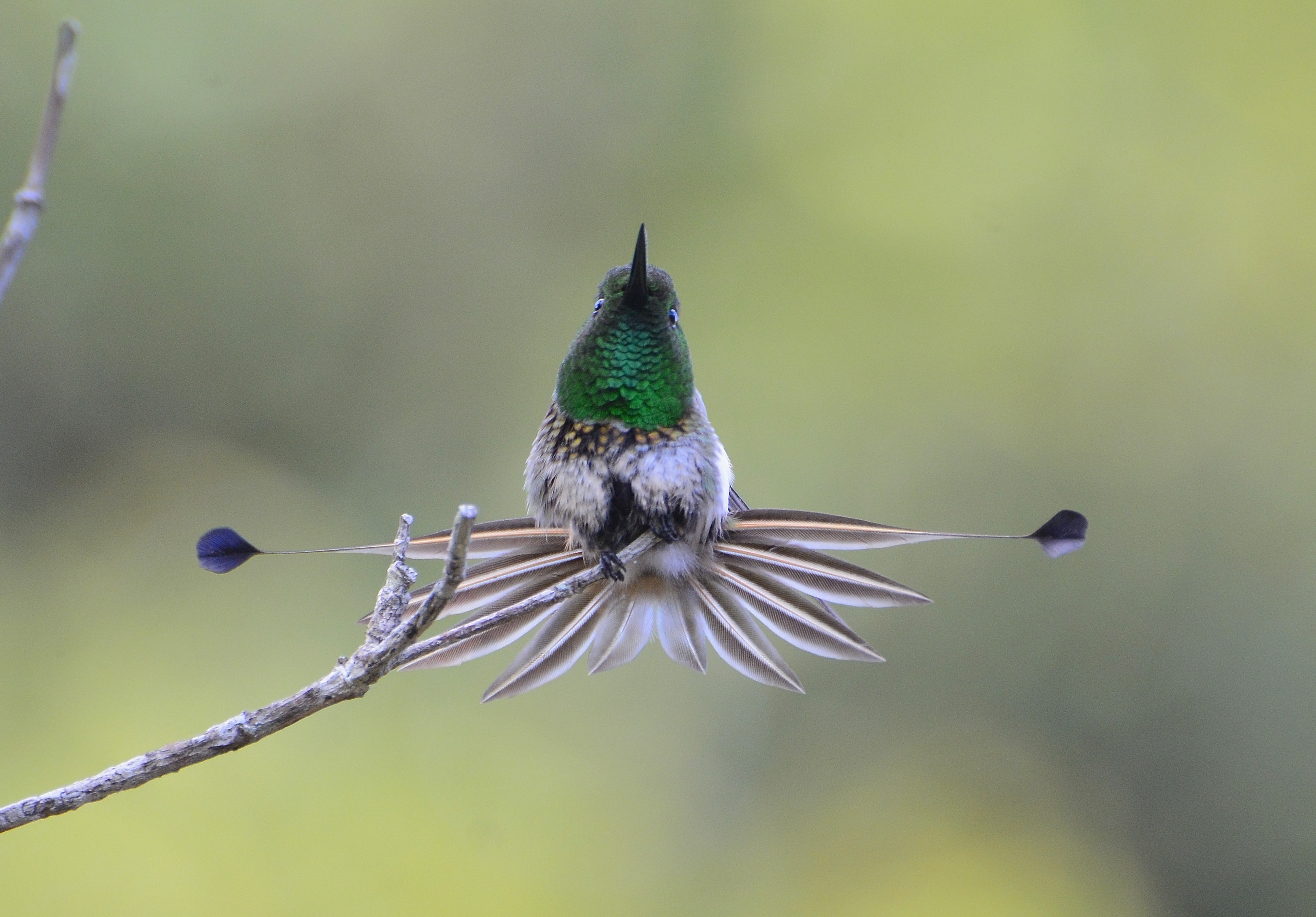
Самець рабудито (Discosura longicaudus)

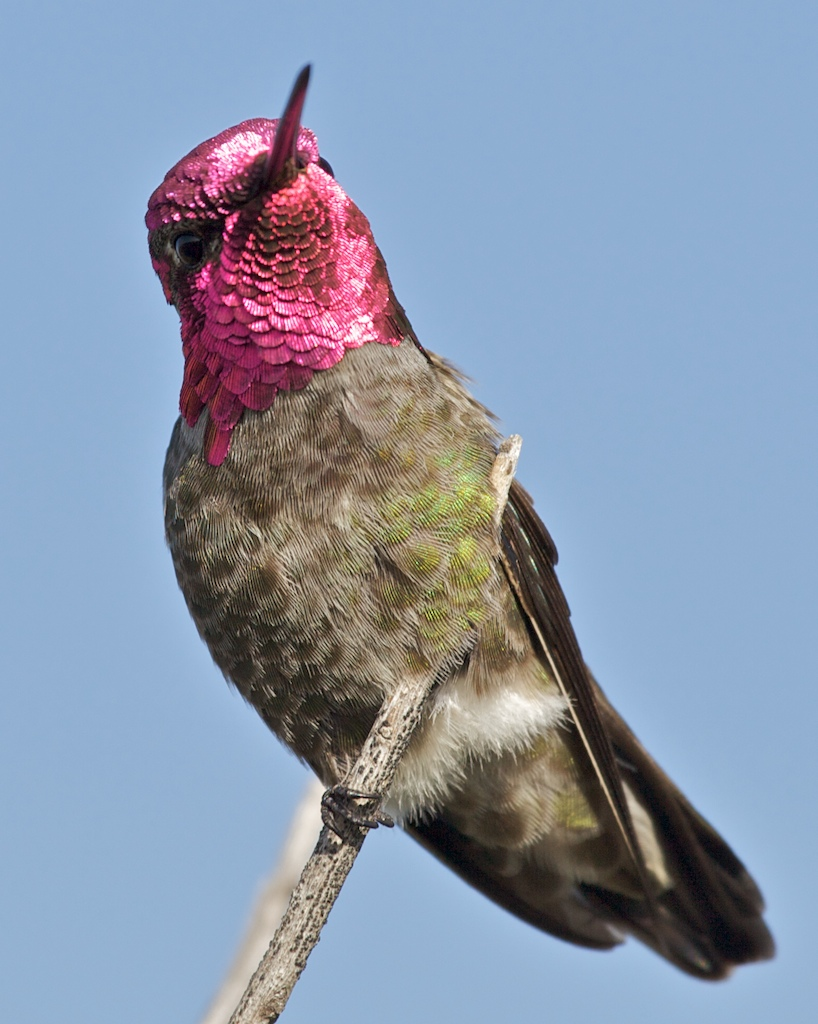
Рубіновоголова каліпта (Calypte anna)

Хвости колібрієвих мають різноманітну форму і можуть бути короткими з рівними краями, заокругленими, клиноподібними, роздвоєними або вилоподібними. Майже всі представники родини мають десять стернових пер, виключення становить колібрі-китицехвіст (Loddigesia mirabilis), у якого є лише чотири стернових пера. Як правило, хвіст є коротшим за згорнуті крила. Однак у деяких видів частина стернових пер може дорівнювати за довжиною або бути вдвічі довшою за решту тіла птаха. До таких видів відносяться, зокрема, представники родів Колібрі (Trochilus), Колібрі-довгохвіст (Lesbia) і Перуанський колібрі (Thaumastura). У деяких представників родини, зокрема у рабудито (Discosura longicaudus) і віхтьохвостого колібрі-пухонога (Ocreatus underwoodii), стрижні видовжених стернових пер майже позбавлені опахала, а на їх кінцях знаходяться невеликі "прапорці".
Ноги у представників родів Еріон (Eriocnemis), Колібрі-пухоніг (Haplophaedia) і Віхтьохвостий колібрі-пухоніг (Ocreatus) оперені до пальців, на них формуються білі або руді пухнасті "манжети". Загалом кількість контурних пер коливається від 900 до 1700, у деяких представників родини не перевищує 1000. Враховуючи розміри колібрієвих, щільність їхнього оперення є приблизно удесятеро більшою, ніж у прямодзьобого тремблера (Toxostoma rufum), однак приблизно у 4-7 разів меншою, ніж у горобцеподібних птахів аналогічного розміру. Науковці припускають, що це є наслідком адаптації до високої тепловіддачі під час польоту. У дорослих колібрієвих пух відсутній.
Колібрі линяють повністю один раз протягом року. Линяння зазвичай починається незабаром після сезону розмноження і триває чотири-п'ять місяців, у осілих видів завершується за два місяці. Першорядні махові пера, за винятком двох останніх, замінюються від внутрішніх до зовнішніх (P1—P8, P10, P9), що обумовлене необхідністю аеродинамічної стійкості крила. Другорядні махові пера замінюються після оновлення більшості першорядних з великою кількістю індивідуальних особливостей у окремих видів. Серед стернових пер першими замінюються центральні, їх заміна також є дуже індивідуальною. Часто заміна другорядних махових пер і стернових пер є несиметричною. У деяких видів покривні пера крил і хвоста починають линяти одночасно з першорядними, однак набагато швидше за них. Линяння яскравого оперення на горлі, щоках і тімені починається через кілька тижнів після заміни першорядних махових пер. Науковці припускають, що такий порядок линяння забезпечує оптимальне оперення на початку наступного сезону розмноження.
Кілька разів на день колібрі приймають ванну: вони можуть плескатися на мілководді, як горобці, сидіти біля водоспадів на каміннях, на які падають бризки, або різко падати у воду, іноді майже повністю занурюючись в неї. Колібрієві можуть використовувати для купання воду, яка накопичується в широкому листі банана або геліконії або насолоджуватися легким дощем, сидячи на гілці під відкритим небом. При цьому птахи можуть ловити дзьобом краплі води. Після купання колібрі повертаються до найближчого сідала, щоб витрусити краплі води з пір'я і змастити їх. Більшість представників родини для чищення і змащення махових, покривних та стернових пер використовують дзьоб, і лише для змащення пір'я голови і горла — лапи. Іноді колібрі чистять лапами покривні пера крил, однак вони ніколи не чистять ними махових пер. Виключенням є колібрі-списодзьоб, який майже завжди використовує лише лапи.

### Анатомія

Скелет крила колібрі

Скелет крила серпокрильця

Скелет крила горобця

Анатомія колібрі має деякі характерні особливості, пов'язані з унікальним польотом представників цієї родини. Колібрієвим притаманний довгий і високий кіль груднини і вісім пар ребер (на дві пари більше, ніж у більшості птахів), що дозволяють птахам стабілізувати тіло під час польоту. 70% довжини скелета крила припадає на видовжені кістки, гомологічні другому, третьому і четвертому пальцям передньої кінцівки чотириногих, тоді як плечова, променева і ліктьова кістки значно коротші. Плечова кістка колібрієвих, направлена паралельно до тіла, є ще коротшою, ніж у серпокрильцевих (Apodidae). М'язи, що приводять у рух крило, з'єднані з плечовою кісткою сухожиллям. Плечова кістка вільно переміщується в плечовому суглобі, що дозволяє їй робити осьові обертання майже на 180 градусів. Лише колібрієві і серпокрильцеві мають невелике чашоподібне шарнірне з'єднання, де коракоїди з'єднані з грудиною. На сповільнених відеозаписах польоту можна також побачити невеликий вигин коротких кісток крила. У колібрієвих є 14-15 шийних хребців.
Двома найбільшими м'язами колібрі є м'язи, що відповідають за рухи крила, а саме великий грудний м'яз (Musculus pectoralis major) і підключичний м'яз (Musculus supracoracoideus). Перший прикріплений до грудини, ключиці та плечової кістки і тягне крило донизу, другий також прикріплений до грудини, але лежить під грудною клітиною і підіймає крило. Ці два м'язи є надзвичайно великими і становлять близько 50% від розміру грудної клітини та понад 30% від маси птаха (для порівняння, у інших птахів, що практикують активний політ, цей показник становить 20 %). При цьому м'яз, який підіймає крило, важить вдвічі менше, ніж м'яз, що його опускає, що можна спостерігати також у пінгвінових (Spheniscidae) (за іншими даними, ці м'язи мають однаковий розмір, зазвичай у птахів це співвідношення становить від 1/10 до 1/20, у серпокрильців 1/5-6). М'язи, що беруть участь у польоті, складаються з темно-червоних волокон і вимагають для своєї роботи багато кисню, мітохондрії в них можуть становити до 35 % об'єму. Ще одним прикметним м'язом є ремінний м'яз голови (Musculus splenius capitis), прикріплений до другого шийного хребця, що відповідає за швидке обертання голови, важливе для птахів, які ловлять комах під час швидкого польоту і можуть розпізнавати здобич лише на короткій відстані. Крім колібрієвих, такий м'яз присутній лише у м'язовій системі серпокрильців.
У зв'язку зі швидким обміном речовин у колібрієвих сильно розвинене серце. Воно займає близько половини порожнини тіла, а його об'єм є втричі більшим за об'єм шлунку. Вага серця становить приблизно 2,5% від загальної ваги птаха; для порівняння, у приматів — 0,5%, у хатнього горобця (Passer domesticus) — 1,3%. Серце б'ється зі швидкістю 500-600 ударів за хвилину під час відпочинку і понад 1000 ударів під час активного польоту (наприклад, у синьогорлого колібрі-самоцвіта (Lampornis clemenciae) — 1260 ударів за хвилину), тоді як у африканського страуса (Struthio camelus) нормальний серцевий ритм становить 100-180 ударів за хвилину. В крові колібрієвих є відносно більше еритроцитів, ніж у решти птахів (6,59 млн на мм³).
Особливістю травної системи колібрі є безпосередня близькість входу до першої камери шлунку до виходу з другої, що дозволяє нектару негайно досягати тонкої кишки, не входячи у шлунок і швидко перетравлюватися (шлунок потрібен лише для перетравлення комах). Таким чином, час проходження нектару до кишківника становить 4 хвилини, а час проходження крізь кишківник (intestinal transit time) — менш ніж 15 хвилин, за які колібрі отримують з нього до 99% глюкози. Імовірно, щільність переносників глюкози в кишковій мембрані є граничною, що фізіологічно обмежує швидкість травлення колібрієвих. У цих птахів відсутні сліпа кишка і жовчний міхур. Печінка колібрі може накопичувати велику кількість ліпідів і глікогену, зокрема, у рубіновогорлого колібрі (Archilochus colubris) перед початком міграції вони можуть становити до 45% від загальної маси печінки (у тропічних птахів, що не мігрують, вони становлять в середньому 6% від ваги печінки).
Колібрієві в польоті мають найвищий метаболізм серед усіх тварин, за винятком комах, що випливає з необхідності підтримувати швидкі рухи крилами під час зависання в повітрі і швидкого польоту вперед. Вони забезпечують свої енергетичні потреби майже на 100% глюкозою (для порівняння, спортсмени забезпечують глюкозою лише 30% від своєї енергії). Колібрі можуть використовувати щойно вжитий нектар для підтримки польоту протягом наступних 30-45 хвилин. Таким чином, колібрієві можуть накопичувати свої обмежені жирові запаси для підтримання метаболізму під час нічного голодування або для забезпечення далеких перельотів. Дослідження показали, що рубіновогорлий колібрі (Archilochus colubris) може перетнути відстань у 500 км, безперервно пролітаючи над Мексиканською затокою. Цей вид, як і інші види перелітних колібрієвих, можуть збільшувати свою вагу майже на 100% шляхом накопиченого жиру.
Висока швидкість метаболізму колібрі призводить до підвищеного нагріву тіла, що вимагає спеціальних механізмів терморегуляції, особливо в умовах жаркого і вологого клімату. Колібрієві, як і інші птахи, віддають тепло шляхом випаровування під час дихання та через відкриті або легко оперені ділянки тіла (навколо очей, на плечах, під крилами, на ступнях). В холодному кліматі колібрі ховають лапи серед пір'я на грудях, щоб зменшити випарування.
Динамічний діапазон швидкості метаболізму у колібрі вимагає паралельного динамічного діапазону функції нирок. Протягом дня, коли птахи споживають нектар з високим вмістом води, кількість якого може уп'ятеро перевищувати масу самого птаха, нирки колібрі переробляють воду шляхом клубочкової фільтрації в кількостях, пропорційних до кількості спожитої води, таким чином уникаючи гіпергідратації. Однак під час коротких періодів, коли птахи не споживають воду (наприклад, під час нічного зціпеніння), фільтрація води падає майже до нуля, зберігаючи воду в організмі. Нирки колібрі також мають унікальну здатність контролювати рівень електролітів після споживання нектару з високим вмістом хлориду натрію або з низьким. Морфологічні дослідження нирок рубіновоголової каліпти (Calypte anna) показали, що в безпосередній близькості від нефронів щільність капілярів є високою, що дозволяє точно регулювати рівень електролітів.
Особливості дихальної системи колібрі обумовлені необхідністю забезпечувати надзвичайно витратний політ цих птахів. Вона складається з двох компактних симетричних легень і дев'яти тонкостінних повітряних мішків, що сприяє використанню великих об'ємів газу. Повітря крізь щілиноподібні ніздрі у верхній частині дзьоба потрапляє в гортань біля основи язика і проходить в трахею. Гортань не має захисного клапана, потрапляння твердих часток до трахеї запобігається за допомогою швидких рефлекторних стисків. При проходженні крізь вилочку трахея роздвоюється в головні бронхи, кожен з яких іде в одну легеню. Дихальні рухи здійснюються ребрами і м'язами черевної стінки, відокремленими від м'язів, що відповідають за політ. В стані спокою частота дихання становить 250-300 раз за хвилину, однак в активному польоті може перевищувати 500 раз за хвилину, тоді як звичайний шпак (Sturnus vulgaris) або сизий голуб (Columba livia) дихає приблизно 30 разів за хвилину, а людина — 14-18 разів.
Анатомічна структура очей колібрі є подібною до аналогічних структур інших птахів. Кулеподібної форми очі діаметром 5-6 мм знаходяться з боків голови, таким чином збільшуючи поле зору птаха і забезпечуючи монокулярний і бінокулярний зір. Вони розміщені в черепі внаслідок зменшеного закостеніння черепа і займають відносно більшу його частину, у порівнянні з іншими птахами. Крім того, очі колібрі мають відносно велику рогівку, яка становить приблизно 50% від загального поперечного діаметра ока, у поєднанні з незвичайною щільністю гангліозних клітин сітківки, що відповідають за візуальну обробку (приблизно 45000 нейронів на мм²). Збільшена рогівка дає можливість краще сприймати світло, коли зіниця є максимально розширеною, що дозволяє птахам літати вночі.
В ході еволюції колібрі адаптувалися до навігаційних потреб у обробці зображення під час швидкого польоту або зависання в повітрі внаслідок розвитку надзвичайно щільного масиву нейронів у сітківці, що дозволило підвищити просторову роздільну здатність в бічних і лобних полях зору. Морфологічні дослідження мозку колібрі показали, що гіпертрофія нейронів — найбільша серед усіх птахів — існує в області, що має назву претектальне сочевицеподібне ядро середнього мозку (у ссавців також знане як претектальне поле зорового тракту), що відповідає за уточнення динамічної обробки зображень під час зависання в повітрі або швидкого польоту. Колібрі є дуже вразливими до подразників, що з'являються в їх полі зору і реагують на найменші рухи, переорієнтуючись в польоті.
Збільшення структури мозку, що відповідає за візуальну обробку, вказує на підвищену здатність до сприйняття і обробки візуальних стимулів, що швидко рухаються, і з якими птахи стикаються під час швидкого польоту вперед, ловлі комах, суперницької взаємодії і залицяння. Як і більшість птахів, колібрієві мають чотирикомпонентний кольоровий зір, за який відповідають чотири типи колбочок з різними опсинами. Три пігменти є чутливими до червоного, зеленого і синього кольору. Дослідження показали, що четвертий пігмент у колібрі, як і у багатьох інших птахів, є чутливий до ультрафіолетового випромінювання в діапазоні 325-360 нм. Широкохвості колібрі-крихітки (Selasphorus platycercus) здатні сприймати до п'яти неспектральних кольорів — фіолетовий, ультрафіолетово-червоний, ультрафіолетово-зелений, ультрафіолетово-жовтий і ультрафіолетово-фіолетовий. Таким чином, колібрі можуть краще збирати нектар, оскільки багато видів рослин мають ультрафіолетові кольорові маркери — «вказівники на нектар» під час фази цвітіння, коли можна очікувати великої кількості нектару. Також зір колібрі відіграє роль у залицянні, захисті території і ухиленні від хижаків.
Вага мозку колібрієвих становить 4,2% від ваги самого птаха, у дрібних видів — до 6%, що є найбільшим відносним показником серед усіх птахів. Представники родини мають коефіцієнт енцефалізації 2,5 — проміжне значення між співочими птахами (Passeri) і куроподібними (Galliformes). Доволі великий коефіцієнт можна інтерпретувати двома способами: або мозок є великим щодо тіла, або тіло є малим щодо мозку. Науковці припускають, що правильним є перше твердження, оскільки попри свої дрібні розміри, колібрієві мають дуже складну поведінку, яка вимагає, зокрема, складного контролю локомоції. Високий коефіцієнт енцефалізації може бути пов'язаним не лише зі збільшенням переднього мозку, а також зі спеціалізацією мозочка і стовбура головного мозку. У колібрі гіпокамп є помітно збільшеним відносно інших відділів мозку, що, імовірно, пов'язано з їх здатністю запам'ятовувати місце і якість нектару сотень квітів.

## Поведінка
Близькоспоріднені групи колібрієвих мають деякі спільні риси поведінки. Зокрема, всі представники підродини ермітних (Phaethornithinae) постійно махають хвостом, сидячи на сідалі, а під час залицяння широко відкривають дзьоб. Велика група колібрієвих з підродини Lesbiinae, що мешкають в Андах, зокрема, представники родів Колібрі-тонкодзьоб (Chalcostigma), Колібрі-барвограй (Metallura), Еріон (Eriocnemis), Колібрі-пухоніг (Haplophaedia), Колібрі-зіркохвіст (Urosticte), Віхтьохвостий колібрі-пухоніг (Ocreatus), Колібрі-золотожар (Aglaeactis), Колібрі-коронет (Boissonneaua) тощо, широко розкривають крила, перед тим як сісти на сідало. Різноманітні аспекти поведінки колібрієвих є слабо дослідженими, однак можуть мати значення при встановленні філогенетичних зв'язків.

### Вокалізація

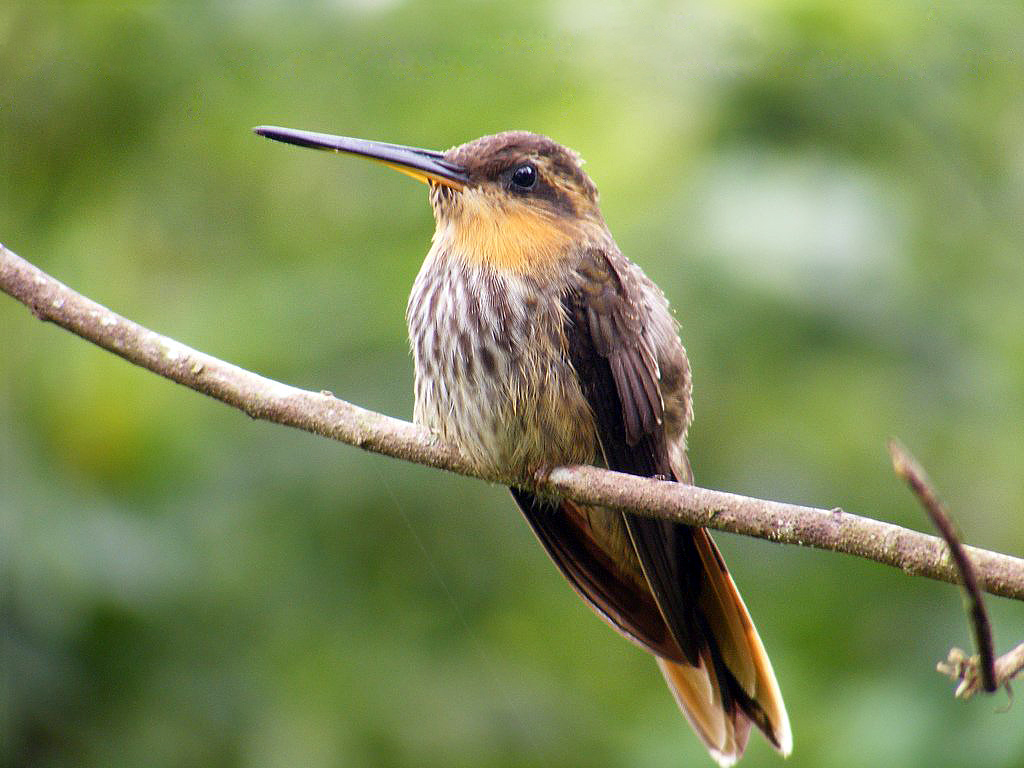
Спів прибережного ерміта можна почути на відстані до 100 м

Високі, односкладові поклики колібрі, які тривають менше однієї секунди, і виконуються як самцями, так і самицями, можна почути раніше, ніж побачити самих птахів. Зазвичай вони, поряд з серією швидких агресивних голосових сигналів, покликані захищати кормову територію, а також є важливою ідентифікаційною ознакою, оскільки є специфічними для кожного виду. Більшість пісень колібрі виконуються на високій частоті і перериваються пронизливими гортанними звуками, доволі неприємними для людських вух. Окрім цих пісень, пташенятам і дорослим колібрі обох статей притаманні короткі, низькочастотні трелі.
Пісні колібрі, що складаються з щебету, писків, посвистів і дзижчання, виходять як мінімум з семи спеціалізованих ядер в передньому мозку. Дослідження експресії генів показало, що ці ядра забезпечують здатність колібрієвих навчатися співу. Ця рідкісна риса, як відомо, зустрічається лише у двох інших груп птахів — папугоподібних (Psittaciformes) і співочих птахів (Passeri), а також у деяких груп ссавців, зокрема, у людей, китоподібних (Cetacea) і рукокрилих (Chiroptera). За останні 66 мільйонів років лише колібрієві, папугоподібні і співочі птахи з 23 рядів птахів, імовірно, незалежно розвинули сім подібних структур переднього мозку для навчання вокалізації, що вказує на те, що еволюція цих структур перебуває під сильними епігенетичними обмеженнями, що імовірно, походять від спільного предка.
Сиринкс, голосовий орган птахів, відіграє важливу роль у вокалізації колібрієвих. Він відрізняється від сиринксів інших серпокрильцеподібних птахів наявністю внутрішньої м'язової структури, додаткових хрящів і великої барабанної перетинки, яка є місцем прикріплення зовнішніх м'язів і відповідає за здатність колібрієвих контролювати висоту звуку та за великий частотний діапазон.
Зазвичай поклики колібрі складаються з короткого звуку тривалістю близько однієї секунди і дещо довшого — до двох секунд. Деякі види виконують триваліші мелодії, зокрема мелодійний свист гватемальського колібрі-ельфа (Selasphorus ellioti) і білогорлого колібрі-бджоли (Mellisuga minima) триває понад пів хвилини. У деяких представників родини, зокрема у чорного колібрі-якобіна (Florisuga fusca), пісні можуть звучати на ультразвукових частотах і не сприйматися людьми. У інших колібрієвих пісні можна почути лише на дуже короткій відстані, і лише у деяких видів, зокрема у прибережного ерміта (Ramphodon naevius), спів можна почути на відстані до 100 м. Спів синьогорлого колібрі-самоцвіта (Lampornis clemenciae) вирізняється широким частотним діапазоном, що коливається від 1,8 кГц до приблизно 30 кГц. Цей птах також може видавати ультразвукові вокалізації, які не є елементом комунікації. Оскільки синьогорлі колібрі-самоцвіти часто чергують спів з полюванням на дрібних комах, імовірно, ультразвукові крики, які є елементом пісні, порушують схему польоту комах, роблячи їх легшою здобиччю.
Тринідадські ерміти (Phaethornis longuemareus) і венесуельські ерміти (Phaethornis superciliosus) можуть співати майже протягом всього року, за виключенням сухого сезону, водночас спів рудохвостого колібрі-сапфіра (Chlorestes eliciae) і сапфіроволобого колібрі (Klais guimeti), навпаки, можна почути лише під час сезону посухи. Цакатл (Amazilia tzacatl) співає переважно під час короткого проміжку часу від світанку до сходу сонця, тоді як представники родів Ерміт (Phaethornis) і Колібрі (Trochilus) співають від раннього ранку до заходу сонця. Під час линяння колібрієві припиняють співати.
Дослідження співу рубіновоголової каліпти показало, що силабічна структура, ритм, індекс повторення і синтаксис її пісні є результатам мімікрії. Спів птахів цього виду, що мешкають на острові Гвадалупе на заході Мексики, сильно відрізняється від співу каліфорнійських рубіновоголових каліт. Американський натураліст Александер Френк Скатч помітив, що блакитноволі аріани (Polyerata amabilis) можуть імітувати пісню цакатла.
Під час польоту колібрі видають звук, що нагадує дзижчання великих жуків або джмелів. Це відображено у англійській назві цих птахів — англ. hummingbirds або буквально «птахи, що дзижчать». Подібний звук виникає внаслідок аеродинамічних сил, що утворюються низхідними і висхідними швидкими рухами крил, які викликають звукові коливання в повітрі. Зовнішні першорядні махові пера колібрієвих з родів Колібрі-крихітка (Selasphorus), Гірський колібрі (Lafresnaya) і Колібрі-золотожар (Aglaeactis), а також дуже вузькі крайні стернові пера представників родів Рубіновогорлий колібрі (Archilochus) і Колібрі-іскринка (Chaetocercus), імовірно, спеціально адаптовані під видавання звуків.

### Заціпеніння
Внаслідок повної відсутності пуху колібрі можуть підтримувати температуру тіла на стабільному рівні лише коштом власного метаболізму. Вони ведуть денний спосіб життя, а з настанням сутінок вони сідають на гілку або повертаються до гнізда, щоб перечекати ніч. Температура тіла птаха падає з 40-43 °C до 35-38 °C, частота пульсу з 1000-1200 до 500 ударів за хвилину, інтенсивність дихання — з 600 до 180 вдихів і видихів. Дуже рідко орнітологам вдається побачити сплячого птаха: вони або ховаються серед листя, як цакатл (Amazilia tzacatl), або підіймаються на тонкі голі гілочки на верхівках дерев, як синьоголовий колібрі-ангел (Heliomaster longirostris). При чому положення різних видів колібрієвих під час сну є дуже подібним: вони стоять, охопивши обома лапами сідало, втягнувши шию і дещо підійнявши голову так, що дзьоб при цьому направлений вперед і вгору. Голову під крило вони не ховають. Коли колібрі прокидаються, вони вигинають шию і підводять нерозкриті крила, після чого розкривають одне чи обидва крила і розправляють їх вниз, вздовж тіла (а не назад, як це роблять інші птахи).
Якщо серпокрильцеві впадають у торпор через погану погоду, то колібрієві роблять це вночі, зазвичай у проміжку між 23 годиною вечора і 1 годиною ночі. Під час торпору птахи не здатні реагувати на зовнішні подразники, їх поведінка стає летаргічною. В цей момент колібрієві наражаються на ризик стати здобиччю хижака або не прокинутися. Пташенята у віці до одного тижня не вміють впадати в стан заціпеніння. Воно відбувається у дві фази: протягом 2-6 годин обмін речовин знижується на 80—90% від денного показника, а вранці за 20-30 хвилин повертаються до нормального стану, причому одні птахи переходять з торпору в сон, а інші одразу прокидаються. При температурі зовнішнього середовища нижче +15 °С, температура тіла опускається до 18-20 °C, а у деяких випадках до 10-12 °C, пульс — до 50-180 ударів за хвилину, а частота дихання — приблизно удвічі. Іноді заціпеніння може тривати 15-20 годин, у виключних випадках — до кількох діб.
Під час заціпеніння функціональність нирок знижується, з метою попередити зневоднення організму і зберегти необхідні сполуки, такі як глюкоза, вода і поживні речовини. Крім того, вага птаха зменшується під час торпору зі швидкістю 0,04 г за годину, що становить приблизно 10% загальної ваги за ніч. Виділення в кров гормону кортікостерону є одним з сигналів, який виводить птаха з торпору.
Тривалість торпору різниться залежно від виду, а також від того, чи є птах територіальним. Не територіальні і не домінантні птахи мають більшу тривалість торпору. Заціпеніння у колібрі, імовірно, не пов'язане з нічною температурою, оскільки воно відбувається в широкому діапазоні температур, при цьому економія енергії під час цього глибокого сну скоріше є пов'язаною з фотоперіодизмом і тривалістю самого торпора. Колібрієві, що мешкають в Північній Америці, впадають у торпор не регулярно, а лише коли рівень їх внутрішньої енергії опускається нижче порогового значення. Можливо, це пов'язано з більшою тривалістю світлового дня, ніж у тропіках, де в торпор впадають майже всі колібрі. Більш ніж половина усіх видів колібрієвих мешкають в горах, де температура може протягом дня коливатися більш ніж на 15 °C. Через малу вагу і відсутність пуху, колібрієвим необхідно багато енергії, щоб пережити такі коливання. За день вони мають накопичити достатньо енергії, щоб вижити під час нічного голодування. Тривалість і глибина торпору залежить від цих запасів.

### Політ

Схема зависання колібрі в польоті

Супутні струмені повітря, які утворюються внаслідок руху крил колібрі

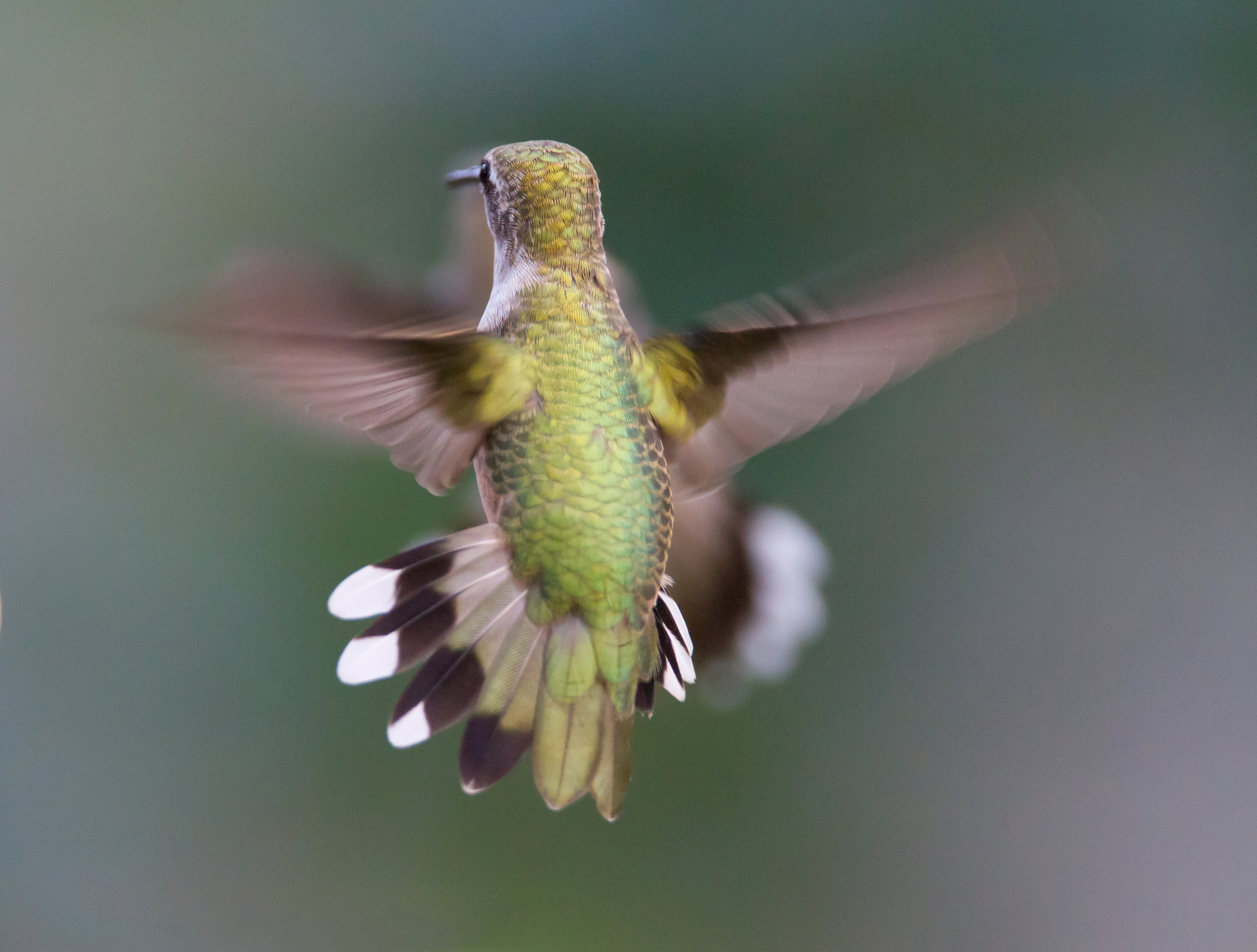
Самиця рубіновогорлого колібрі, що зависла в польоті

Тремтячий політ колібрі допомагає їм маневрувати краще за інших птахів та зависати в повітрі перед квіткою. При цьому загострені крила переміщуються переважно в горизонтальній площині і постійно перекручуються так, що вверх є направленою то одна сторона крил, то інша, а кінчики крил описують в повітрі пласку вісімку. Невеликі зміни кута нахилу крила і «підрулювання» хвостом допомагає птахам здійснювати всі види переміщення: колібрі можуть рухатися вертикально догори і донизу, задкувати назад, летіти спиною донизу, обертатися на одному місці тощо. Безпосередньо під час споживання нектару колібрі зависають на місці, після чого відлітають назад, щоб витягти дзьоб з квітки, після чого міняють положення тіла, щоб підлетіти до іншої квітки, біля якої знову зависають в повітрі. Деякі види, які будують гнізда на пальмовому листі, виконують політ вверх і назад, щоб злетіти з гнізда, на якому вони сидять обличчям до листа, інші види в цій ситуації підіймаються на невелику висоту, після чого розвертаються. Єдиним видом польоту, який є недоступним для колібрієвих, є ширяння.
Частота помахів крила під час зависання в польоті коливається в широкому діапазоні: у білочеревого колібрі-аметиста (Calliphlox amethystina) вагою 3,2 г вона може становити 88 помахів за секунду, у рудого ерміта (Phaethornis ruber) — 21-23 п/с, у велетенського колібрі (Patagona gigas) — 10-15 п/с. Чим меншим є птах, тим більше помахів за секунду він здійснює. Кількість помахів за секунду під час зависання в повітрі збільшується під час демонстративного залицяння: так, у каліопи (Selasphorus calliope) в цей час кількість помахів за секунду збільшується на 40% і може досягати 90 п/с. Рекордні показники були зафіксовані у рубіновогорлого колібрі (Archilochus colubris) і вогнистого колібрі-крихітки (Selasphorus rufus) і становлять понад 200 п/с. У деяких комах, зокрема у перетинчастокрилих (Hymenoptera), двокрилих (Diptera) і бражникових (Sphingidae), траєкторія руху крила і частота помахів є схожими до таких у колібрієвих.
Александер Френк Скатч у своїй праці 1973 року, присвяченій колібрієвим, зазначив, що птахи починають летіти ще до того, як покинуть гілку, на якій вони сиділи («start flying before it leaves its perch»). Так же швидко, як колібрі починають летіти, відбувається їх гальмування; вони підлітають до гілки на повній швидкості, що є неможливим для більших за розмірами птахів. Швидкість польоту колібрі є надзвичайно великою. Показники в лабораторних умовах коливаються від 48 до 85 км/год. У природі у зеленого колібрі (Colibri thalassinus) була зафіксована швидкість до 96 км/год, а під час коротких перельотів — до 150 км/год. Для порівняння, одні з найшвидших поштових голубів (одомашнених сизих голубів) мають швидкість польоту 64 км/год.
Політ колібрі інтенсивно вивчався з аеродинамічної точки зору з використанням аеродинамічних труб і швидкісних відеокамер. Зокрема, під час дослідження польоту вогнистих колібрі-крихіток (Selasphorus rufus) і рубіновоголових каліпт (Calypte anna) використовувався метод цифрової трассерної візуалізації (PIV) з метою дослідження підіймальної сили, що утворюється при русі птаха вверх і вниз. Багато більш ранніх досліджень припускали, що підіймальна сила утворюється однаково під час двох фаз помаху крил, як і у випадку комах подібного розміру. Однак дослідження показало, що зависання колібрі в повітрі дещо відрізняється від зависання в повітрі комах, таких як бражникові. Дослідження з використанням електроміографії показало, що м'язове навантаження у великому грудному м'язі, який відповідає за опускання крила, було найменшим серед зафіксованих у летючих птахів, а навантаження у підключичному м'язі, який відповідає за підіймання крила, було пропорційно більшим, ніж у інших птахів.
В умовах турбулентного повітряного потоку, експериментально створеного в аеродинамічній трубі, колібрі демонструють стабільне положення голови і орієнтацію, коли вони зависають над годівницею. Коли вітер дме збоку, вони компенсують це шляхом збільшення амплітуди розмаху крил і кута площини розмаху, а також шляхом асиметричної зміни цих параметрів між крилами та від одного розмаху до іншого. Вони також змінюють орієнтацію і збільшують загальну площу поверхні стернових пер, надаючи їм форму віяла. Під час зависання в повітрі зорова система колібрі може відрізнити рухи, викликані рухами самого птаха, від рухів, викликаних зовнішніми чинниками, зокрема хижаками. В природних умовах, наповнених численними фоновими рухами, колібрі можуть точно зависати на одному місці завдяки точній координації зору з положенням тіла.
Зі зменшенням густини повітря, наприклад, на великій висоті, збільшується кількість енергії, яку птах повинен використати для зависання в повітрі. Через це види колібрієвих, що пристосувалися до життя на великій висоті над рівнем моря, мають більші крила, щоб компенсувати негативний вплив низької щільності повітря на підіймальну силу.

## Поширення

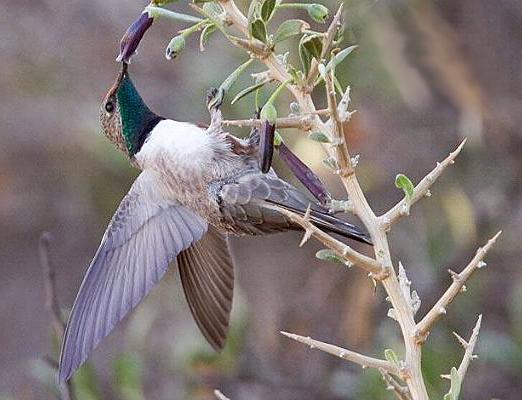
Андійський колібрі-плямохвіст (Oreotrochilus estella) поширений на високогір'ях Анд

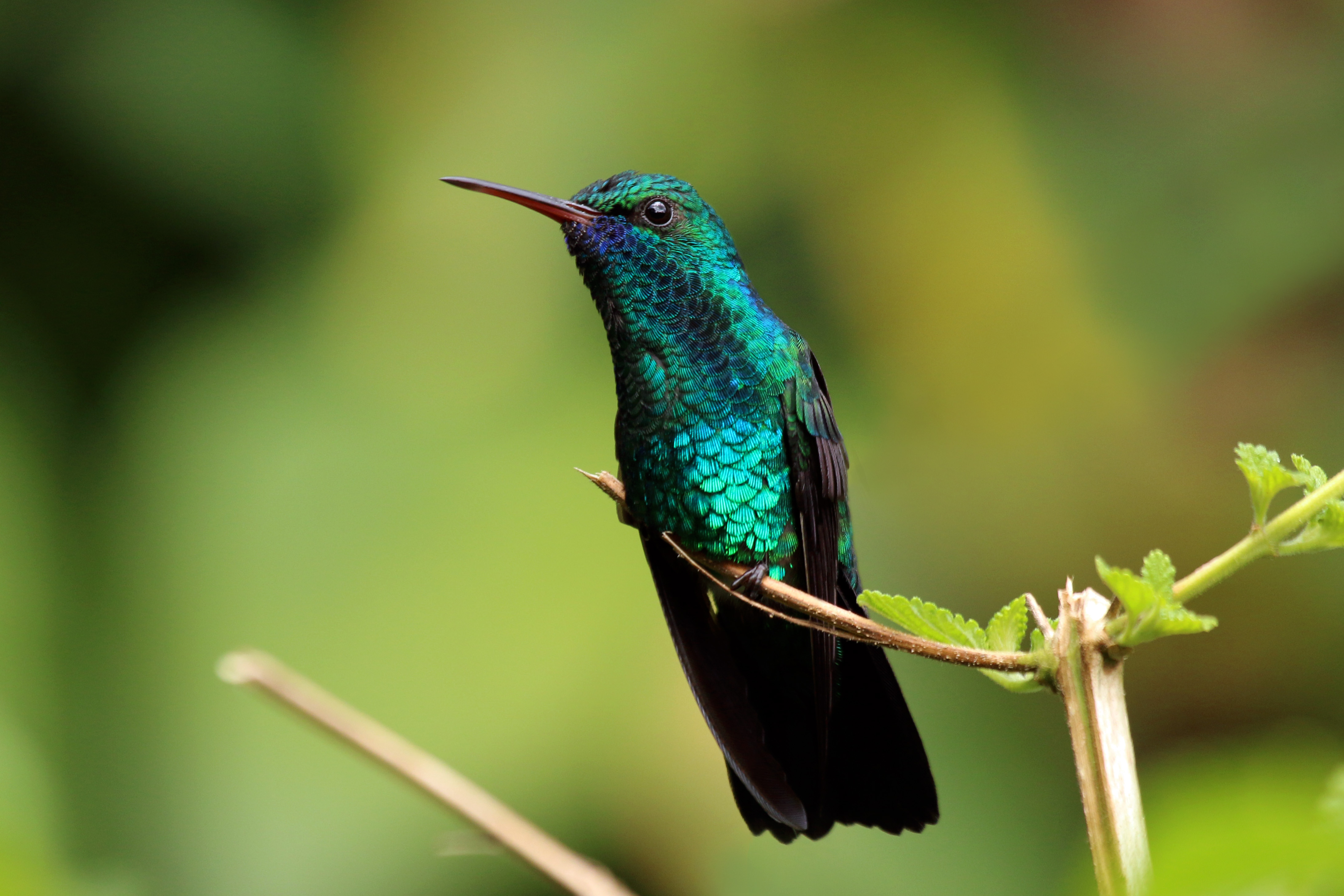
Синьогорлий колібрі-смарагд (Chlorestes notata) поширений в Амазонії

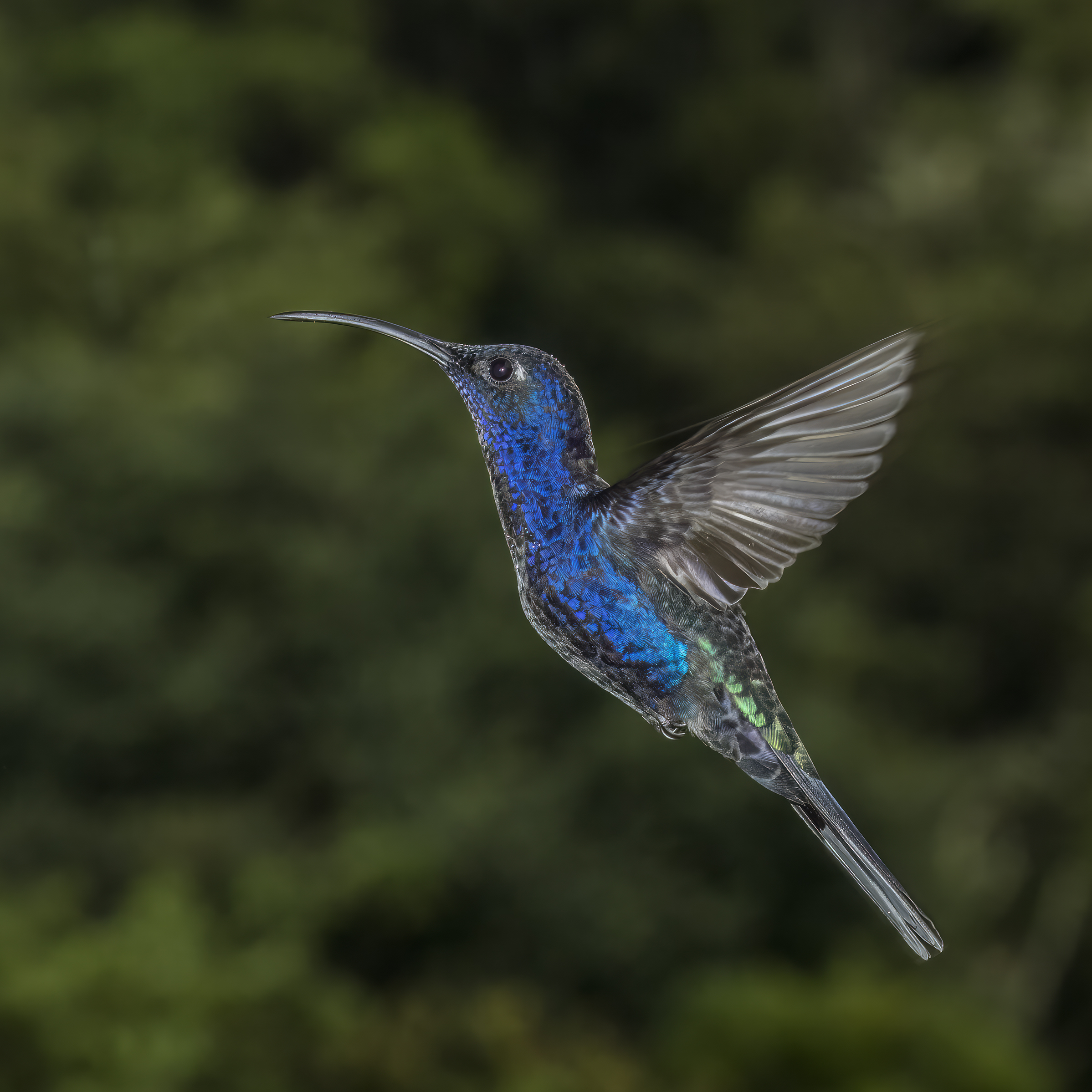
Фіолетовий колібрі-шаблекрил (Campylopterus hemileucurus) поширений у Мексиці та Центральній Америці

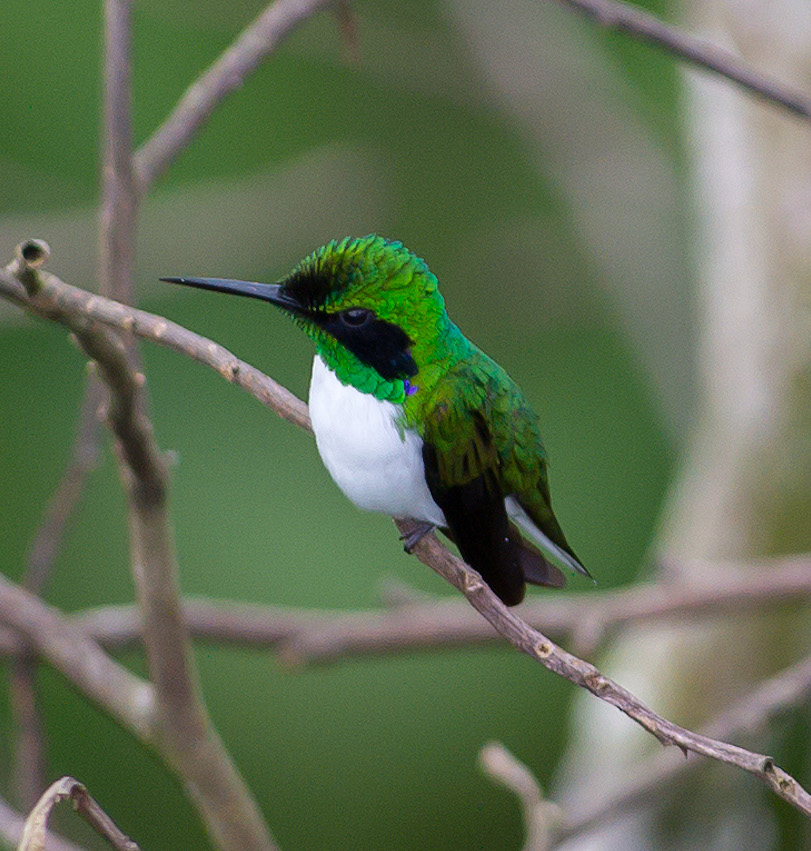
Зеленолобий колібрі-фея (Heliothryx aurita) поширений на схід від Анд

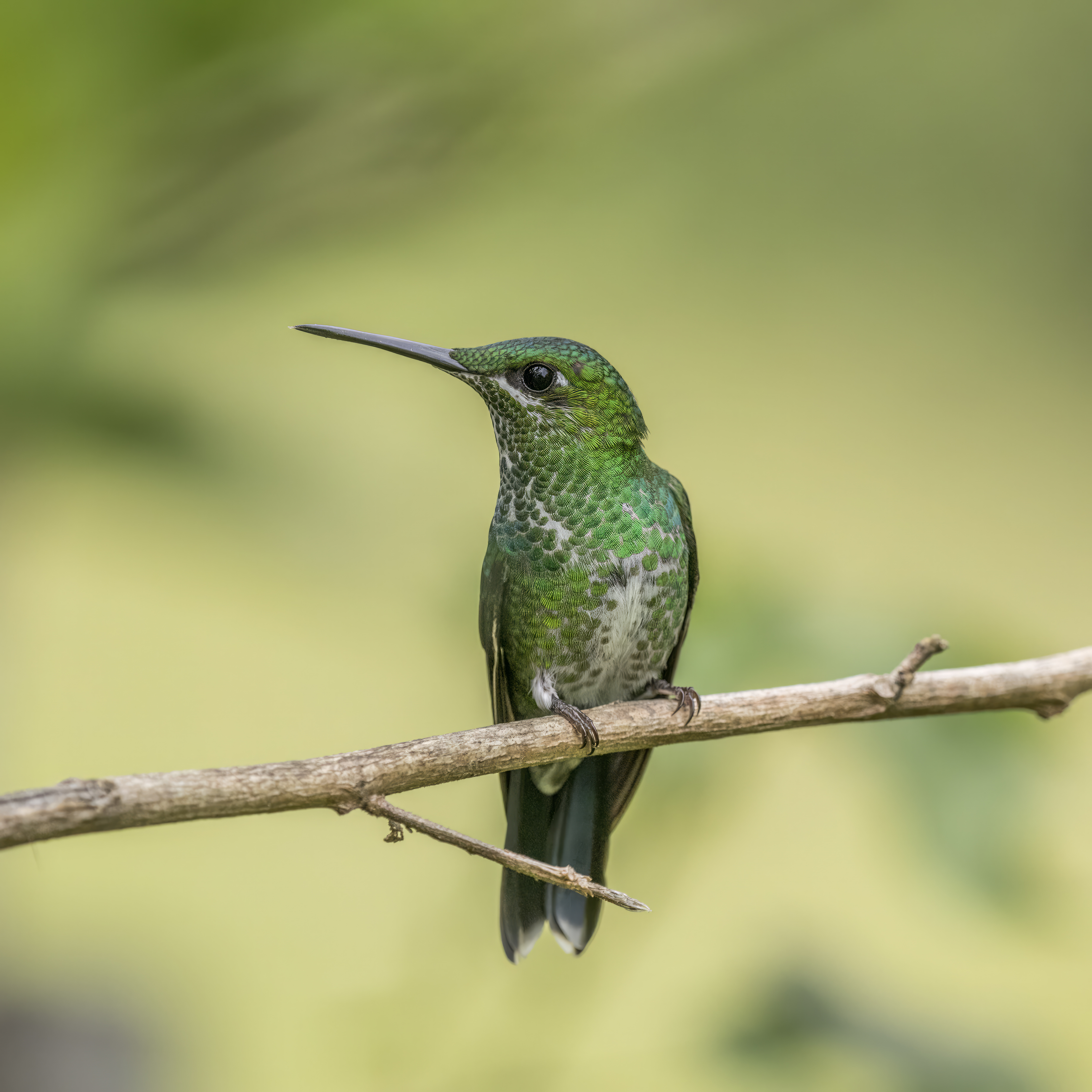
Колумбійський колібрі-діамант (Heliodoxa jacula) поширений на захід від Анд

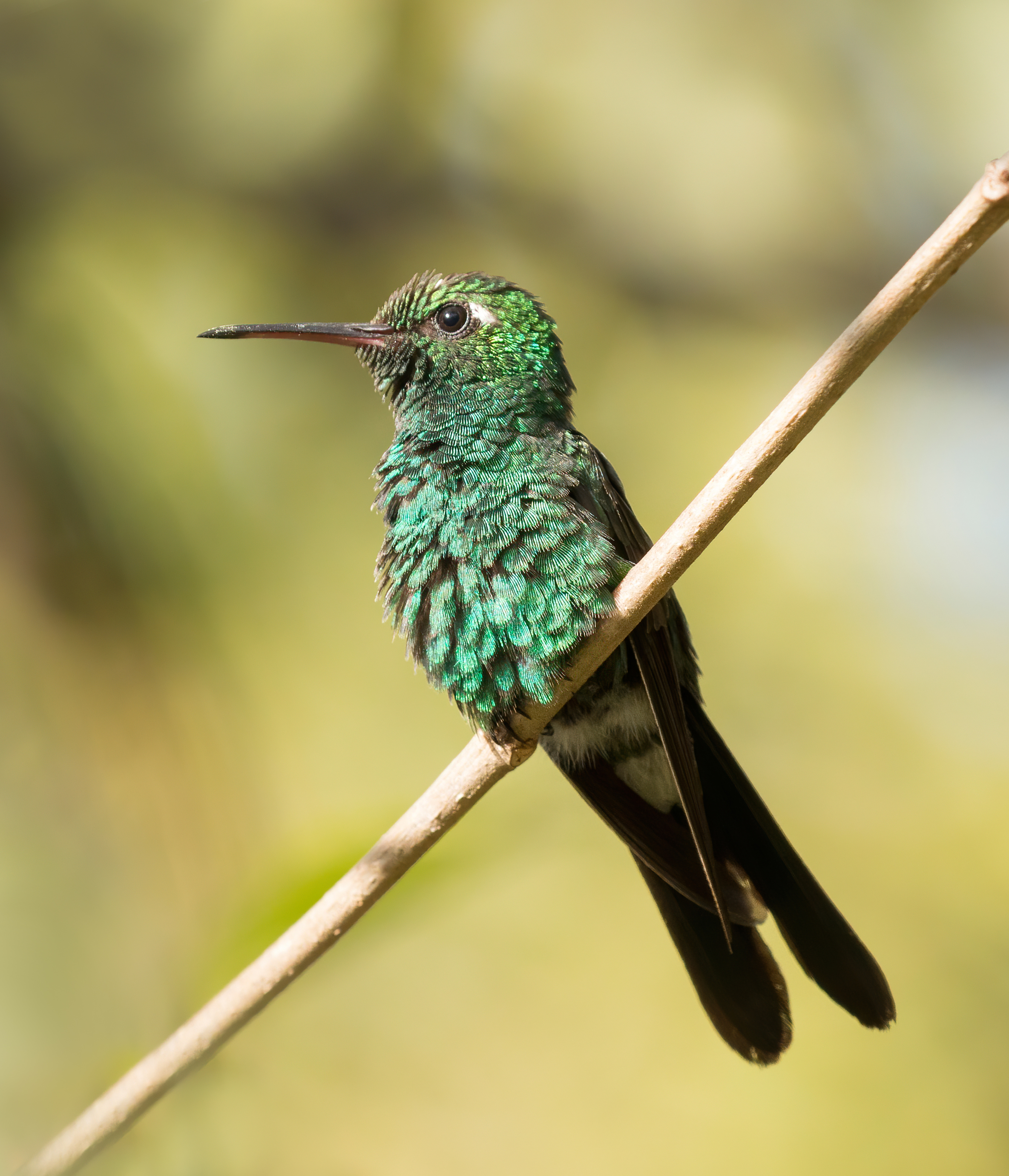
Кубинський колібрі-смарагд (Riccordia ricordii) поширений на Кубі та на Багамських островах

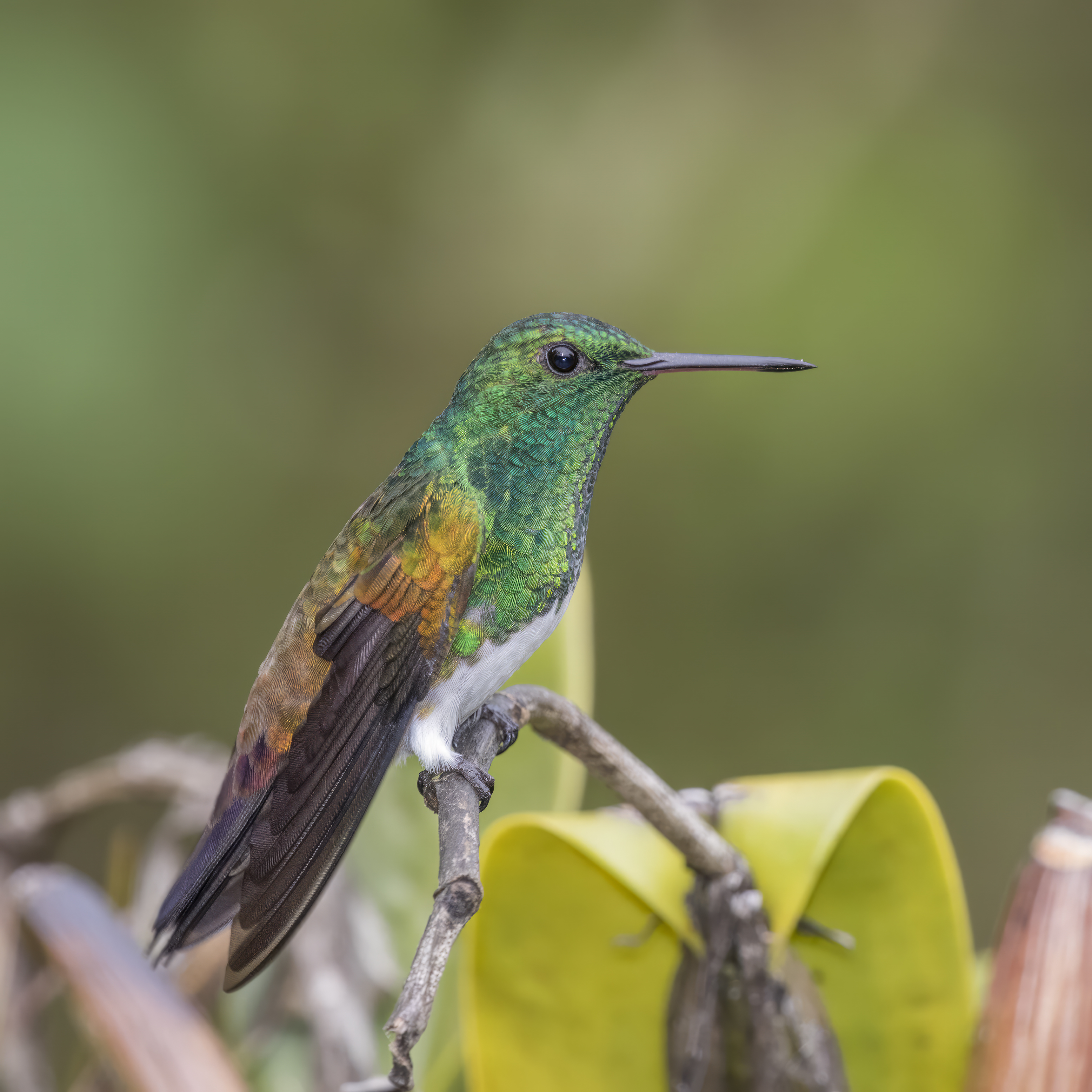
Білогруда амазилія-берил (Saucerottia edward) поширена в Коста-Риці і Панамі

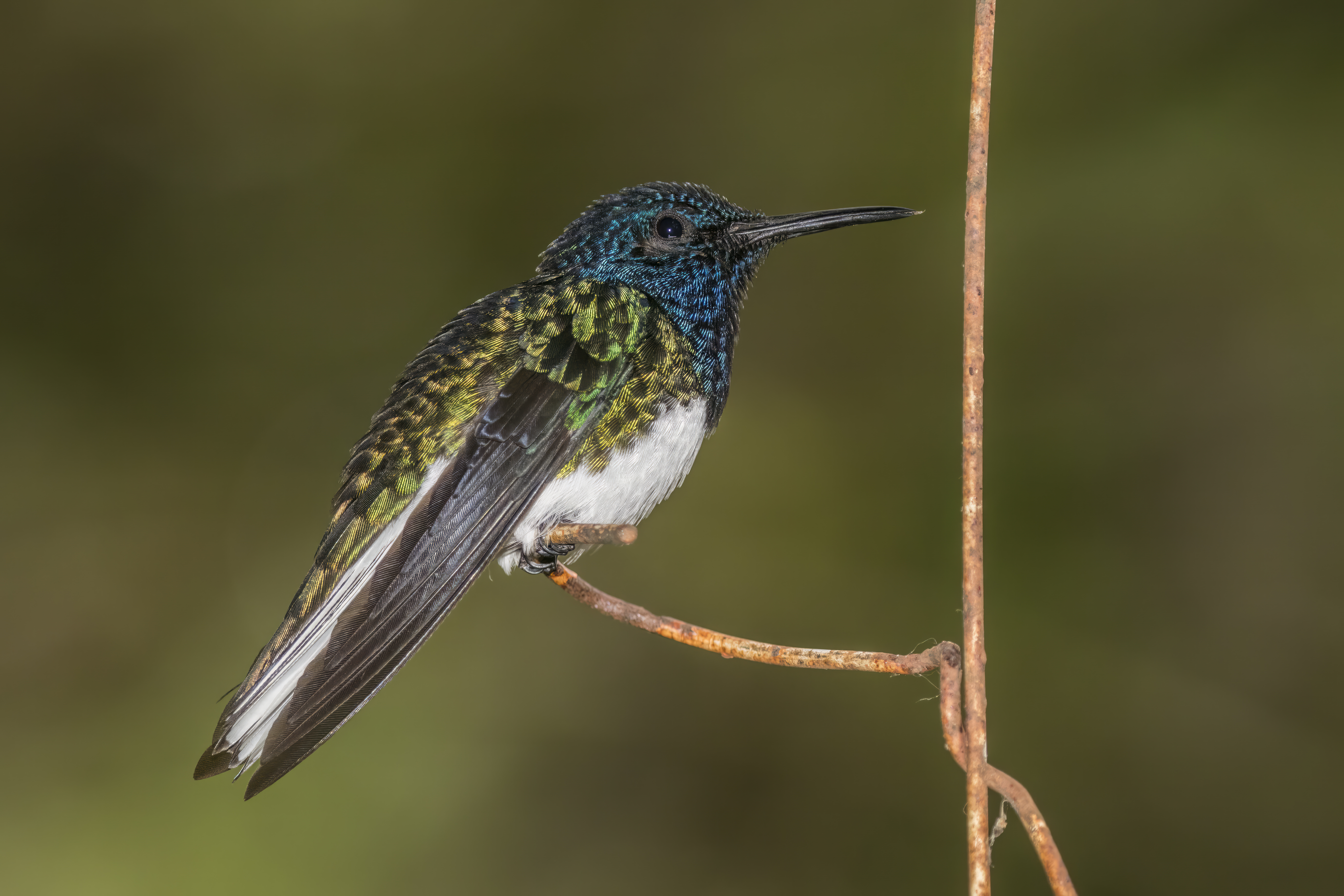
Синьоголовий колібрі-якобін (Florisuga mellivora) поширений в Мексиці, Центральній і Південній Америці

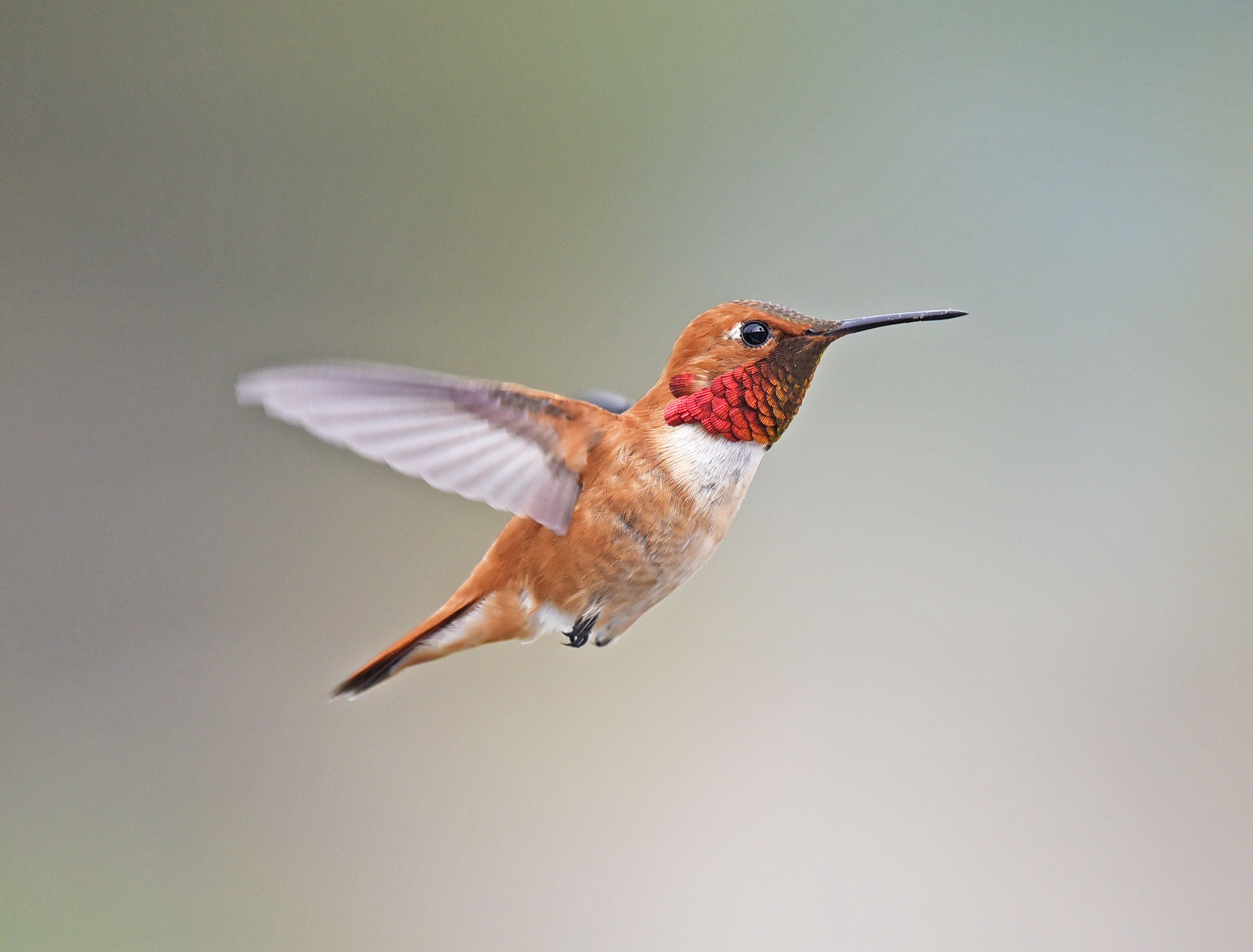
Вогнистий колібрі-крихітка (Selasphorus rufus) поширений у Північній Америці

Колібрієві мешкають у Центральній, Північній і Південній Америці, а також на Карибах, на висоті до 5200 м над рівнем моря. Вони широко поширені в тропічних лісах, особливо численні на середньогір'ях, натомість у помірних широтах мешкає лише кілька видів. Ареали багатьох видів є обмеженими лише однією долиною або гірським схилом, деякі тягнуться вузькою смугою вздовж західного чи східного схилу Анд. Існують багато острівних ендеміків. Загалом колібрієві віддають перевагу багатим на рослинність біотопам, однак деякі види мешкають переважно в пустелях або напівпустелях. Близько половини видів колібрієвих мешкають в екваторіальному поясі, в межах смуги навколо екватора завширшки 10 градусів, причому багато екваторіальних видів мешкають не в Амазонії, а високо в Андах, де температура суттєво падає після заходу сонця. Вогнистий колібрі-крихітка — найпоширеніший представник родини на заході Північної Америки, а також єдиний вид колібрієвих, зафіксований поза Америкою, на Чукотському півострові в Росії. Найбільше видів колібрієвих зафіксовано в Колумбії — 168 видів, тоді як в Еквадорі — 135 видів, у Перу — 127 видів, в Бразилії — 85 видів, в США — 31 вид.
На різних висотах одні таксони замінюються екологічно подібними. Наприклад, мексиканського ерміта (Phaethornis longirostris) на висоті понад 2500 м над рівнем моря змінюють представники роду Колібрі-інка (Coeligena). Співіснування колібрієвих можливе шляхом зменшення внутрішньовидової конкуренції (різні за вагою і за морфологічними особливостями види живляться нектаром різних рослин) або вертикальної сегрегації (одні види живуть у підліску, тоді як інші шукають їжу у середньому і верхньому ярусах лісу). У районах великого видового різноманіття колібрієвих суттєве значення мають також специфічні для кожного виду стратегії живлення.
Багато видів колібрієвих легко адаптуються до зміни природного середовища, а при сприятливих умовах можуть навіть розширювати свої ареали, як рубіновоголова каліпта. Водночас популяція інших видів може швидко скорочуватися через знищення природного середовища, як у багійського ерміта-самітника (Glaucis dohrnii).

### Ареал
Представники родини поширені в Новому світі, від Аляски і Лабрадора до Вогняної Землі. Представники двох родів — Строкаточубий колібрі (Oxypogon) на заході Венесуели і в Колумбії та Колібрі-плямохвіст (Oreotrochilus) в Андах від Еквадору до Чилі живуть на краях гірських льодовиків на висоті понад 4000 м над рівнем моря. Попри складні кліматичні умови, що характеризуються низькою температурою і високою вологістю, птахів приваблює цілорічне цвітіння рослин з родин Ранникові (Scrophulariaceae), Айстрові (Asteraceae) і Тирличеві (Gentianaceae). Колібрі покидають цю місцевість лише через морози та тривалий сніжний покрив, переміщуючись на кілька сотень метрів вниз по схилах. Часто вони повертаються назад лише через декілька годин, як тільки погодні умови стають більш сприятливими. Від нічних заморозків птахи ховаються в печерах.
Високогірне плато Альтіплано в Перу і Болівії характеризується холодним і сухим кліматом. На висоті 3000-3800 м над рівнем моря формується багатий рослинний покрив. У парамо переважають рослини з родин Айстрові (Asteraceae) і Бромелієві (Bromeliaceae) з велетенськими конусоподібними суцвіттями, що включають сотні квіток. В укритих від вітру печерах у великій кількості ростуть рослини з родин Трояндові (Rosaceae), Миртові (Myrtaceae), Вересові (Ericaceae) й Меластомові (Melastomataceae). У цій екосистемі протягом всього року можна побачити колібрієвих з родів Колібрі-золотожар (Aglaeactis), Колібрі-тонкодзьоб (Chalcostigma), Колібрі-барвограй (Metallura), Колібрі-короткодзьоб (Ramphomicron), Гірський колібрі (Lafresnaya), Еріон (Eriocnemis) і Колібрі-іскринка (Chaetocercus). У період активного цвітіння з кінця червня по серпень на цій висоті з'являється багато інших представників родини, зокрема синьочереві колібрі (Colibri coruscans) і зелені ерміти (Phaethornis guy). Екорегіон пуна натомість менш придатний для життя колібрієвих. Під час цвітіння пуї Раймонда (Puya raimondii) в ньому можна зустріти велетенських колібрі (Patagona gigas) і андійських колібрі-плямохвостів (Oreotrochilus estella). На висоті 3500 м над рівнем моря альпійські луки парамо і пуна змінюються високогірними чагарниковими заростями і гірськими тропічними лісами. Багатий рослинний комплекс цього регіону, що включає рослини з родів Бомарея (Bomarea), Фуксія (Fuchsia), Лобелія (Lobelia), Пасифлора (Passiflora), Брахіотум (Brachyotum), Бежарія (Bejaria) і Дурман (Datura), приваблює птахів яскравими квітками. Для цього регіону характерними є колібрієві з родів Блакитнокрилий колібрі (Pterophanes), Колібрі-інка (Coeligena), Еріон (Eriocnemis) і Колібрі-німфа (Heliangelus). У ньому пролягає верхня межа поширення колібрі-списодзьобів (Ensifera ensifera).
Найбагатшою за видовим різноманіттям колібрієвих є перехідна зона між високогір'ями і передгір'ями, розташована на висоті 1800-2500 м над рівнем моря. Для зони є характерною доволі стала добова температура в межах від 12 до 16 °C. Багатий рослинний світ гірських тропічних лісів представлений деревами, чагарниками, папоротями, ліанами, а також різноманітними епіфітами з родин зозулинцеві (Orchidaceae), бромелієві (Bromeliaceae) і геснерієві (Gesneriaceae). На цих висотах комахозапилення залежить від сприятливих погодних умов і часто є непередбачуваним. Колібрієві в цьому регіоні мають різноманітні розміри тіла, а також розміри і форму дзьоба. Серед яскравих представників можна назвати фіолетововолого колібрі-зіркохвоста (Urosticte benjamini), плямистоволого колібрі (Adelomyia melanogenys), сіроволого колібрі-пухонога (Haplophaedia lugens), віхтьохвостого колібрі-пухонога (Ocreatus underwoodii), клинодзьобого колібрі-капуцина (Schistes geoffroyi), андійську агиртрію (Amazilia franciae), зеленолобого колібрі-довгодзьоба (Doryfera ludovicae), довгохвостого колібрі-сильфа (Aglaiocercus coelestis), рудогрудого ерміта (Phaethornis syrmatophorus), аметистовогорлого колібрі-інку (Coeligena wilsoni), зеленого колібрі-коронета (Boissonneaua flavescens), білохвостого колібрі (Urochroa bougueri), рубіновогорлого колібрі-діаманта (Heliodoxa rubinoides), бурого колібрі (Colibri delphinae) тощо. Під час основного сезону цвітіння до них доєднуються ще 10-15 видів, зокрема зелений колібрі-голкохвіст (Discosura conversii), синьоголовий колібрі-якобін (Florisuga mellivora), синьочеревий колібрі (Colibri coruscans), білочеревий колібрі-іскринка (Chaetocercus mulsant) тощо. Загалом в Андах мешкає приблизно 140 видів колібрієвих, що становить 40% від загальної кількості видів в родині, попри те, що сам гірський хребет становить лише 7 % від загальної площі континенту. Це пов'язане з великим екологічним різноманіттям та з великою кількістю ендемічних видів.

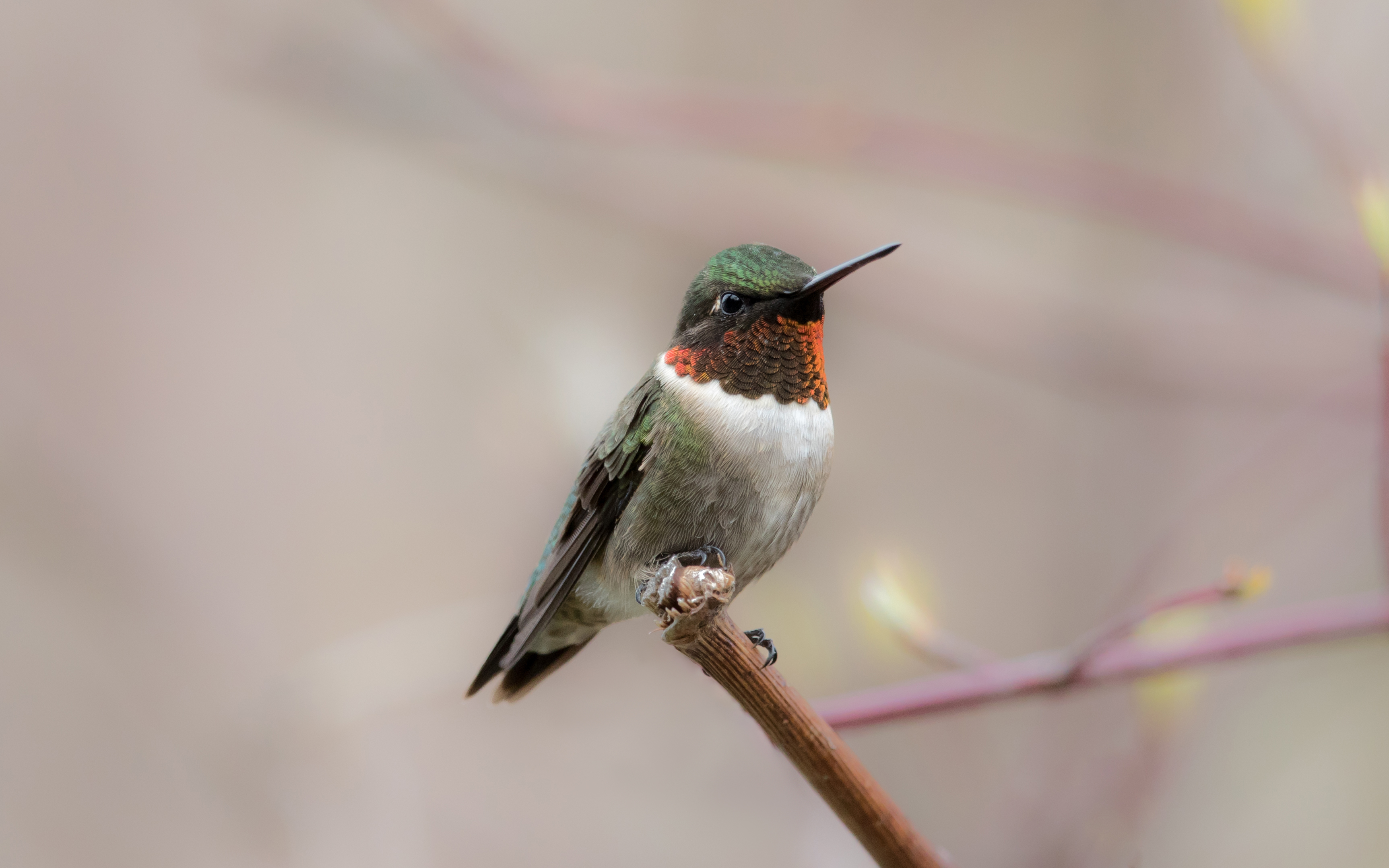
Рубіновогорлий колібрі (Archilochus colubris) під час міграції перетинає Мексиканську затоку

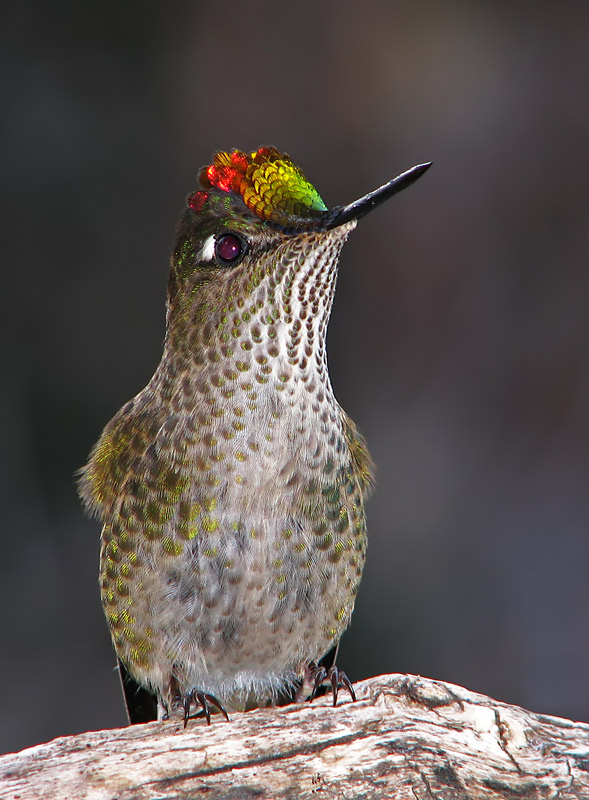
Вогнеголовий колібрі (Sephanoides sephaniodes) мігрує з Вогняної Землі до північної Аргентини

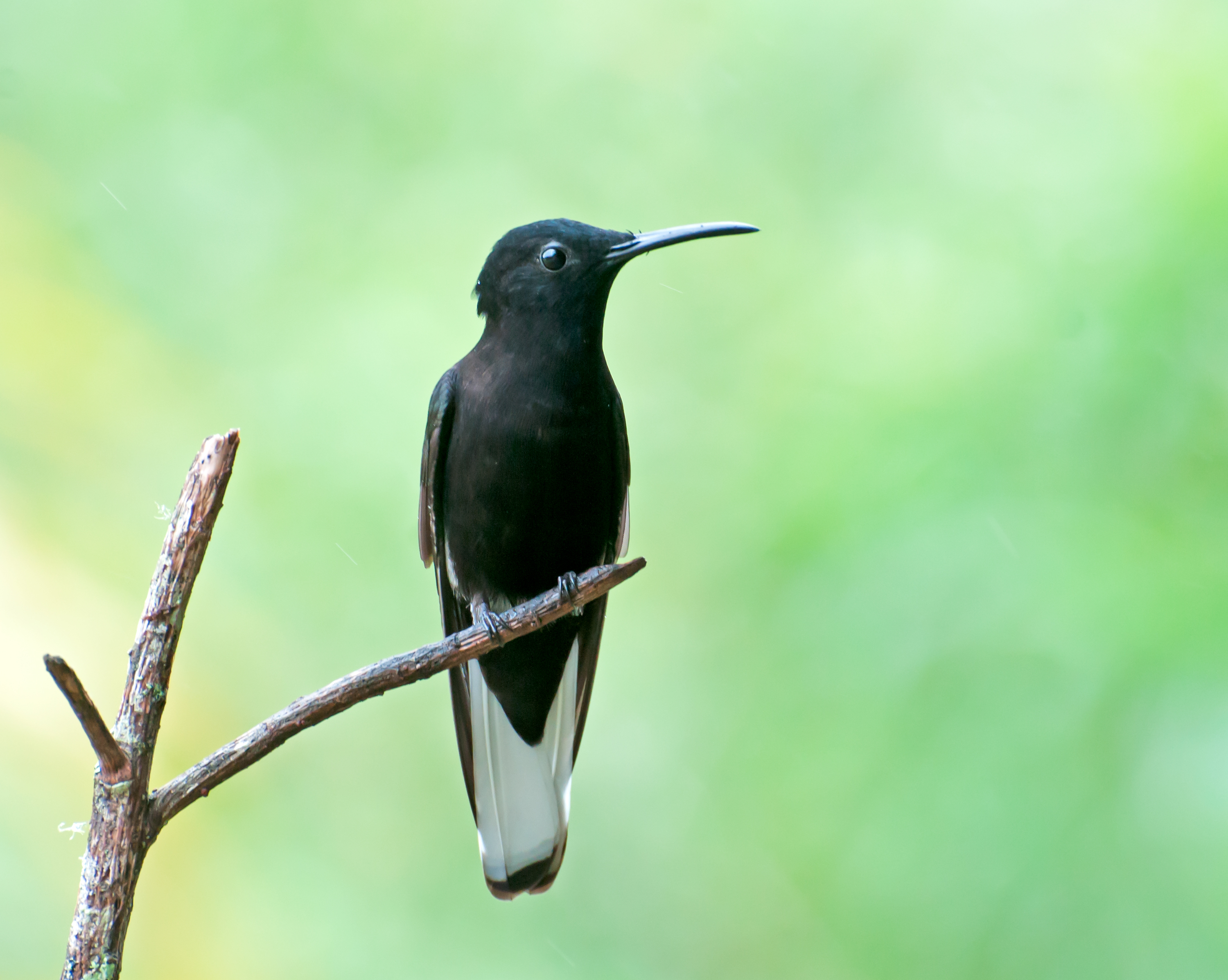
Чорний колібрі-якобін (Florisuga fusca) долає 30 км за день в пошуках нектару

Рівнинні тропічні ліси Південної Америки натомість не вирізняються різноманіттям колібрієвих. У цій природній зоні можна зустріти представників родів Амазилія (Amazilia) і Колібрі-сапфір (Hylocharis). На захід від Анд мешкають цакатлі (Amazilia tzacatl), пурпуровочереві аріани (Polyerata rosenbergi) і синьоголові колібрі-сапфіри (Chrysuronia grayi), на схід — венесуельські аріани (Chionomesa fimbriata), бразильські агиртрії (Chrysuronia versicolor), прибережні агиртрії (Chrysuronia leucogaster), кактусові колібрі-сапфіри (Hylocharis sapphirina) і білобороді колібрі-сапфіри (Chlorestes cyanus). Фіолетоволобий колібрі-фея (Heliothryx barroti) мешкає на тихоокеанському узбережжі, а сестринський йому вид зеленолобий колібрі-фея (Heliothryx auritus) — в Амазонії. Обидва види шукають нектар в усіх ярусах лісу, переміщуючись кілька разів протягом дня від підліска до лісового намету.
Деякі колібрієві мають обмежений ареал або живуть у специфічних умовах. Наприклад, мангрові аріани (Amazilia boucardi) протягом всього року живуть у мангрових лісах Коста-Рики, тоді як інші види, зокрема венесуельські аріани (Chionomesa fimbriata), відвідують цей район лише під час сезону розмноження. У напівпустелях мешкають пустельні колібрі-білозори (Calothorax lucifer) і перуанські колібрі (Thaumastura cora), в пустелях — оазові колібрі (Rhodopis vesper), у гірських соснових лісах Мексики — широкохвості крихітки-колібрі (Selasphorus platycercus) і північні колібрі-герцоги (Eugenes fulgens). На віддалених островах Карибського моря мешкають представники родів Колібрі (Trochilus), Колібрі-смарагд (Chlorostilbon), Аметистовогорлий колібрі (Eulampis), Колібрі-манго (Anthracothorax) і Чубатий колібрі (Orthorhyncus), а на чилійському архіпелазі Хуан-Фернандес — вогнеголовий колібрі (Sephanoides sephaniodes) і фернандеський колібрі (Sephanoides fernandensis).

### Міграція
Основою знань про міграції колібрі продовжують залишатися випадкові спостереження за птахами, які з'являються в одних і тих самих місцях з регулярними інтервалами, пов'язаними з квітненням певних рослин. Маркування птахів у багатьох випадках є необхідним, щоб визначити, що птахи дійсно переміщуються з одного місця до іншого. Складність вивчення міграцій колібрі демонструє дослідження, проведене в Коста-Риці. З 22 видів колібрієвих, що мешкають в регіоні, протягом двох років на невеликій ділянці була досліджена група з 14 видів: десять резидентів і чотири нерезиденти. Одні види спускалися по гірських схилах вниз на 500 метрів, інші — майже до рівня моря, деякі птахи відлітали у червні-липні, хоча, можливо, залишалися неподалік через цвітіння Heliconia latispatha. Нерезиденти також з'являлися у червні-липні, імовірно, у зв'язку з цвітінням Palicourea elata, причому одні види спускалися з гір, а інші — підіймалися в гори. Загалом між переміщенням деяких видів і цвітінням певних рослин була помічена сильна кореляція.
Лише деякі види колібрі, поширені в помірному поясі Північної і Південної Америки, здійснюють повноцінні сезонні міграції. Зокрема, вогнеголовий колібрі (Sephanoides sephaniodes) може гніздитися на острові Вогняна Земля (54° пд. ш.), однак взимку мігрує до північної Аргентини (23° пд. ш.). Велетенський колібрі (Patagona gigas), що гніздиться в Андах на заході Аргентини і в центральному Чилі, взимку мігрує на північ. Серед північноамериканських видів слід відзначити рубіновогорлого колібрі (Archilochus colubris), фіолетовогорлого колібрі (Archilochus alexandri), каліопу (Selasphorus calliope) і вогнистого колібрі-крихітку (Selasphorus rufus). Деякі рубіновогорлі колібрі під час міграції перетинають Мексиканську затоку, долаючи 800-1000 км в одну сторону; першими на місце прибувають самці, за ними самиці, а за ними молоді птахи віком до одного року. Загалом птахи рухаються вздовж берега, досягаючи точки призначення на початку травня. Можливість тривалих перельотів для таких дрібних птахів довгий час залишалася загадкою для науковців. Раніше вважалося, що 2 грами жиру дозволяють долати 620 км, що недостатньо для перетинання Мексиканської затоки. Імовірно, витрати енергії при міграційному польоті є меншими, ніж при звичайному тремтячому польоті або при зависанні в повітрі. Експерименти показали, що при розрахунку 9 калорій на грам і при витратах енергії 0,69—0,74 калорій за годину, у птахів вистачає енергії за 25 годин польоту подолати відстань у 1000 км. При цьому рубіновогорлий колібрі повинен накопичити 6 г жиру, тобто фактично подвоїти свою вагу. Широкохвості колібрі-крихітки (Selasphorus platycercus) можуть збільшувати свою вагу на 59%, самці рубіновоголової каліпти (Calypte anna) — до 48%, а самиці — до 44%.
Деякі колібрі використовують різні маршрути для осінньої і зимової міграції. Зокрема, каліопи, які мігрують поодинці, восени рухаються на південь вздовж Скелястих гір і далі на захід, а навесні мігрують вздовж тихоокеанського узбережжя, причому загальна протяжність міграції при цьому становить 4500—5500 км. Рекордні показники демонструють вогнисті колібрі-крихітки: птахи гніздяться на півдні Аляски та на Юконі (61° пн. ш.), найпівнічніше за усіх представників родини (іноді вони перетинають Північне полярне коло і були зафіксовані на острові Ратманова, а також на острові Врангеля і на Чукотці), а зимують в Центральній Мексиці та на субтропічному узбережжі Мексиканської затоки. Якщо зіставити цю відстань з розмірами самого птаха, то виходить, що вогнисті колібрі-крихітки здійснюють найдовшу міграцію серед усіх птахів світу. При довжині тіла дещо більше ніж три дюйми ці птахи долають 6 275 кілометрів в одну сторону від Аляски до Мексики, що становить приблизно 78 470 000 довжин тіла. Для порівняння, полярний крячок (Sterna paradisaea) завдовжки 13 дюймів мігрує з Арктики до Антарктики, долаючи при цьому 11 185 кілометрів, або 51 430 000 довжин тіла, що становить лише 65 % від переміщення вогнистого колібрі-крихітки.
Повернення вогнистих колібрі-крихіток на північ відбувається вздовж Тихоокеанського пролітного шляху і може бути скоординоване за часом з першим цвітінням на початку травня, а також з доступністю комах як їжі. Прибуття до місць гніздування до початку цвітіння може піддати загрозі можливість розмноження. Багато птахів з року в рік слідують за встановленими маршрутами. Серед екземплярів рубіновоголової каліпти, спійманих на південному сході Аризони під час осінньої міграції, 35,4% самців і 23,8% самиць були спіймані там же в попередні два роки. Часто мігрують лише птахи, що гніздяться на краю ареалу, тоді як більша частина популяції веде переважно осілий спосіб життя.
В тропічних широтах колібрі мають доступ до нектару протягом всього року і тому ведуть переважно осілий спосіб життя. Високогірні види можуть здійснювати висотні міграції, мігруючи в долини, часто в прибережні райони. При цьому деякі види, зокрема представники роду Колібрі-плямохвіст (Oreotrochilus), живуть на високогір'ях протягом всього року і мігрують лише при найсуворіших умовах. Деякі тропічні види також можуть здійснювати досить тривалі міграції. Зокрема, колібрі-рубіни (Chrysolampis mosquitus) щорічно у квітні покидають бразильський штат Парана, переміщуючись на 1000 км на північний схід, а в середині жовтня повертаються на південь. Аметистовоголові каліпти (Calypte costae) гніздяться в пустелях Аризони і Каліфорнії у березні-квітні, а влітку мігрують на узбережжя Каліфорнії і північно-західної Мексики, причому самці починають міграцію на місяць раніше за самиць і молодих птахів. Чорні колібрі-якобіни (Florisuga fusca) мешкають в штаті Парана з березня по вересень, а у жовтні з'являються в штаті Ріо-де-Жанейро. Відомо, що один представник цього виду за день подолав відстань у 30 км з перепадом висот 455 м.

## Живлення

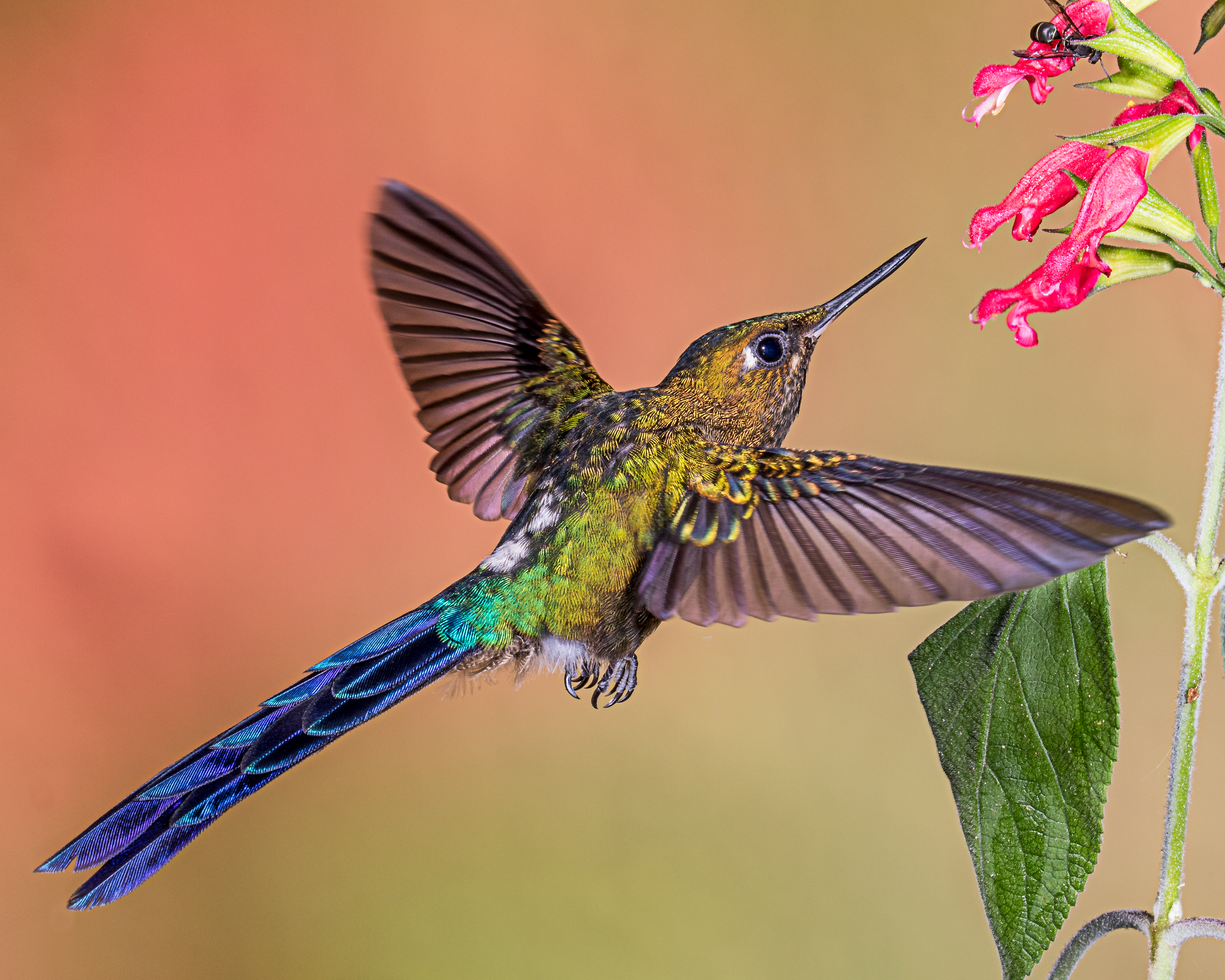
Довгохвостий колібрі-сильф (Aglaiocercus coelestis)

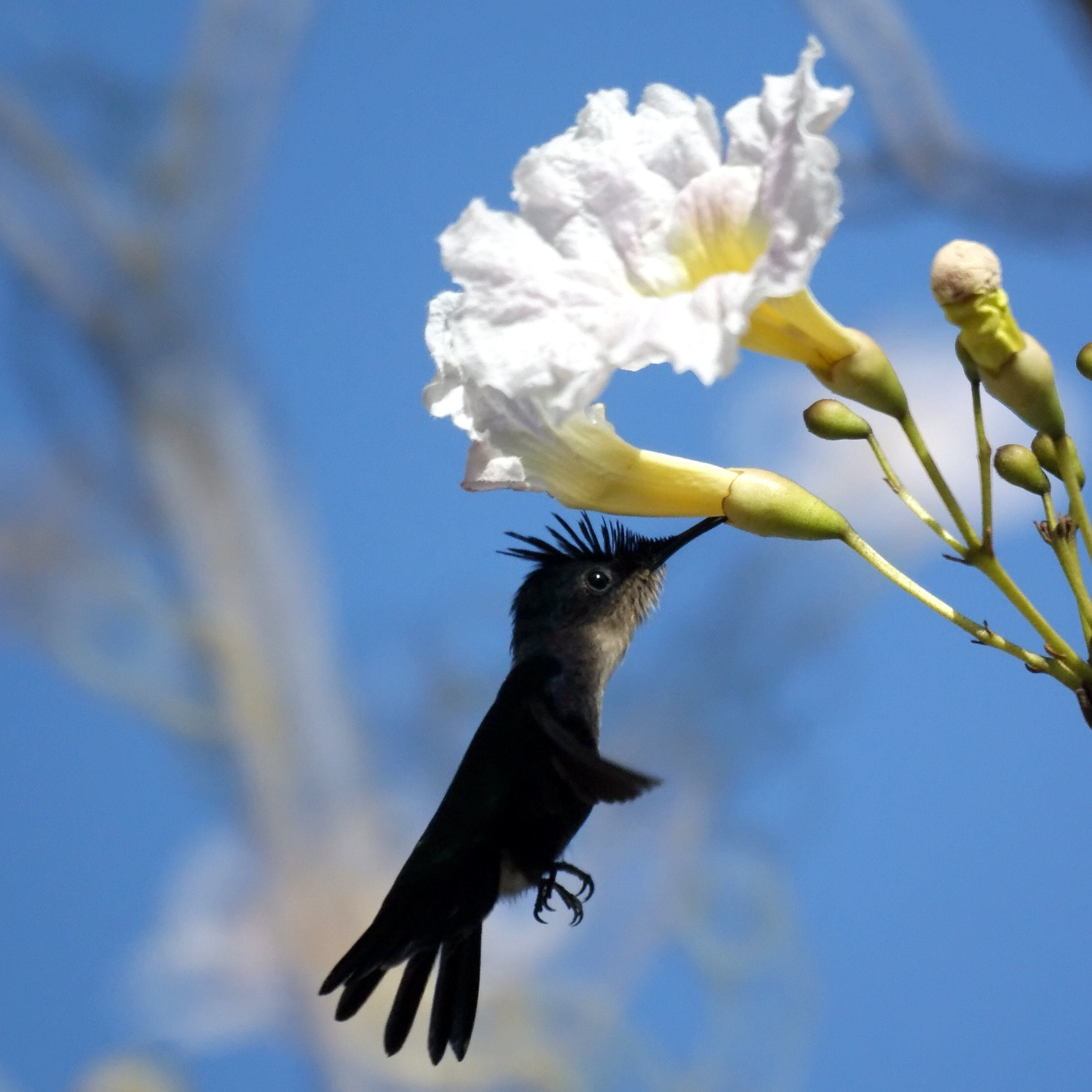
Чубатий колібрі (Orthorhyncus cristatus)

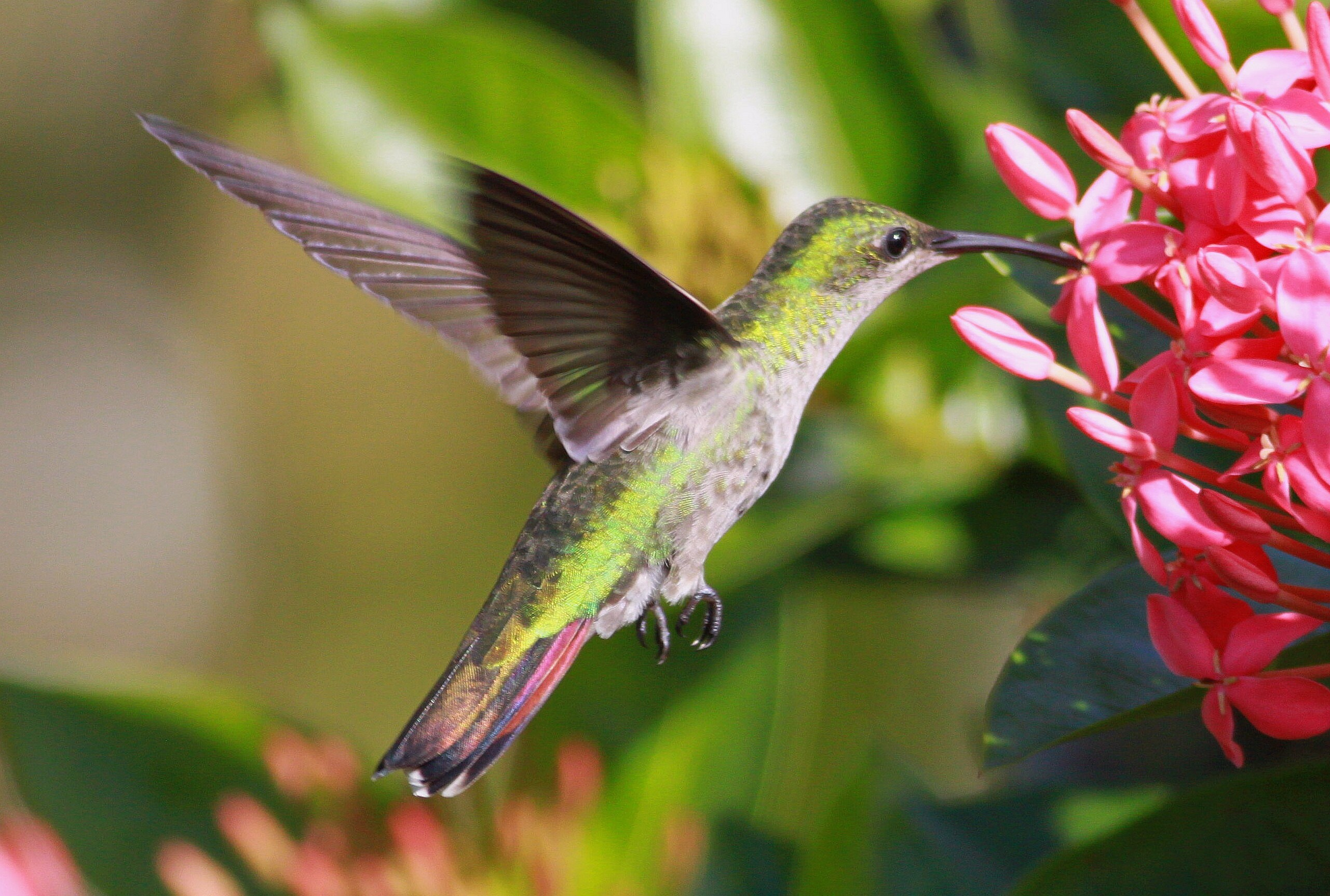
Антильський колібрі-манго (Anthracothorax dominicus)

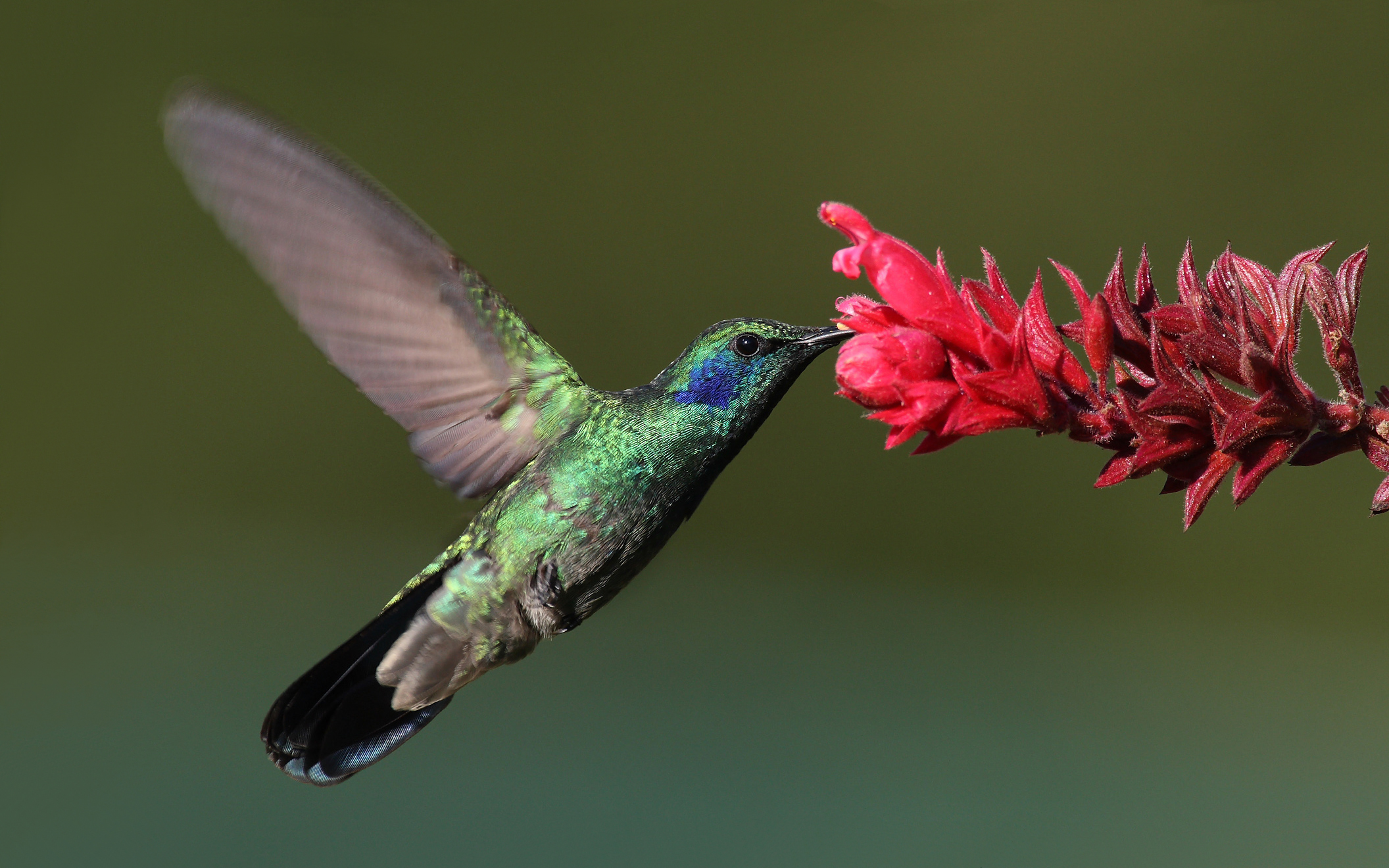
Зелений колібрі (Colibri thalassinus)

Колібрі живляться переважно багатим на вуглеводи солодким нектаром квіткових рослин, який становить 90 % їх раціону. Інші 10 % припадають на членистоногих і пилок. В результаті еволюції виник тісний взаємообмін між деякими квітковими рослинами і колібрієвими — птахозапилення.
Якби абсолютна швидкість накопичення нектару обмежувалась би лише його кількістю і швидкістю живлення, то дуже короткого проміжку часу вистачило б колібрі для отримання достатньої кількості енергії. Різна їжа робить різний внесок у короткочасовий приріст енергії та в її довготривале зберігання. На розподілення впливає енергомістка діяльність колібрі — розмноження, линяння або міграція. Деякі сезонні ефекти, як, наприклад, зміна тривалості світлового дня, нівелюються короткотерміновими коригуваннями в добовому прирості енергії, при цьому під час міграції, коли живлення є обмеженим, набирає силу довготермінове накопичення енергії.

### Птахозапилення
Багато рослин Нового світу запилюється суто колібрієвими. Вони змінюють час цвітіння, забезпечуючи птахів нектаром протягом всього року. При цьому і птахи, і рослини представлені великою кількістю видів та, ймовірно, парної коеволюції окремих видів колібрієвих і окремих видів рослин не відбувалося. Лише в Бразилії колібрі запилюють представників 58 родин рослин. В Північній Америці приблизно 150 видів рослин еволюціонували так, щоб запилюватися колібрі.
Пітер Фейсінґер і Роберт Колвелл запропонували п'ять основних типів квітів, нектар яких можуть збирати колібрієві:
- «Поодинокі, багаті на нектар квіти» (англ. Dispersed rich flowers) з великою кількістю нектару, які мають довгі або вигнуті віночки, що виключає збір нектару більшістю комах і колібрі з короткими або середньої довжини дзьобами. Типовими представниками є Mandevilla hirsuta[sv] з родини барвінкових (Apocynaceae) і Centropogon[en] з родини лобелієвих[en] (Lobelioideae).
- «Зібрані в суцвіття, багаті на нектар квіти» (англ. Clumped rich flowers) з довгими віночками і великим вмістом нектару, часто зустрічаються у великих суцвіттях. Типовими представниками є геліконії (Heliconia).
- «Поодинокі, з помірною кількістю нектару квіти» (англ. Dispersed moderate flowers) з помірно довгими віночками дозволяють збирати нектар більшості видів колібрієвих, однак виключають багатьох комах. Типовими представниками є Маренові (Rubiaceae) і красолі (Tropaeolum).
- «Зібрані в суцвіття, з помірною кількістю нектару квіти» (англ. Clumped moderate flowers) з віночками невеликого і середнього розміру, що утворюють великі суцвіття і продукують помірну кількість нектару, особливо наприкінці дня. Типовими представниками є Лобелієві[en] (Lobelioideae).
- «Квіти комах» (англ. Insect flowers) продукують мінімальну кількість нектару і мають короткі віночки, тому часто запилюються комахами. Типовими представниками є лантани[en] (Lantana), стахітарфети[en] (Stachytarpheta) і ваточники (Asclepias).

Квіти, нектаром яких живляться колібрі, мають переважно яскраве червоне, оранжеве або жовте забарвлення, іноді з контрастно білим віночком. Виключення становлять геснерієві (Gesneriaceae) — рослини цієї родини мають непримітні білуваті квітки і приваблюють птахів яскравим червоним листям. Зазвичай, квітка, що запилюється колібрі, має довгий, товстий, трубчастий віночок без запаху. Колір, форма і відсутність запаху у таких рослин покликані уникнути уваги комах. Експерименти Френка Гарфілда Стайлса показали, що колібрі реагують на високу концентрацію нектару сильніше, ніж на смак чи склад цукру, і менш за все реагують на колір джерела їжі. Колібрі мають дуже чутливий зір, що дозволяє їм розрізняти джерела їжі під час живлення. Вони мало звертають увагу на візуальні сигнали, такі як червоний колір квітки, а скоріше використовують зовнішні орієнтири, щоб дістатися до якіснішого нектару зі вмістом цукру понад 10%. Дослідження вогнеголового колібрі (Sephanoides sephaniodes) показало, що його зорова система, яка забезпечує високу контрастність, дає йому конкурентну перевагу в пошуках їжі, а яскраве оперення на його тімені, що сильно відблискує в червоному діапазоні довжини хвиль (пік на 650 нм) забезпечує домінування птаха перед колібрі з менш яскравим оперенням.
Дослідження показали, що колібрі можуть за запахом виявляти в нектарі наявність захисних хімічних речовин комах (зокрема, мурашиної кислоти) і феромонів мурах, що можуть перешкоджати птахам. Інше дослідження показало, що колібрієвих приваблює аромат квітів шляхом комбінації летких монотерпенів, зокрема d-лімоненів, β-мірценів і β-оцименів.
Дослідження Heliconia psittacorum, проведені Фейнсінґером в Коста-Риці показали, що лише частина квіток містить нектар у достатньому об'ємі, разом з тим як решта квітів можуть бути «порожняками», таким чином забезпечуючи перехресне запилення, оскільки колібрі змушені відвідувати більше квітів, ніж необхідно. Крім того, оскільки вага колібрі є більшою за вагу більшості комах, їх енергетичні потреби є більшими, що призводить до більших можливостей перехресного запилення. Лише деякі бражникові витрачають більше енергії, ніж колібрієві, однак вони, як і інші комахи, здатні до зменшення метаболізму при несприятливих погодних умовах, колібрі натомість залишаються активними в складних погодних умовах і протягом більшого часу доби.
Серед колібрі були також помічені випадки «крадіжки нектару», коли птахи протикали своїм дзьобом квітку, висмоктуючи з них нектар, і уникали контакту з репродуктивними структурами квітки, таким чином не беручи участі у її запиленні.

### Раціон

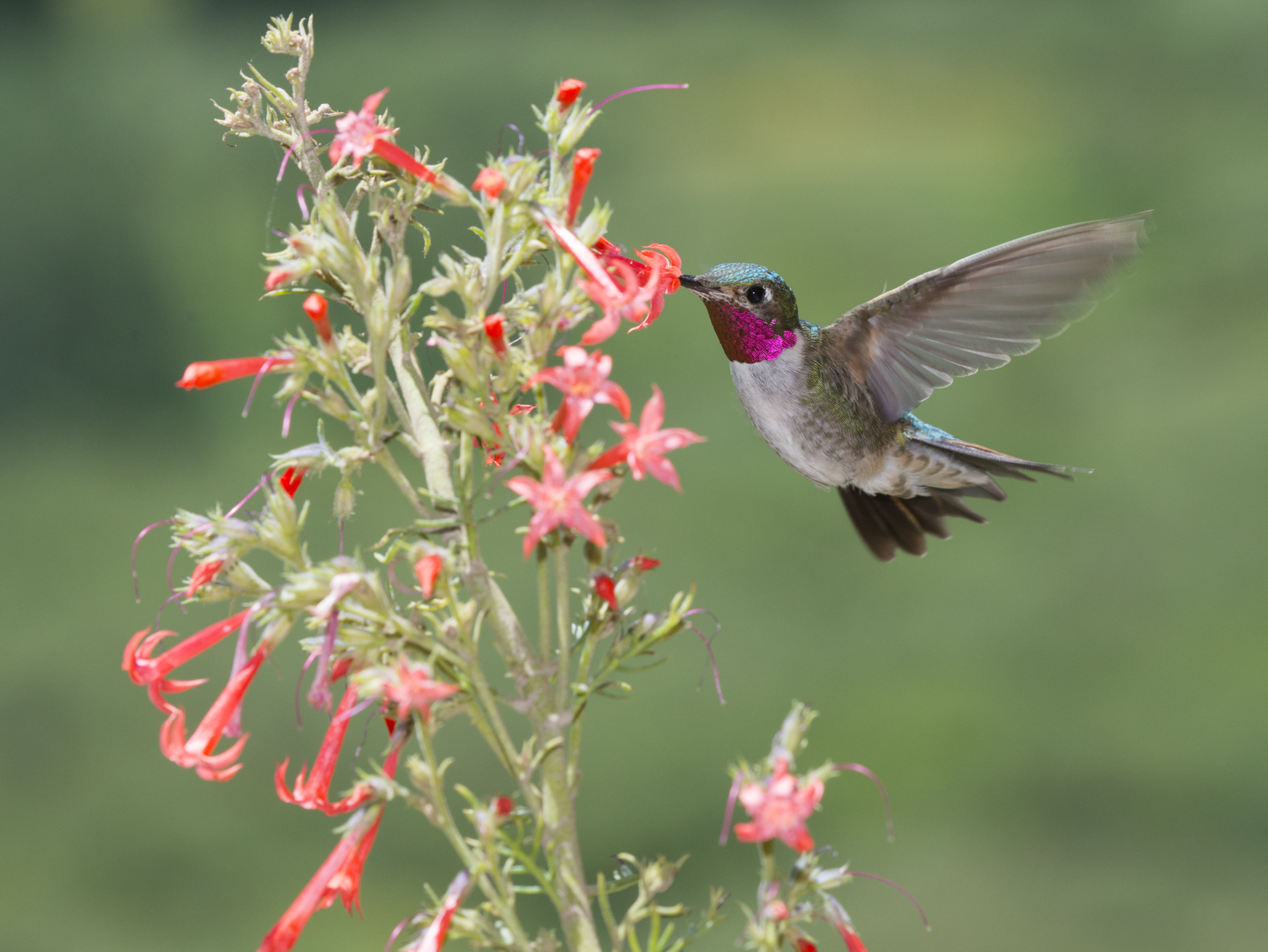
Широкохвостий колібрі-крихітка (Selasphorus platycercus)

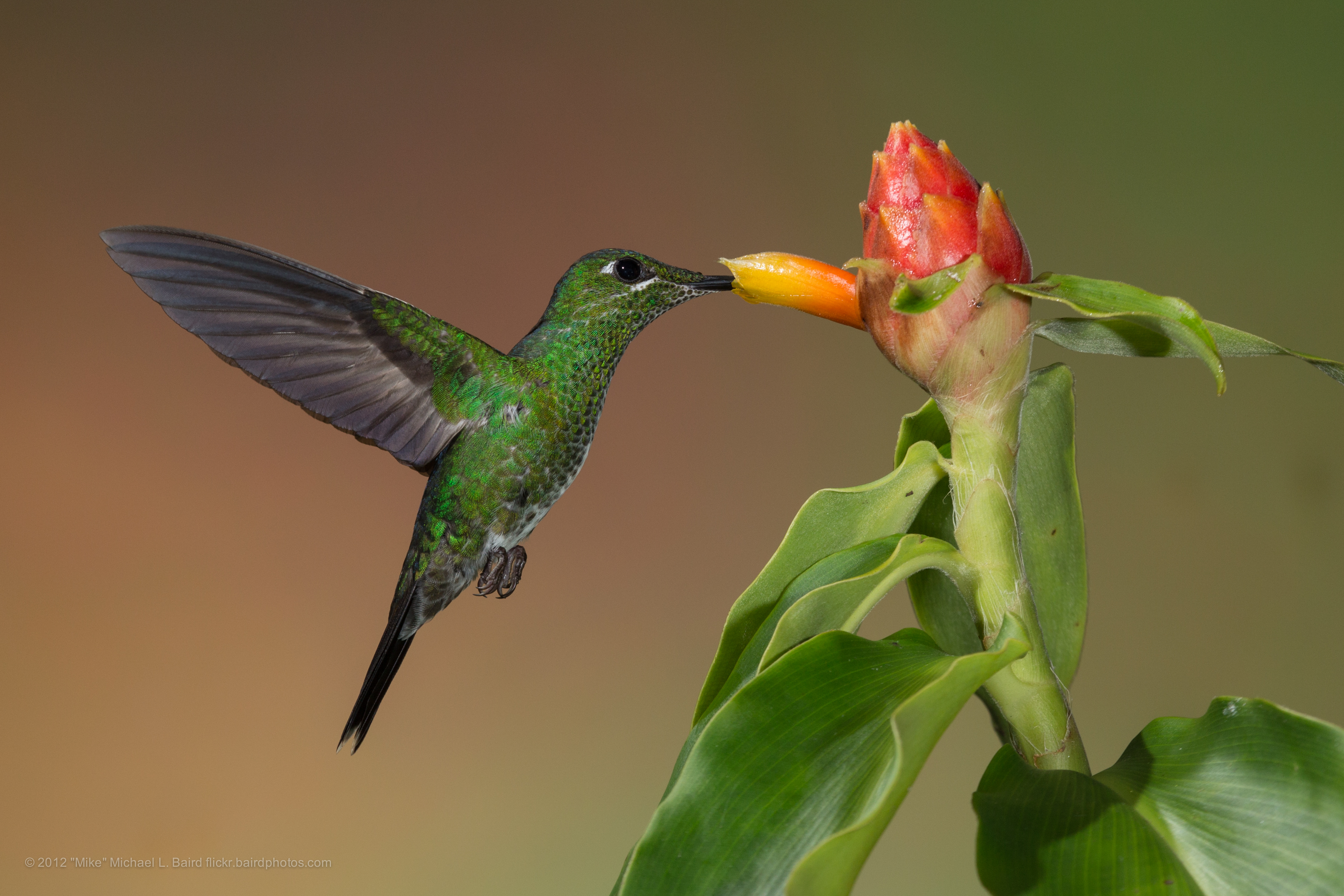
Колумбійський колібрі-діамант (Heliodoxa jacula)

Найчастіше колібрі живляться нектаром дводольних багаторічних трав і чагарників, набагато рідше — дерев. Багато рослин, нектаром яких живляться ці птахи, належать до родів Дельфіній (Delphinium), Орлики (Aquilegia), Афеляндра (Aphelandra), Колумнея (Columnea), Геліконія (Heliconia), Mimulus, Centropogon, Cavendishia і Psittacanthus. Квітучі дерева, наприклад з роду Еритріна (Erythrina) є великим джерелом нектару, і зазвичай займаються територіальними колібрі на самому початку цвітіння, а основними запилювачами таких рослин є горобцеподібні, зокрема представники роду Трупіал (Icterus).
Окрім нектару, колібрі також п'ють солодкий сік дерев разом з комахами, що потрапляють до нього, використовуючи отвори в деревах, зроблені дятлами з роду Дятел-смоктун (Sphyrapicus). Рубіновогорлі колібрі  (Archilochus colubris) живляться так на самому початку сезону, коли цвітіння лише почалося. Невелика кількість квітів у зимовий час в штаті Санта-Катарина на південному сході Бразилії, є причиною того, що колібрієві з родів Білогорлий колібрі (Leucochloris) і Колібрі-смарагд (Chlorostilbon) живляться виділеннями червців (Coccoidea), що містять цукор.
Колібрі також живляться квітковим пилком, що містить необхідні амінокислоти, та поживними на білок дрібними членистоногими. В середньому, щоденне співвідношення у споживанні нектару до білкової їжі становить приблизно 9/1. Гіпотеза, що ермітні більше живляться членистоногими, ніж інші представники родини, не підтверджується лабораторними і польовими дослідженнями, як і гіпотеза, що колібрієві тривалий час можуть живитися суто комахами, а їх кількість впливає на початок сезону розмноження у деяких районах. Разом з тим, іноді білкова їжа може становити до третини раціону птаха.
За кілька годин колібрі споживають нектар, вагу якого можна зіставити з вагою самого птаха, а за день з'їдають їжі удвічі більше за вагу свого тіла. Щоденна потреба птаха вагою 4-5 г в енергії становить приблизно 30-35 кДж, що уп'ятеро перевищує розрахунковий рівень базального метаболізму. Обмін речовин у колібрі є вищим, ніж у інших птахів, і є порівнянним з метаболізмом дрібних ссавців схожої ваги, зокрема з родини Мідицеві (Soricidae). Щоб задовольнити цю потребу, колібрі повинні щодня живитися нектаром однієї-двох тисяч квіток. Разом з нектаром в організм колібрі потрапляє велика кількість води (до 160% від ваги птаха кожного дня, за іншими даними — 56—149%), яка виводиться з сечею, що своєю чергою призводить до втрати сольового балансу. Нирки колібрієвих, що складаються переважно з ниркових канальців з кількома нефронами, дозволяють відновити цінні солі завдяки зменшеній осмотичній концентрації. Таким чином кожного дня відновлюється 76—85% розчинених речовин. Солі натрію та калію, яких бракує організму колібрі, птахи зазвичай отримують з квіткового нектару. Особливі потреби виникають у самиць після відкладання яєць, коли вони втрачають багато кальцію. Щоб відновити запас мінералів колібрі можуть споживати попіл і пісок; відомо, що самиці вогнистого колібрі-крихітки (Selasphorus rufus) в Каліфорнії їли багатий на мінерали ґрунт.
Деякі кліщі з родів Rhinoseius і Proctolaelaps, які живляться і здійснюють повний репродуктивний цикл всередині квітки, використовують колібрієвих як транспорт: за декілька секунд вони підіймаються на дзьоб птаха і залазять у ніздрі, після чого переміщуються до іншої квітки. Вони проходять всі стадії перетворення від яйця до дорослої особини за 4-7 днів, після чого чекають наступного птаха.

### Добування їжі

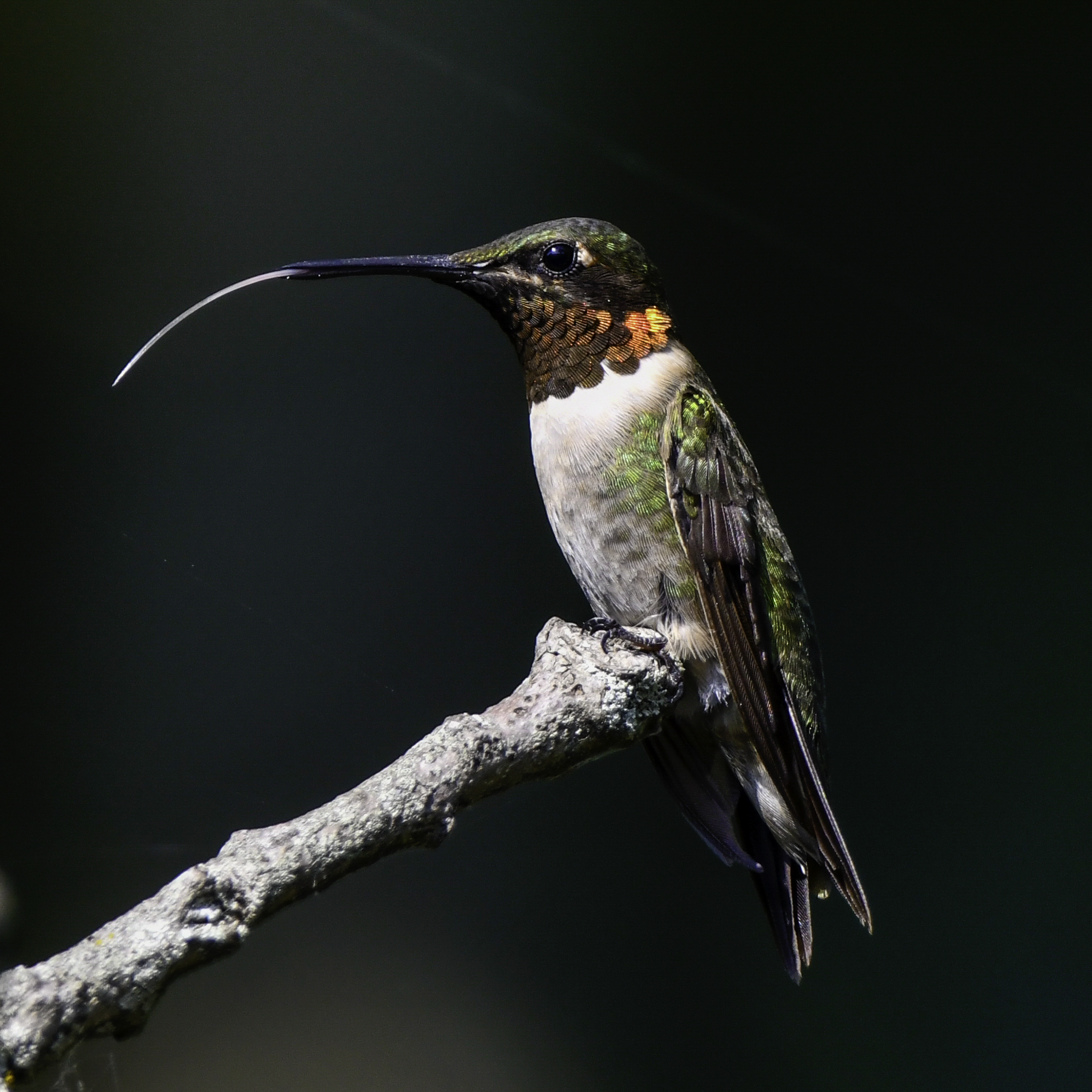
Рубіновогорлий колібрі (Archilochus colubris) демонструє свій довгий язик

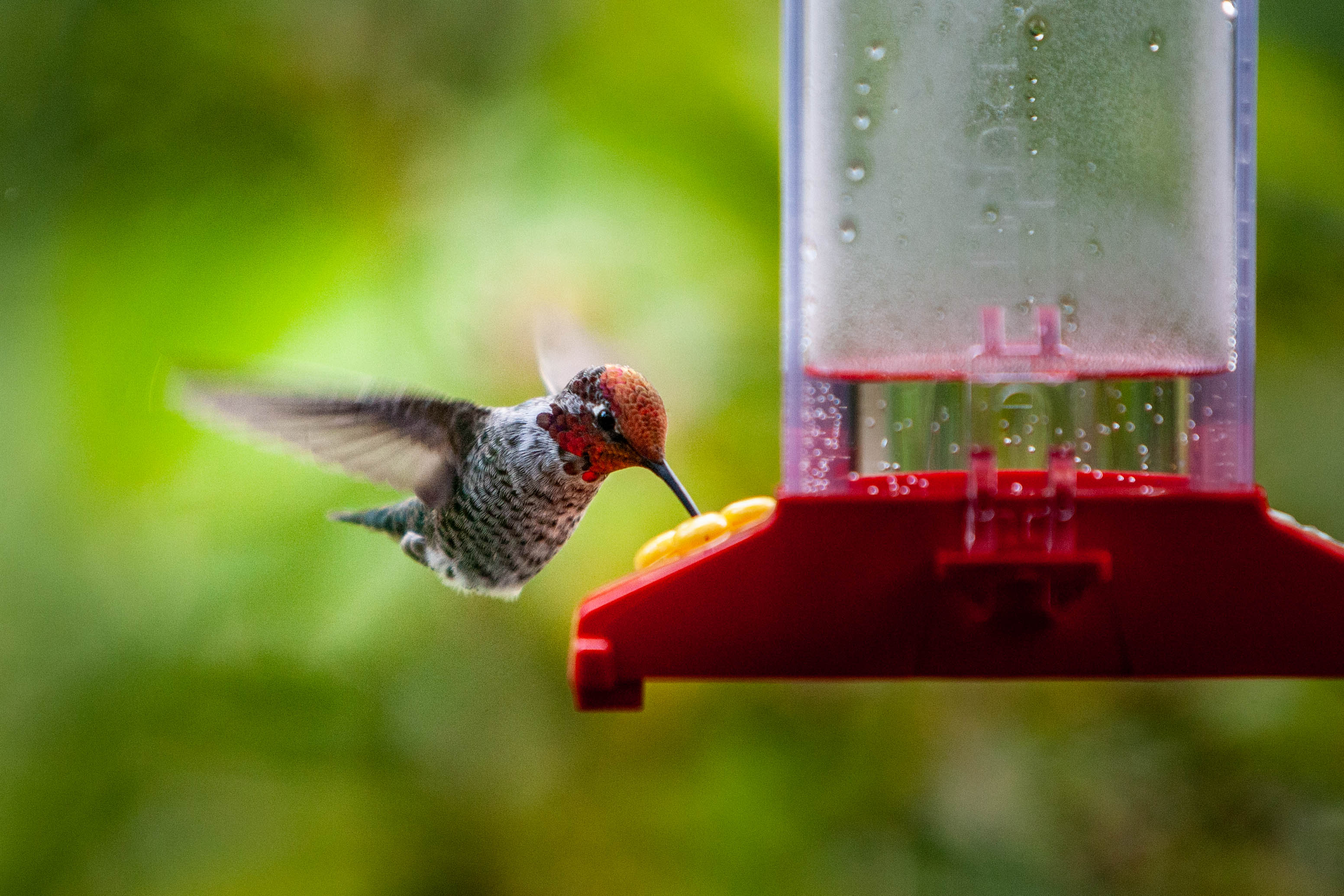
Рубіновоголова каліпта (Calypte anna) біля годівниці

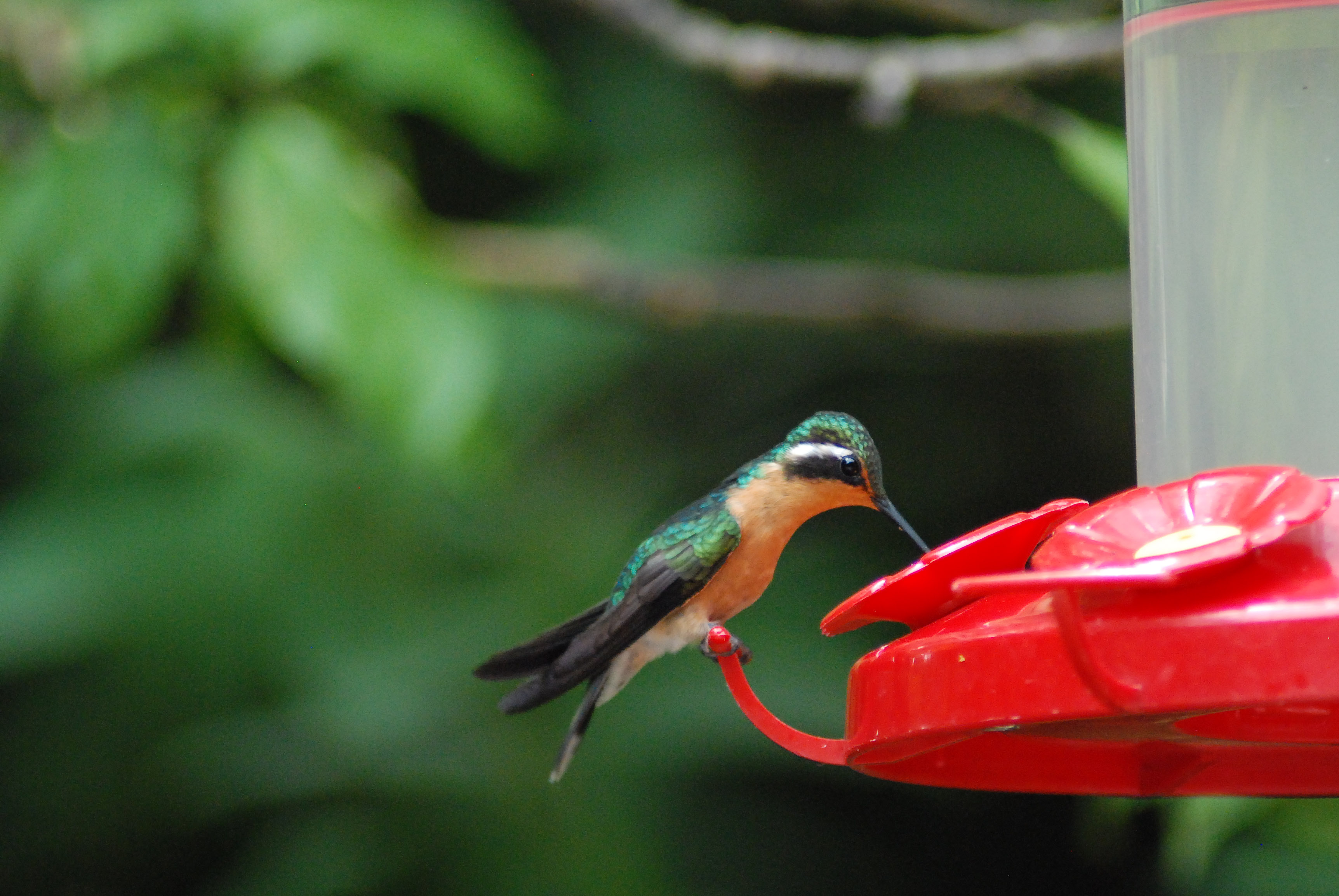
Пурпуровогорлий колібрі-самоцвіт (Lampornis calolaemus) біля годівниці

Колібрі добувають нектар за допомогою довгого, чутливого язика складної будови. Довжина язика приблизно дорівнює довжині дзьоба, він виштовхується вперед за допомогою під'язикового апарату, розтягнутого навколо задньої стінки черепа, і діє як поршень. Основа язика частково складається з хрящів, а кінець поздовжньо розділений на кілька частин, формуючи окремі жолобки. Раніше вважалося, що нектар всмоктується в ці жолобки як в капіляри, однак швидкісне відеознімання показало, що насправді, коли язик входить в квітку, ці жолобки розкриваються, а потім захоплюють його, стискаючись, і нектар переміщується в рот по жолобках, як по насосу, без капілярного ефекту. Кількість нектару залежить від розміру жолобків, у рубіновогорлого колібрі (Archilochus colubris) кожен жолобок може вміщувати до 0,4 мікролітра. Така будова є особливо важливою при живленні невеликими порціями нектару. Як правило, швидкість смоктання залежить від кривини віночка квітки, його положення і об'єму нектару в квітці і може становити від 3 до 13 раз за секунду. Разом з тим, колібрі проводять 70-80% свого часу, сидячи на гілках. Дослідження північноамериканських колібрі показало, що вони живляться з інтервалом в чотири хвилини, що відповідає часу, за який нектар потрапляє в кишківник.
На вибір рослин впливає морфологія дзьоба. Представники роду Ерміт (Phaethornis) мають довгі дзьоби, які дозволяють їм живитися нектаром довгих, трубкоподібних квітів. У представників роду Колібрі-тонкодзьоб (Chalcostigma) дзьоби короткі й гострі, що дозволяють їм живитися нектаром квітів з короткими віночками і проколювати довші квіти біля основи, «викрадаючи» нектар. Надзвичайно вигнуті дзьоби представників роду Ерміт-серподзьоб (Eutoxeres) пристосовані до добування нектару з квітів родини Геснерієві (Gesneriaceae) з вигнутими віночками. Дзьоб шилодзьобого колібрі-манго (Avocettula recurvirostris) дуже тонкий і вигнутий догори, а у самців гачкодзьобого колібрі (Androdon aequatorialis) кінчики довгого, прямого дзьоба мають форму гачків. Нижня і верхня частини дзьоба щільно прилягають одна до одної. Коли птах живиться нектаром, то дзьоб розкривається не дуже широко, дозволяючи язику проникнути в квітку. При ловлі комах дзьоб розкривається більше. Довжина дзьоба у різних видів коливається від 5 до 100 мм.
Дрібні колібрі з короткими дзьобами віддають перевагу квіткам з віночками завдовжки 17-20 мм і частотою секреції нектару 1-2 мікролітри сахарози в день. Більші за розмірами колібрі з довгими дзьобами віддають перевагу квіткам з віночками завдовжки 30-38 мм і частотою секреції нектару 4-27 мкл сахарози в день. Крім того, колібрі з високими енергетичними потребами, пов'язаними з великим навантаженням на крила, частіше є територіальними і живляться нектаром з великих суцвіть, а колібрі з нижчими потребами живляться нектаром поодиноких квіток або «квіток комах». Дослідження широкохвостих колібрі-крихіток  (Selasphorus platycercus) і вогнистих колібрі-крихіток (Selasphorus rufus) показали, що вони здатні запам'ятовувати кількість квітів в суцвітті, квіти, нектар з яких уже зібраний, і кількість зібраного нектару. Багато колібрієвих є активними перед світанком і після заходу сонця, і хоча вони не є нічними птахами, вони можуть бачити вночі.
Комахи і павуки забезпечують більшу частину білка в раціоні колібрі. Деякі види, зокрема представники родів Ерміт (Phaethornis) і Колібрі-інка (Coeligena), збирають їх з рослин і павутиння, тоді як більшість видів ловлять їх в польоті. Представники багатьох родів, зокрема Колібрі-коронет (Boissonneaua), Колібрі-барвограй (Metallura) і Колібрі-довгохвіст (Lesbia) використовують обидва методи. Основними жертвами колібрі зазвичай стають двокрилі і оси, однак в шлунках птахів були знайдені також павуки, мурашки і невеликі жуки. Смугастохвості ерміти (Threnetes ruckeri) ловлять павуків-стрибунів, темнохвості ерміти-серподзьоби — летючих комах, обидва види роду Колібрі-фея (Heliothryx) знімають комах з рослин, а гачкодзьобі колібрі (Androdon aequatorialis) полюють на павуків, що ховаються серед пожухлого листя. Колібрі не можуть витягати комах з квітів, що пов'язано з будовою їх дзьобів, як і утримувати комах в дзьобі, навіть протягом кількох секунд. Нижня частина язика у них є гнучкою і може згинатися на 25 градусів, розширюючись біля основи і збільшуючи поверхню для ловлі комах.
В дикій природі колібрі живляться нектаром, що складається з 55% сахарози, 24% глюкози і 21% фруктози в перерахунку на суху речовину. Вони також можуть живитися підсолодженою водою з годівниць для птахів, що дозволяє людям спостерігати за колібрі і милуватися ними з короткої відстані, забезпечуючи колібрі джерелом енергії, особливо коли цвітіння є менш активним. Однак годівниці з нектаром, окрім того, що штучно змінюють тривалість сезону, дозволяючи перелітним птахам з'являтися в регіоні раніше і відлітати пізніше, мають і інші негативні наслідки: птахи менше шукають квіткового нектару, тим самим запилюючи менше квітів, через заражені годівниці можуть поширюватися хвороби, а надто холодний корм може призвести до гіпотермії. Годівниці часто монополізуються панівними видами, крім того, поблизу них кішки полюють на птахів.
Білий цукор використовується в годівницях для колібрі в концентрації 25% від загальної маси. Птахи будуть більш агресивно захищати годівниці, якщо цукор становитиме 35% від загальної маси, що вказує на те, що птахи віддають перевагу нектару з більшим вмістом цукру. Органічний цукор містить залізо в кількості, яка може бути шкідливою для птахів, також не рекомендується використовувати коричневий цукор, сироп агави, мелясу і замінники цукру. Мед робиться бджолами з квіткового нектару, однак його також не рекомендується використовувати в годівницях, оскільки при розчиненні його водою, в ньому швидко починають розмножуватися мікроорганізми, що призводить до швидкого псування.
Раніше вважалося, що до нектару в годівницях слід додавати червоний харчовий барвник, однак у цьому нема потреби. Комерційні продукти, що продають «розчинний нектар» або «корм для колібрі», також можуть містити консерванти або штучні ароматизатори, а також барвники, які є непотрібними і потенційно шкідливими. Хоча деякі комерційні продукти містять невелику кількість харчових добавок, колібрі отримують необхідні поживні речовини з комах, яких вони ловлять.

### Кормові території

Бійка двох пурпурових колібрі-коронетів (Boissonneaua jardini) біля годівниці в Еквадорі

Розділення екологічних ніш дозволило десяткам видів колібрі співіснувати на одній території. Різні види живляться нектаром різних квітів: одні шукають його у верхніх ярусах лісу, інші — поблизу землі, одні — на узліссях, інші — в глибині лісу. Існує також міжвидова ієрархія.
Як правило, колібрі агресивно захищають свої кормові території від будь-яких потенційних конкурентів і ведуть поодинокий спосіб життя. Самці колібрі часто сидять на високих відкритих гілках, щоб легко побачити порушників, як самців, так і самиць. Вони можуть видавати пронизливі голосові сигнали і здійснювати специфічні (агоністичні) польоти. Коли колібрі живляться, то вони спочатку шукають нектар на периферії своїх кормових територій, щоб менше нектару дісталося потенційним конкурентам. Деякі самці колібрі здатні долати відстань у 0,5—1,5 км для захисту своїх кормових територій в період цвітіння рослин. Така стратегія часто є притаманною для яскраво забарвлених птахів. Колібрі атакують порушників в польоті, що може перейти у справжню бійку, під час якої суперники, що вчепилися один в одного, можуть «каменем» падати донизу. Такі бійки зазвичай не призводять до травм, однак можуть завершитись вирваним пір'ям. Деякі колібрі, зокрема зелені колібрі-голкохвости (Discosura conversii), можуть нападати на суперників, набагато більших за них самих. Після сезону активного цвітіння основною формою конкуренції стає виконання пісень і демонстрація барвистого оперення, а бійки трапляються рідше.
Багато представників родини не мають гніздових територій, які б вони мали захищати, оскільки рослини, нектаром яких вони живляться, розкидані по великій території. Зазвичай такі птахи слідують за певним маршрутом від квітки до квітки, живлячись нектаром, важко доступним для інших видів. У гірських колібрі (Lafresnaya lafresnayi), як і у деяких інших видів, самці і самиці використовують різну стратегію добування нектару (самці — територіальну, а самиці — маршрутну), через що у самиць дзьоб є довшим, а крила — коротшими. Одне квітуче дерево може приваблювати до шести видів колібрі одночасно. Такі види можуть живитися разом, ігноруючи один одного.
Існує велика кількість проміжних поведінкових стратегій, що залежать від морфології птахів, кількості квітів і нектару. В Центральній Америці на розподілення гніздових територій впливають зимові мігранти. Жан-Люк Дегранже визначив у мексиканських колібрі три «гільдії»: тропічні резиденти, що ведуть осілий спосіб життя, кочові птахи, що переміщуються, залежно від сезонних періодів цвітіння, і зимуючі птахи. Дослідження показали, що осілі і мігруючі птахи є територіальними, на відміну від птахів, що ведуть кочовий спосіб життя. Водночас сезонні мігранти перемикалися на комах після того, як зменшувалася кількість нектару, яким живилися представники двох інших груп.

## Розмноження

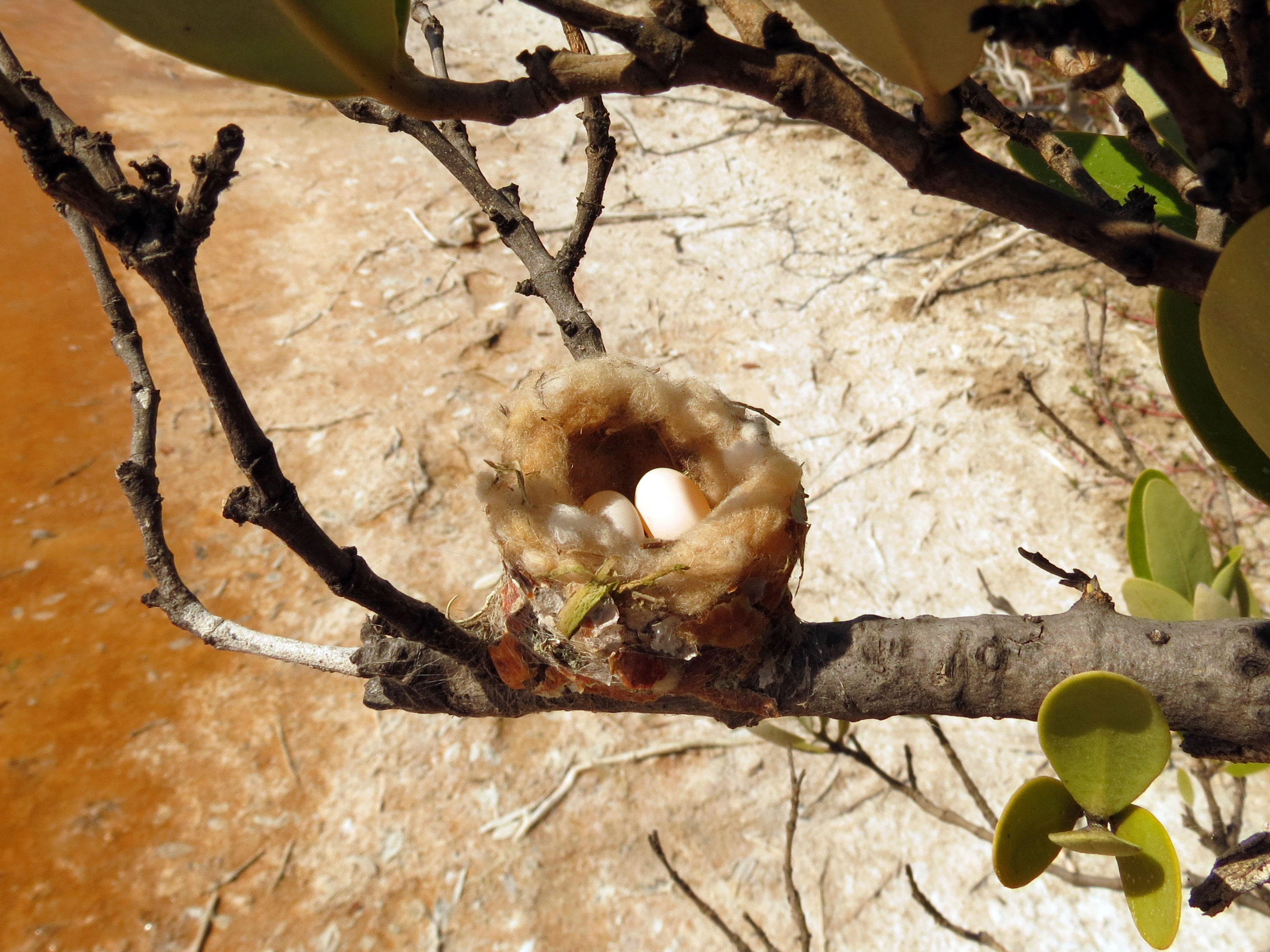
Гніздо колібрі

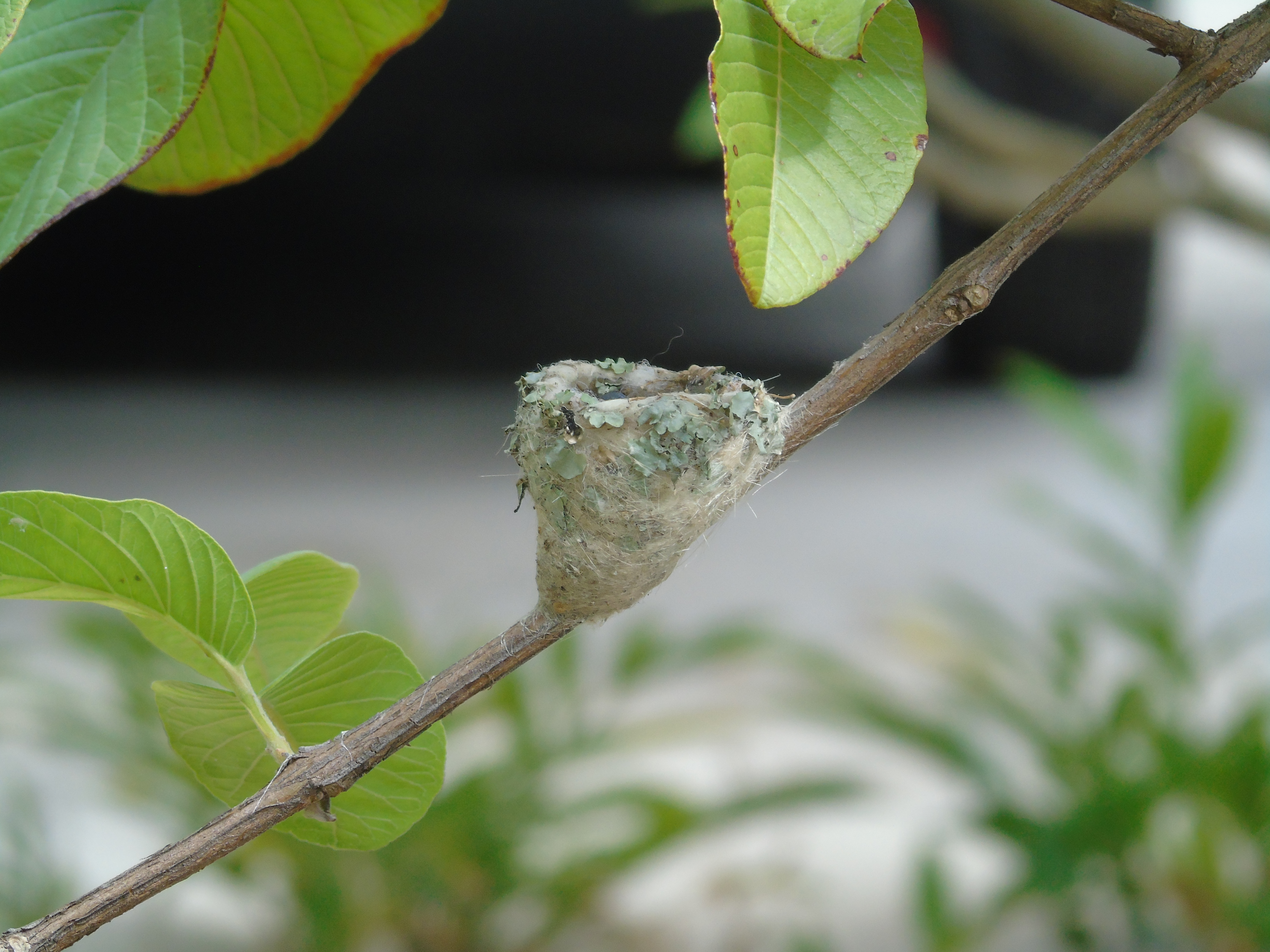
Гніздо колібрі

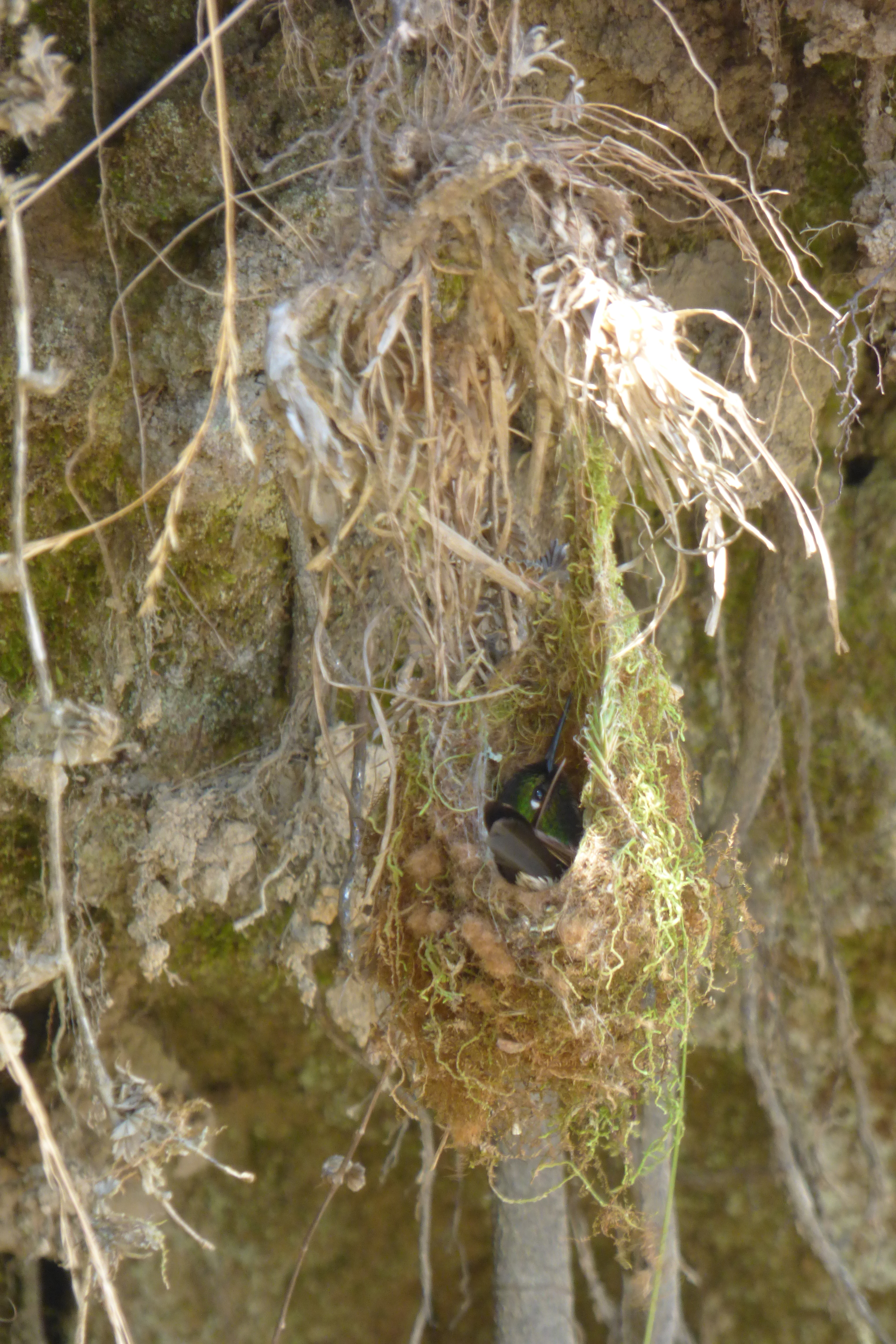
Гніздо золотоволого еріона (Eriocnemis mosquera)

Початок сезону розмноження у колібрі тісно пов'язаний з часом масового цвітіння рослин, однак водночас дуже сильно різниться від виду до виду та від регіону до регіону. У тих представників родів Колібрі-барвограй (Metallura), Колібрі-довгохвіст (Lesbia) і Еріон (Eriocnemis), що мешкають на високогір'ях Анд на широті екватора, сезон розмноження починається в середині жовтня і триває до березня-квітня, частково протягом сезону дощів. На тих же висотах на північ і південь від екватора початок сезону розмноження може зміщуватися на три місяці в той чи інший бік, а сам сезон триває кілька тижнів. Деякі види колібрієвих гніздяться протягом всього року. У бразильських ермітів-самітників (Glaucis hirsutus) гніздування припадає на сухий сезон, який у Тринідаді і Тобаго триває з січня по квітень, а в Амазонії — з травня по жовтень. Північноамериканські колібрі — представники родів Колібрі-крихітка (Selasphorus), Рубіновогорлий колібрі (Archilochus), Колібрі-білозір (Calothorax), Колібрі-герцог (Eugenes) і Колібрі-самоцвіт (Lampornis) — гніздяться у період з весни до пізнього літа. Виняток становлять рубіновоголові каліпти (Calypte anna), які гніздяться взимку, іноді навіть під час снігопадів, щоб уникнути перетинання з видами, які прилітають на каліфорнійське узбережжя навесні.
Колібрі є полігамними птахами і формують пари лише з метою запліднення яєць. Самці залишаються поряд з самицями протягом дуже короткого проміжку часу і не беруть участі в будівництві гнізда, насиджуванні яєць, годуванні і виховуванні пташенят. Однак самці колібрієвих з родів Ерміт (Phaethornis) і Ерміт-самітник (Glaucis) захищають гніздові території. Поодинокі зафіксовані випадки, коли самці колібрі брали участь у насиджуванні яєць або догляді за пташенятами, імовірно, є помилковими і пов'язані з відсутністю статевого диморфізму у синьочеревих колібрі (Colibri coruscans) і бразильських ермітів-самітників (Glaucis hirsutus), або з подібністю молодих самиць (до першого линяння) з дорослими самцями, у випадку синьоголових колібрі-якобінів (Florisuga mellivora). Поведінка рубіновогорлих колібрі  (Archilochus colubris), вогнистих колібрі-крихіток (Selasphorus rufus) і рубіновоголових каліпт (Calypte anna) вимагає додаткової перевірки.

### Гніздування
Гнізда колібрієвих розміщуються в різноманітних місцях і мають різну форму, однак зазвичай дуже малі розміри (приблизно як половина волоського горіха), хоча гнізда деяких видів можуть досягати 20 см. Представники родів Колібрі-манго (Anthracothorax) і Колібрі-якобін (Florisuga) розміщують свої чашоподібні гнізда на гілках та великому листі, представники роду Колібрі-лісовичок (Thalurania) — в розвилці між гілками, представники роду Колібрі-плямохвіст (Oreotrochilus) прикріплюють їх до скель, а представники роду Колібрі-фея (Heliothryx) — до ліан. Представники роду Еріон (Eriocnemis) ховають гнізда серед густих заростей, а представники роду Колібрі-пухоніг (Haplophaedia) — під листям. Деякі колібрієві розміщують свої гнізда всередині людських будівель або під мостами. Представники роду Колібрі-сильф (Aglaiocercus) будують повністю закриті куполоподібні гнізда, в їх будівництві можуть брати участь і самці, які потім можуть використовувати їх як нічний прихисток. Представники роду Ерміт (Phaethornis) розміщують свої гнізда в кількох сантиметрах над землею, тоді як представники родів Колібрі-манго (Anthracothorax), Аметистовогорлий колібрі (Eulampis), Колібрі-ангел (Heliomaster) і Колібрі-герцог (Eugenes) — у верхньому ярусі лісу, на висоті 10-30 м над землею. При виборі місця для будівництва гнізда велику роль відіграє збалансований мікроклімат: температура, вологість, захист від прямих сонячних променів і дощів. Гнізда часто розташовуються поблизу водоспадів, струмків, річок і озер.
Більшість колібрієвих будують гнізда поряд з багатими джерелами нектару, тоді як представники підродини ермітних не дотримуються цієї практики. Самиці колібрієвих у різний спосіб перевіряють гілки, на яких хочуть розмістити гніздо. Вони зазвичай зависають в повітрі над гілкою і кілька разів торкаються місця, де планують розмістити гніздо, або, у випадку ермітних, чіпляються за гілки і листя, перевіряючи їх на міцність. Колібрі зазвичай будують гнізда так, щоб мати можливість залітати в них, однак лише деякі види, зокрема з родів Колібрі-манго (Anthracothorax) і Колібрі-ангел (Heliomaster), будують їх повністю відкритими. Представники підродини ермітних зазвичай будують закриті, куполоподібні гнізда. Деякі види колібрі, що мешкають на високогір'ях, зокрема синьолобі еріони (Eriocnemis luciani) будують великі, громіздкі гнізда, які розміщують на стрімких гірських схилах, серед густої трави.
Колібрі скріплюють гніздо за допомогою павутиння. Воно також допомагає гнізду дещо розтягуватися з ростом пташенят. Багато колібрієвих займаються маскуванням зовнішньої стінки гнізда, використовуючи лишайники, мох, павутиння, листя, корінці, кору тощо. Часто птахи будують двошарові гнізда: за зовнішнім камуфляжним шаром, зробленим з грубих матеріалів, знаходиться внутрішній м'який шар, що сприяє оптимальній ізоляції. Внутрішній шар робиться переважно з тонких рослинних матеріалів, а також невеликих пір'їн і шерсті тварин.
Гнізда ермітних прикріплюються до внутрішньої сторони великого пальмового або геліконієвого листя. Птахи будують гнізда з відкритими стінками і зазвичай використовують грубі матеріали, зокрема корінці і шматочки сухого листя. Для досягнення стійкого вертикального положення вони прикріплюють тонкі корінці, листя або пух до нижньої частини гнізда, а щоб зберегти рівень гнізда, особливо коли на ньому зверху сидить самиця, — глину і гальку нижче точки прикріплення, при цьому розмір конструкції може збільшуватися у кілька разів. Представники роду Ерміт (Phaethornis) використовують при будівництві м'які рослинні волокна і павутиння. Сіроволі ерміти (Phaethornis augusti) підвішують гніздо за допомогою павутиння. Погана ізоляція гнізда компенсується високою температурою зовнішнього середовища, крім того, крізь таку конструкцію проходить багато світла, а дощова вода не впливає на яйця.
У більшості досліджених видів колібрієвих будівництво гнізда триває 5-10 днів, іноді птахи можуть побудувати гніздо за декілька днів, а в інших випадках їм потрібно два тижні. Основна активність припадає на вранішні години, хоча північноамериканські колібрі продовжують будівництво протягом всього дня. При будівництві самиця чергує рослинні матеріали і павутиння, вона формує гніздо, сидячи всередині нього, часто повертаючись і виштовхуючи матеріал грудьми, при цьому вона може використовувати матеріал з попереднього гнізда. Крім того, старе гніздо може слугувати основою для нового. Зокрема, синьогорлі колібрі-самоцвіти можуть будувати до п'яти гнізд один над одним, створюючи «башту» заввишки понад 20 см.
Зазвичай колібрі не утворюють зграй, а індивідуальні контакти між ними є дуже рідкісними. Однак у деяких видів, зокрема у фіолетовоголових колібрі-плямохвостів (Oreotrochilus chimborazo), аметистовоголових каліпт (Calypte costae), багамських колібрі-аметистів (Nesophlox evelynae), цакатлів (Amazilia tzacatl) і малинових колібрі-топазів (Topaza pella) можливі скупчення гнізд, розташованих в кількох метрах одне від одного.

### Шлюбна поведінка
Лише після завершення побудови гнізда самиці вирушають на пошуки самців. В цей короткий проміжок самці колібрієвих рекламують себе за допомогою співу і барвистого оперення. Вони прилітають в добре освітлені місця, щоб демонструвати свої принади.
Самці рубіновоголової каліпти (Calypte anna) під час залицяння підіймаються приблизно на 35 м над самицею, після чого летять донизу зі швидкістю 27 м/с, що дорівнює 385 довжин тіла в секунду, видаючи при цьому високий звук. Під час цього польоту вони демонструють найбільше прискорення серед усіх птахів, крім того, швидкість самців під час цього маневру відносно довжини їх тіла є найбільшою серед усіх птахів. При максимальній швидкості зниження, коли птахи виходять з піке, то вони відчувають перевантаження у 10 g, що набагато перевищує перевантаження, яке відчувають пілоти винищувачів при високошвидкісних віражах.
Крайні стернові пера багатьох видів колібрієвих під час шлюбних польотів вібрують і видають пронизливі звуки, викликані аеродинамікою швидкого потоку повітря, що проходить між пір'ям. При цьому деякі птахи співають на цій же частоті, хоча і дещо тихіше, оскільки їх сиринкс не може видавати настільки гучні звуки. У різних видів колібрієвих звук під час польоту різниться, вони можуть видавати його не лише стерновими перами, а і крилами.
Представники роду Ерміт (Phaethornis), самці яких не вирізняються яскравим забарвленням, під час сезону розмноження токують, видаючи гучні, високі, уривчасті звуки. Деякі самці співають протягом 70% часу вдень і, щоб зберегти безперервність співу, кооперуються з іншими самцями. Вони формують цілі пісенні ансамблі, що складаються з одного-двох, іноді до десяти, а у випадку зеленого ерміта (Phaethornis guy) — понад 20 співаючих самців. Окремі вокалізації птахів тривають в середньому 2 секунди, за день самець може проспівати їх приблизно 12 тисяч разів. Самці, що співають в ансамблі, виконують схожий репертуар. Учасники таких ансамблів розсаджуються по гілках в певному порядку, причому найкращими є центральні місця. Розміщення самців в цій частині не змінюється протягом кількох років, помітні перестановки виникають лише зі смертю птахів з центру ансамблю. Разом з тим, через загальну високу смертність колібрієвих, приблизно 50% складу ансамблю щорічно змінюється.

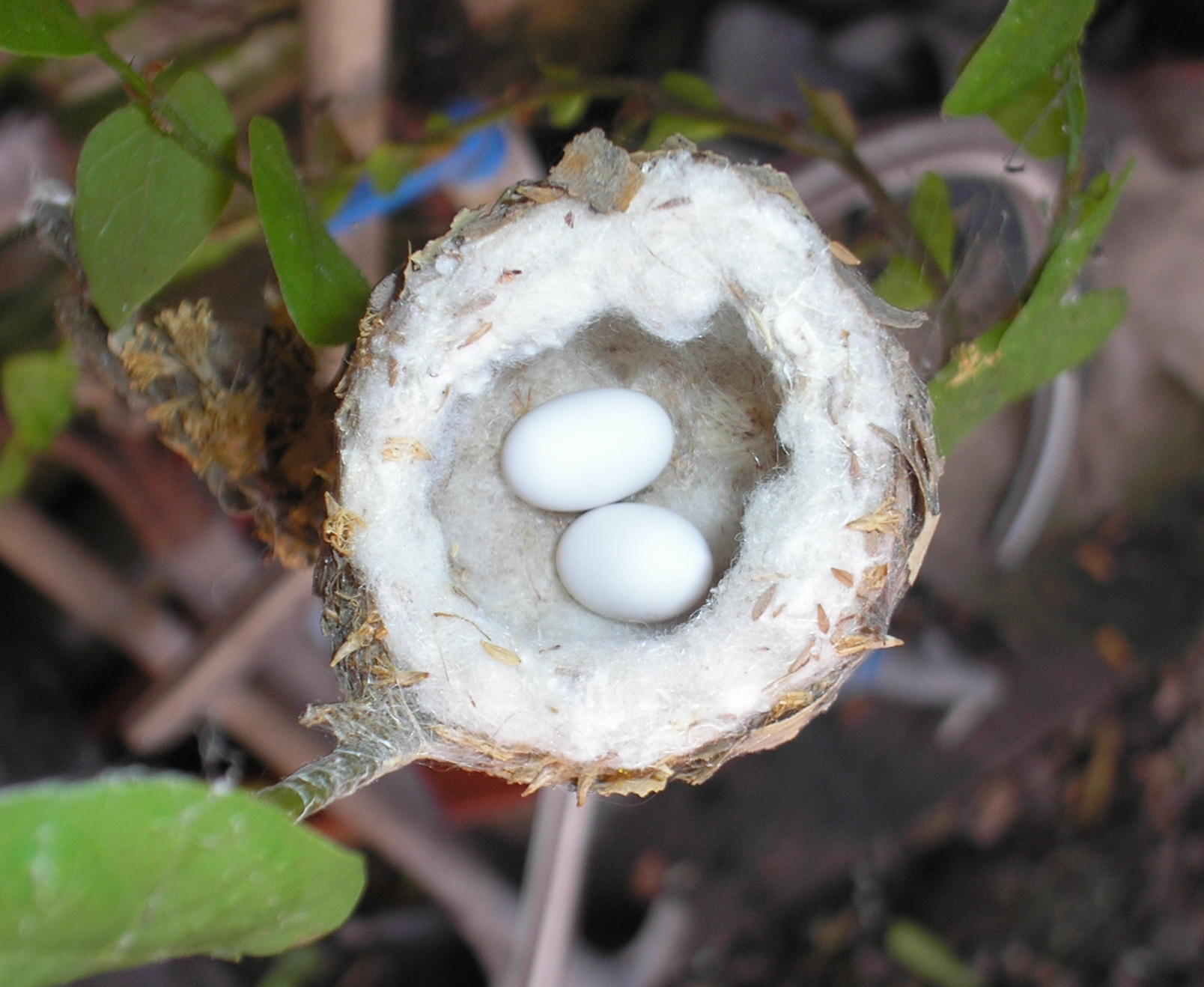
Гніздо білогорлого колібрі (Leucochloris albicollis)

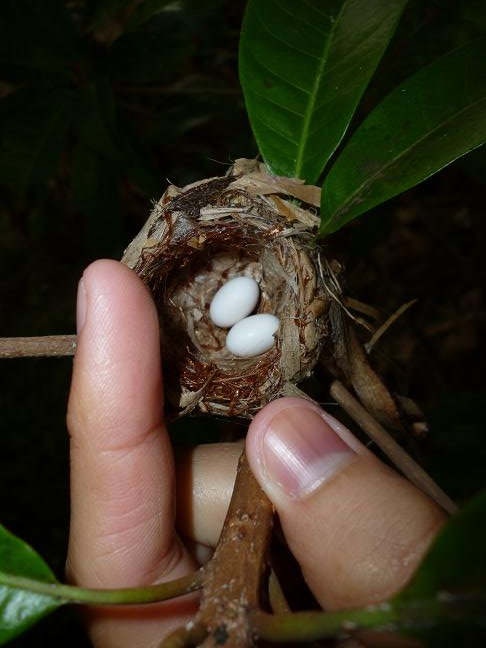
Гніздо кубинського колібрі-смарагда (Chlorostilbon ricordii)

У представників роду Колібрі-крихітка (Selasphorus) спів супроводжується виставою самців, коли до співу додаються металеві звуки, які формуються крилами і стерновими перами. Імовірно, на вибір самиці впливає швидкість пісні, оскільки самці спонтанно пришвидшують її, коли самиці прилітають до місць токування. Пари бразильських ермітів-самітників (Glaucis hirsutus) формують вокальні дуети, коли самиця продовжує пісню самця, що складається з посвистів, своїми гортанними фразами. Після того, як самиці вибирають собі пару, птахи виконують «шлюбний політ», який відрізняється у різних видів і є складнішим у колібрієвих з яскраво вираженим статевим диморфізмом. Деякі самці під час цього польоту повторюють рухи токування, лише виконуючи їх з більшою інтенсивністю, інші демонструють окремий танець. Північноамериканські колібрі найчастіше швидко рухаються вверх-вниз і вперед-назад на дуже короткій відстані перед самицею, що сидить на гілці.
Поведінка самців при цьому є схожою до поведінки під час захисту території, однак специфічна поведінка самиці, зокрема те, що вона непорушно сидить перед самцем, спонукає самця до подальшої копуляції. Деякі самці колібрі, зокрема самці кордильєрських колібрі (Panterpe insignis) і аметистовогорлих колібрі (Eulampis jugularis), дозволяють самицям шукати нектар на їх території і збирати його для пташенят. Інша поведінка спостерігається у представників роду Колібрі-плямохвіст (Oreotrochilus) — кормові території у них охороняються самицями, до яких під час сезону розмноження прилітають самці, при цьому самиці колібрі-плямохвостів можуть пригощати самців перед паруванням.

### Яйця
Кладка однієї самиці колібрієвих завжди складається з двох білих неглянсових яєць овальної форми. У мексиканських колібрі-жарокрилів (Eupherusa eximia), самиці яких встелюють гніздо червоним мохом, яйця забарвлюються в червоний колір. В кладці представників роду Ерміт-самітник (Glaucis), Чорногорлий ерміт (Threnetes), Амазилія (Amazilia) і Каліпта (Calypte) дослідники спостерігали 3–4 яйця, причому додаткові яйця, ймовірно, були підкладені іншими самицями.
Яйця колібрієвих дуже дрібні, їх розміри варіюються від 11×8 мм у кубинських колібрі-бджіл (Mellisuga helenae) (в деяких джерелах розміри яєць цих птахів вказані як 7×5 мм, а вага як 0,37 г) до 20×12 мм у велетенських колібрі (Patagona gigas). У дрібних рудих ермітів (Phaethornis ruber) і смугастовусих колібрі-кокеток (Lophornis magnificus) вага яєць становить 0,4 г, а у велетенських колібрі — 1,4 г. При цьому у велетенських колібрі вага двох яєць становить приблизно 15% від ваги самиці, а у дрібних видів — до 35%. Імовірно, саме великою енерговитратністю пояснюється той факт, що дрібні колібрі, зокрема представники роду Колібрі-кокетка (Lophornis), на відміну від колібрі великого і середнього розміру, гніздяться лише раз на рік. За іншими даними, колібрі, що мешкають в тропіках, гніздяться два-три рази на рік, а види, у яких сезон розмноження прив'язаний до теплої пори року або сезону дощів, — один раз. Як правило, самиці намагаються зробити другу або третю кладку, якщо щось трапляється з першою на ранніх стадіях.
Найчастіше колібрі відкладають яйця рано вранці. Між відкладенням першого і другого яйця проходить два дні, рідше — один або три. В цей проміжок самиці можуть продовжувати будувати гніздо і час від часу садяться на яйце. Регулярна інкубація починається з моменту відкладення другого яйця. За іншими даними, насиджування починається з моменту відкладення першого яйця і пташенята вилуплюються поступово. Протягом дня самиці колібрі сидять на яйцях 75-90% всього часу. Враховуючи, що зазвичай колібрі живляться нектаром кожні 6-10 хвилин, така витривалість забезпечується через зменшення температури тіла з 41 до 32 °C, що призводить до економії майже 50% енергії. Інкубаційний період триває в середньому 16-19 днів, його тривалість варіюється від 14-16 днів у мексиканських колібрі-сапфірів (Basilinna leucotis) до 22-23 днів у представників роду Колібрі-плямохвіст (Oreotrochilus). В ранніх джерелах зустрічається інформація про дуже короткий інкубаційний період у 9-12 днів, однак такий термін не був підтверджений пізнішими дослідниками.

### Пташенята

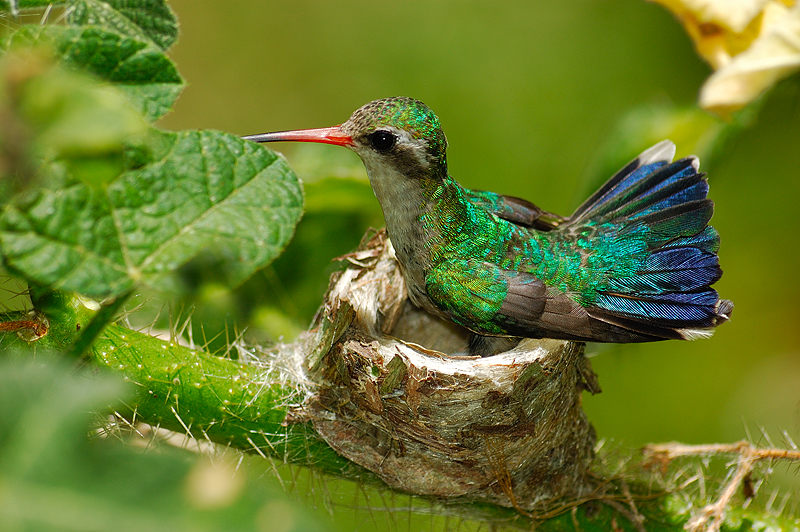
Самиця золоточеревого колібрі-смарагда (Chlorostilbon lucidus) на гнізді

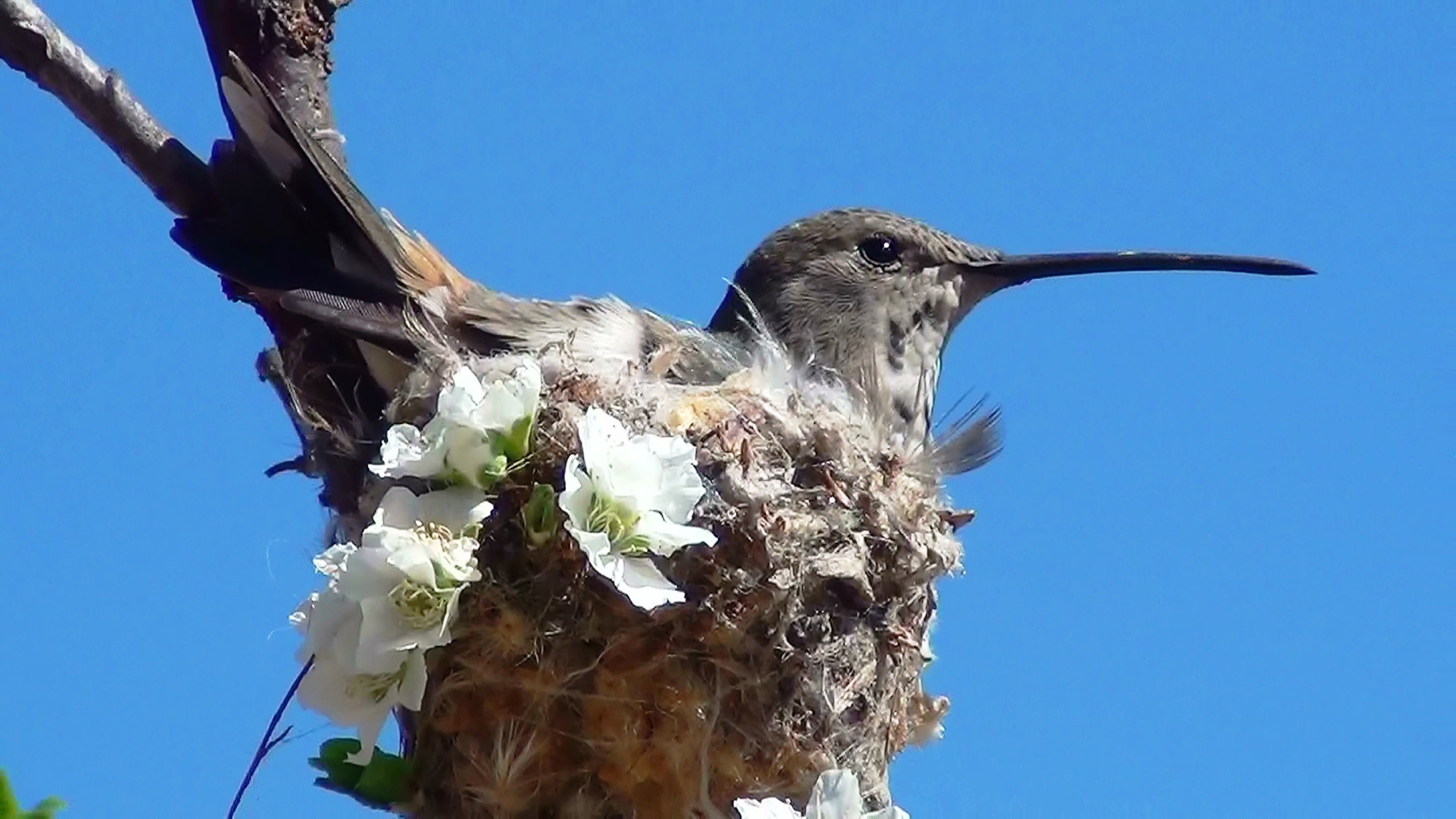
Самиця оазового колібрі (Rhodopis vesper) насиджує кладку

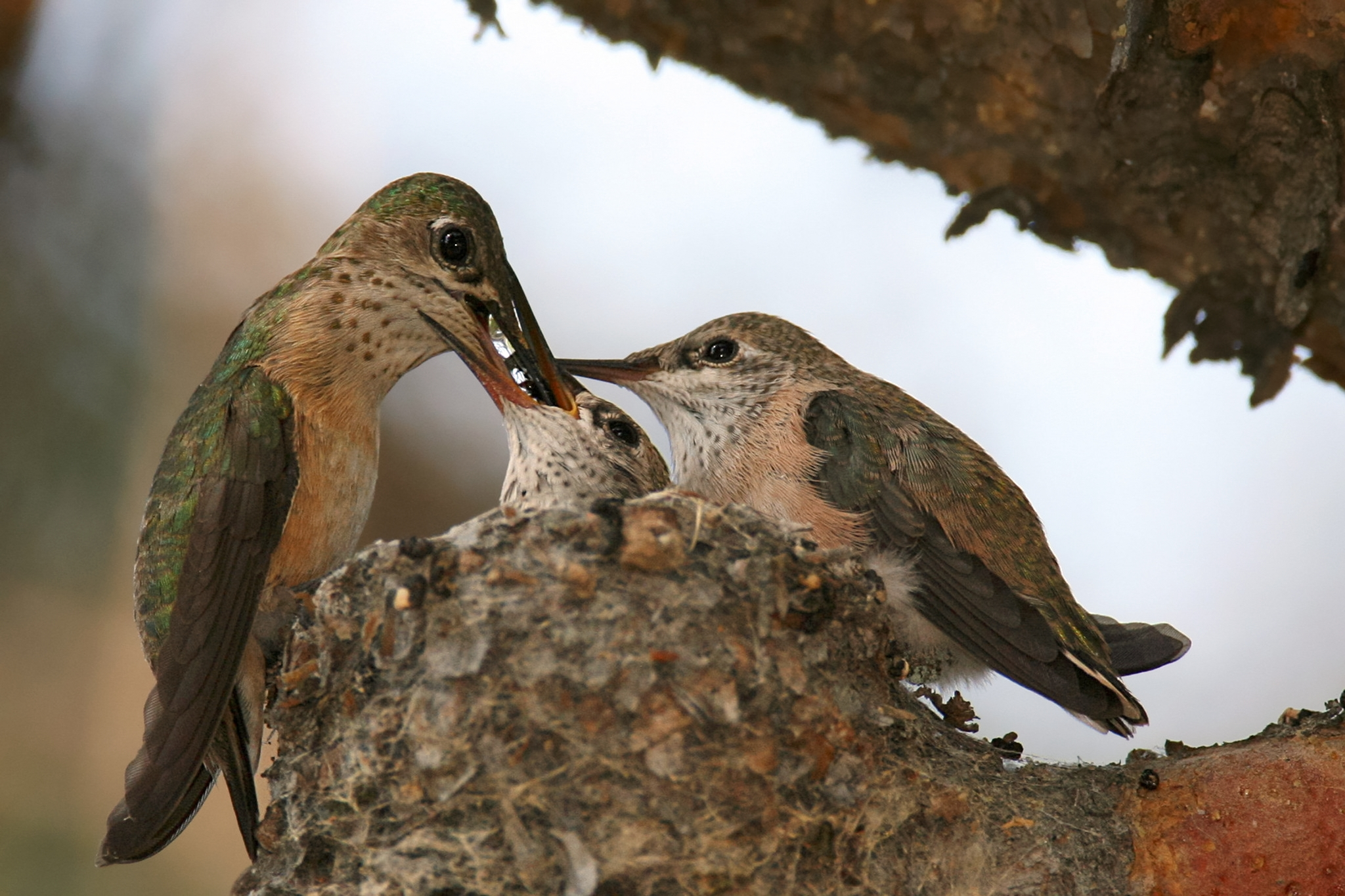
Самиця каліопи (Selasphorus calliope) годує пташенят

Пташенята колібрієвих залишаються в гнізді протягом 23-26 днів, у деяких андських видів — до 30-40 днів. За цей час вони проходять три стадії розвитку.
Пташенята народжуються сліпими і безпорадними. Протягом перших п'яти днів оперення практично відсутнє, за винятком двох рядів ембріонального пуху завдовжки 5 мм на спині. Пух зазвичай має світло-бежевий або тьмяно-сірий колір і прикріплений до контурного пір'я. Зазвичай у малих пташенят короткі дзьоби, однак вони швидко видовжуються. В цей час пташенята в гнізді є неактивними і не видають жодних звуків. Коли самиця з їжею сідає на край гнізда, вона торкається своїм дзьобом пташенят біля очей, щоб вони приготувалися до годування. Для штучного вигодовування пташенят такого віку, використовується такий же прийом, коли пташенят торкаються голови біля ока. Пташенята отримують нектар і дрібних безхребетних, яких самиці відригують, вставивши тонкий дзьоб в рот кожного пташеняти. Самиця годує виводок вдень приблизно кожні дві години. Відомі випадки, коли самиці годують не лише власних пташенят, однак зазвичай вони переслідують кожного, хто наблизиться до їх гнізда.
У віці до десяти днів у пташенят відкриваються очі і розвиваються пера на крилах, хвості і спині, при цьому у них залишається ембріональний пух, а самі вони все ще не видають жодних звуків. Самиця з їжею в цей час зависає над гніздом, часто махаючи крилами, що призводить до коливань пуху у них на спині, і спонукає їх до годування. Пташенята продовжують лежати в гнізді, однак починають дещо підводитися. При штучному вигодовуванні для імітації цього ефекту на спину пташенят дмуть через соломинку. Самиці колібрієвих продовжують зігрівати пташенят перші 7-12 днів, після чого вони можуть вже самостійно регулювати температуру тіла і не потребують додаткового материнського тепла. Протягом 10-12 днів пташенята досягають майже 80% від ваги дорослого птаха. Несприятливі погодні умови можуть сповільнити розвиток на декілька днів, вони також сильно впливають на смертність пташенят, які ще не можуть самостійно регулювати температуру.
Під час третього періоду, який триває до того моменту, поки пташенята не покинуть гніздо, вони вже повністю покриваються пір'ям. Приблизно з 15-го дня пташенята часто сидять на краю гнізда, повернувшись до нього спиною. Сигналом до початку годування у них продовжує бути коливання пуху на спині. В лабораторних умовах на 10-ий день у пташенят пінцетом видаляли пух, і вони переставали реагувати на наближення самиць з їжею до тих пір, поки вони не починали бачити їх через кілька днів. У віці 15-18 днів, незадовго до вильоту з гнізда, пташенята стають активнішими, починають чистити своє оперення і роздивлятися птахів біля гнізда. Самиці продовжують годувати їх ще 18-25 днів після того, як вони покидають гніздо, іноді до місяця. Відомо про деяких самиць, які годували пташенят через 40-65 днів після того, як вони покинули гніздо. Молоді птахи спостерігають за дорослими і швидко вчаться слідувати за ними до місць збору нектару та живитися нектаром, при цьому вони можуть атакувати один одного. Деякі північноамериканські колібрі відвідували пташенят в першому гнізді під час повторної інкубації. При відкладанні кладки вдруге, що спостерігається у деяких колібрієвих, самиці починають будувати друге гніздо ще під час годування пташенят з першого виводка.
Забарвлення молодих птахів є подібним до забарвлення дорослих птахів, однак є менш яскравим. Лише у деяких видів, зокрема у вимпелохвостих колібрі (Trochilus polytmus) і фернандеських колібрі (Sephanoides fernandensis), забарвлення дозволяє визначити стать молодих птахів. Протягом першого року життя пташенята змінюють своє оперення, за винятком деяких видів, зокрема мексиканських ермітів (Phaethornis longirostris), у яких линяння відбувається пізніше. Уже на наступний рік птахи набувають статевої зрілості.

### Поведінка біля гнізда
У тих видів колібрієвих, що будують відкриті куполоподібні гнізда, пташенята не видають жалібних криків, а у тих, що будують напівзакриті або повністю закриті гнізда, пташенята починають видавати звуки через 4-6 днів після вилуплення. Безперервні гучні крики, що звучать на високій частоті, дозволяють локалізувати положення гнізда в густій рослинності. Очевидно, що тиша є своєрідним захистом від хижаків: колібрієві змушені будувати відкриті гнізда, в яких можна потрапити в польоті, а зайвий шум пташенят привертає увагу ящірок, змій і хижих птахів. Однак пронизливі тривожні голосові сигнали можуть належати як пташенятам, так і дорослим птахам, і зазвичай пов'язані з виявленням хижаків на гніздовій території або в місцях живлення.
Щоб уникнути уваги хижаків, самиці використовують кілька стратегій наближення до гнізда і віддалення від нього. Зокрема, вони підлітають до гнізда зигзагами або швидкими напівколами. Самиці з роду Колібрі-фея (Heliothryx) при вильоті з гнізда розправляють крила і хвіст горизонтально і знижуються по спіралі, нагадуючи лист, що падає з дерева. Дослідження показало, що швидкість птахів при цьому маневрі збігається зі швидкістю падаючого листа. Самиці з роду Колібрі-якобін (Florisuga) при вильоті з гнізда імітують політ метелика, постійно підіймаючись і опускаючись, привертаючи увагу до себе і відвертаючи від гнізда.

### Смертність і вік
Для колібрі є характерною висока смертність у ранньому віці. Успішні показники розмноження у деяких видів варіюються від 20 до 40%, а у представників родів Колібрі-плямохвіст (Oreotrochilus) і Строкаточубий колібрі (Oxypogon) становлять 60%. При цьому втрати у колібрі-плямохвостів найчастіше пов'язані з несприятливими кліматичними умовами і рідше з розоренням гнізд хижаками. В той же час як у північноамериканських видів успішні показники в цілому є ідентичними й у широкохвостих колібрі-крихіток (Selasphorus platycercus) досягають 60%, смертність у них є здебільшого пов'язана з хижаками. Дані про кількість птахів, що пережили перший рік, нечисленні, у північноамериканських видів цей показник коливається від 40 до 50%.
Лише деякі хребетні тварини становлять загрозу для колібрі. За випадковими спостереженнями, основними хижаками, що полюють на колібрієвих є воронові (Corvidae), туканові (Ramphastidae) і деякі кажани, що розорюють пташині гнізда. Крім них, на колібрієвих можуть нападати рарії (Micrastur), сичики-горобці (Glaucidium) і змії. При виявленні потенційного ворога колібрі здійснюють швидкі атаки, що супроводжуються низкою високих попереджувальних голосових сигналів, що привертають увагу інших птахів. Відомі випадки, коли колібрі атакували воронів і яструбів.
У колібрі тривалість життя є незвично довгою, як для організмів з таким швидким метаболізмом. Хоча багато з них вмирають протягом першого року життя, особливо у найбільш вразливий період між вилупленням і оперенням, ті, хто виживають, можуть прожити до десяти років, або навіть більше. Серед найвідоміших північноамериканських видів середня тривалість життя становить від 3 до 5 років. Для порівняння, дрібні мідицеві (Soricidae), одні з найменших серед усіх ссавців, рідко живуть довше 2 років. Найдовша зареєстрована тривалість життя в дикій природі стосується самиці широкохвостої колібрі-крихітки (Selasphorus platycercus), яка була закільцьована у дорослому віці (у віці понад одного року) і повторно спіймана через 11 років, таким чином, коли їй виповнилось не менше 12 років. Також за допомогою кільцювання було визначено імовірний мінімальний вік 10 років і 1 місяць для самиці фіолетовогорлого колібрі (Archilochus alexandri) і не менш ніж 11 років і 2 місяці для юкатанської амазилії (Amazilia yucatanensis)

## Еволюція

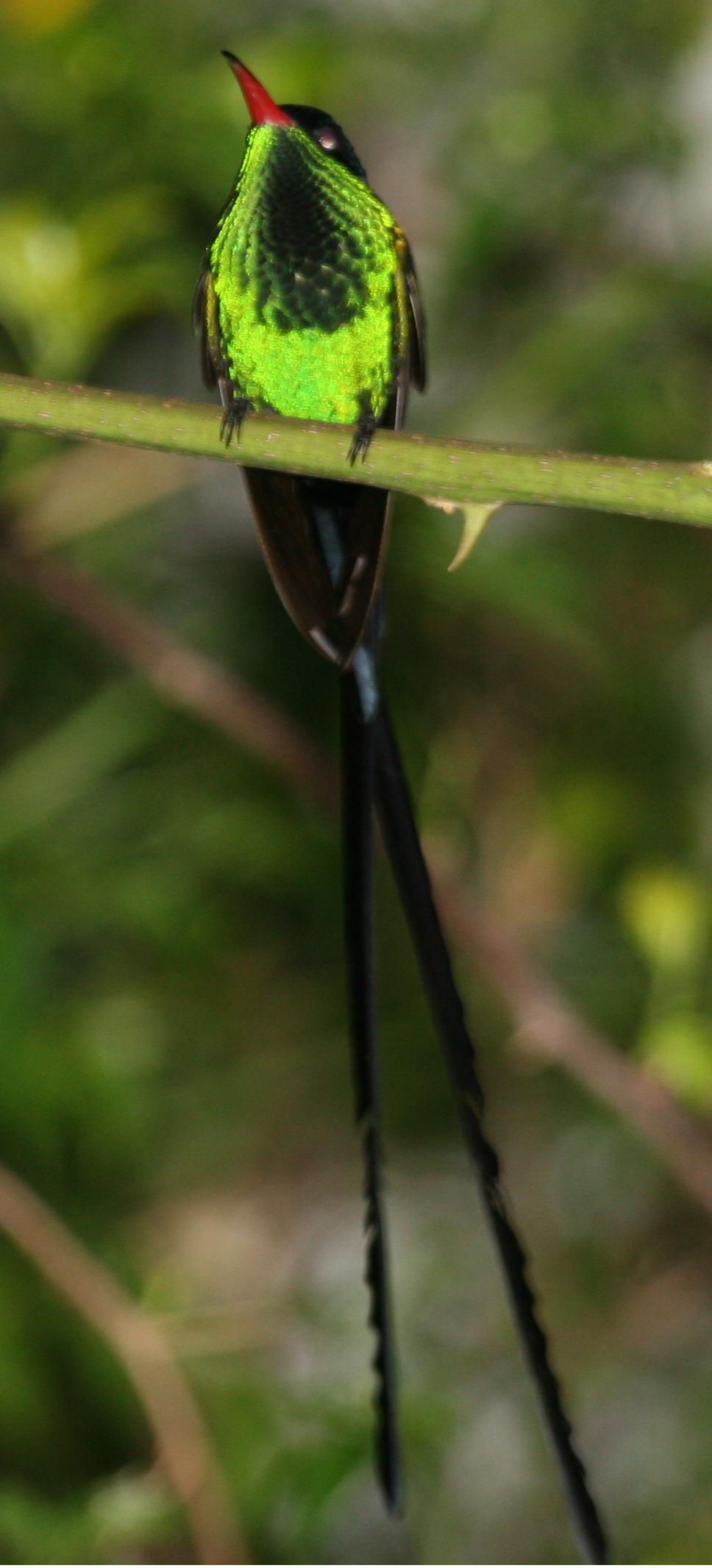
Вимпелохвостий колібрі (Trochilus polytmus) — типовий вид типового роду Колібрі (Trochilus)

Колібрієві відділилися від їх найближчих родичів, серпокрильцевих (Apodidae) і клехових (Hemiprocnidae), в середині еоцену, приблизно 42 мільйони років тому, імовірно, в Євразії. Їхні предки були подібними до серпокрильців, мали більші розміри і менш довгий дзьоб, у порівнянні з сучасними представниками родини. 2004 року в Німеччині були відкриті викопні рештки Eurotrochilus — птахів, що були поширені в рюпельському ярусі олігоцену (~34–28 мільйонів років тому), належали до стем-групи колібрієвих і були дуже схожими на сучасних колібрі. До відкриття Eurotrochilus найближчими родичами сучасних колібрієвих вважалися Jungornis, що мешкали в ранньому олігоцені і були знайдені на Кавказі. Більш ранніми предками колібрієвих називають також представників родів Paragornis і Argornis.
Науковці припускають, що в олігоцені предки колібрієвих через Берингію, Північну Америку і Центральноамериканський морський шлях досягли Південної Америки. Саме там колібрієві остаточно виокремилися в окрему родину. Останній загальний предок всіх колібрієвих мешкав у Південній Америці приблизно 22 мільйони років тому, в ранньому міоцені. У зв'язку з тим, що в міоцені клімат ставав все холоднішим і сухішим, в Євразії і Північній Америці колібрієві вимерли. Північну Америку колібрієві заселили повторно 12 мільйонів років тому.
Після того, як колібрієві заселили Південну Америку, вони почали різко еволюціонувати і диверсифікуватися. Однією з причин цього є коеволюція з орнітофільними рослинами. Особливістю взаємодії колібрі і рослин полягає в тому, що окремі види рослин рідко коеволюціонували разом з окремими видами колібрієвих, а натомість взаємодіяли з групою видів колібрієвих, що мали подібні розміри і форму дзьоба. Це значною мірою сприяло загальному рівню диверсифікації представників родини і призвело до того, що наразі в межах однієї території можуть співіснувати 25 або більше видів колібрієвих. Також високе видове різноманіття колібрі пов'язане з орогенезом Анд, що призвело до швидкої еволюційної радіації і появи багатьох ендемічних видів.
З відкладень верхнього плейстоцену відомо кілька сучасних видів колібрієвих. За відносно короткий проміжок часу щелепний і літальний апарат цих птахів зазнав дуже сильних еволюційних змін. Предки колібрі обстежували віночки квітів у пошуках дрібних комах і павуків, якими вони живилися, дзьоб при цьому у птахів був помітно коротший. З часом до їхнього раціону дедалі більше почали входити нектар і пилок, для кращого доступу до яких почали змінюватися зовнішні і внутрішні органи, а також розміри птахів. Одним із ключових факторів в еволюції колібрі став змінений смаковий рецептор, що дозволив ним шукати нектар. Імовірно, ранні колібрієві, як і серпокрильцеві, доглядали за пташенятами в парах і відкладали більше яєць. Зменшення кладки колібрі послабило навантаження на самиць, самці при цьому отримали можливість за короткий час знайти кілька партнерів.

### Статевий диморфізм
Колібрієвим притаманний статевий диморфізм відповідно до правила Ренча, згідно з яким самці є меншими за самиць у дрібних видів і більшими за самиць у великих видів. Ступінь статевого диморфізму різниться серед різних клад колібрієвих. Так, представникам триби Mellisugini притаманний виражений статевий диморфізм, причому самиці є більшими за самців. Натомість у представників триби Lesbiini, статевий диморфізм виражений слабо, самці і самиці мають однакові розміри. Крім того, у багатьох представників родини, навіть у тих видів, самці і самиці яких мають подібні розміри, дзьоби у самиць є довшими і вигнутішими, ніж у самців. Це пов'язано з тим, що самицям необхідна більша кількість енергії, яку вони можуть отримувати, добуваючи нектар з витягнутих квіток.
Різниця у розмірах тіла і дзьоба між самицями і самцями, імовірно, є наслідком статевої поведінки птахів. Шлюбні демонстративні польоти самців вимагають складних повітряних маневрів і потребують значної кількості енергії. Менші розміри самців дозволяють зберегти їм енергію, рідше брати участь у пошуках нектару і частіше брати участь у спарюванні. Таким чином, статевий добір надає перевагу дрібним самцям колібрі. Самиці мають більші розміри, що відповідно, вимагає більше енергії. Довгі дзьоби дозволяють їм ефективніше добувати нектар з довгих квіток, недоступних для коротких дзьобів. Таким чином, рушійний добір надає перевагу самицям з довгими дзьобами.
Інша еволюційна причина різниці у розмірах дзьобів полягає у конкуренції за нектар між самицями і самцями. Залежно від того, самці чи самиці володіють територією, представники іншої статі матимуть довший дзьоб і матимуть можливість живитися нектаром з більшої кількості квіток, чим зменшуватимуть внутрішньовидову конкуренцію. Так, у тих видів колібрі, самці яких мають довші дзьоби, самці не займають певну територію та мають систему токування. У тих видів, самці яких мають коротші дзьоби, ніж самиці, самці проявляють територіальну поведінку і захищають свої ресурси, тому самиці отримують перевагу від довших дзьобів.

### Коеволюція з орнітофільними квітами
Колібрі є спеціалізованими антофілами (споживачами нектару) і пов'язані з орнітофільними квітами, нектаром яких вони живляться. Ця коеволюція означає, що морфологічні ознаки колібрі, зокрема довжина і кривина дзьоба та маса тіла, корелюють з морфологічними ознаками рослин, зокрема довжиною, кривиною і об'ємом віночка. Деякі види, особливо ті, що мають незвичну форму дзьоба, такі як представники родів Колібрі-списодзьоб (Ensifera) і Ерміт-серподзьоб (Eutoxeres), коеволюціонували разом з невеликою кількістю видів рослин. Однак навіть у найспеціалізованіших мутуалізмах колібрієвих і рослин, кількість видів рослин, пов'язаних з окремими видами колібрієвих, з часом збільшується. Кубинський колібрі-бджола (Mellisuga helenae), найменший птах у світі, еволюціонував у напрямку карликовості, ймовірно, тому, що цьому виду доводилося конкурувати з довгодзьобими колібрі, що мали перевагу в добуванні нектару зі спеціалізованих квітів. Це призвело до того, що кубинські колібрі-бджоли більш успішно конкурують за нектар з комахами.
Разом з птахами еволюціонували також і рослини. Вони почали цвісти вдень, набули особливу форму квітів, поступово втратили запах, щоб не приваблювати комах, і змінили колір. Керен і Верн Грант висунули гіпотезу, яка полягає в тому, що більша частина рослин, які запилюються колібрі, походять від предків з блакитними квітами, яких запилювали переважно бджоли, і меншою мірою, денні і нічні метелики.
Багато рослин, що запилюються колібрієвими, мають квітки червоного, оранжевого і яскраво-рожевого кольору, хоча птахи також живляться нектаром квітів іншого кольору. Колібрі можуть сприймати ультрафіолет, однак квіти, що запилюються цими птахами, не відбивають ультрафіолетові світлові хвилі, як це роблять багато квітів, що запилюються комахами. Цей вузький колірний спектр робить квіти, що запилюються колібрієвими, непомітними для очей більшості комах, тим самим зменшуючи викрадання нектару. Квітки, що запилюються птахами, також продукують відносно слабкий нектар (в середньому з 25% вмістом цукру), що містить велику кількість сахарози, тоді як квіти, що запилюються комахами, продукують концентрованіший нектар, в якому переважає фруктоза і глюкоза.
Колібрієві й рослини, нектаром яких вони живляться, мають тісний коеволюційний зв'язок, що має назву мутуалістичної мережі. Ці птахи демонструють високу спеціалізацію і модульність, особливо в екосистемах з високим видовим різноманіттям. Цей зв'язок також прослідковується, коли близькоспоріднені колібрієві, наприклад, представники одного роду, живляться нектаром різних видів рослин.

### Конвергентна еволюція

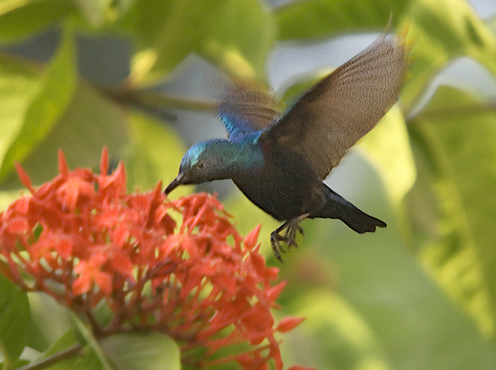
Схожа на колібрі пурпурова маріка (Cinnyris asiaticus) з родини нектаркових

Колібрієві займають в Неотропіках і Неарктиці ту ж екологічну нішу, що і нектаркові (Nectariniidae) в Афротропіках та Індомалаї та медолюбові (Meliphagidae) в Нотогеї. Однак нектаркові й медолюбові не є спорідненими з колібрієвими і належать до ряду горобцеподібних. Внаслідок конвергентної еволюції ці три неспоріднені групи птахів дуже подібні за зовнішнім виглядом і поведінкою.

## Систематика і таксономія

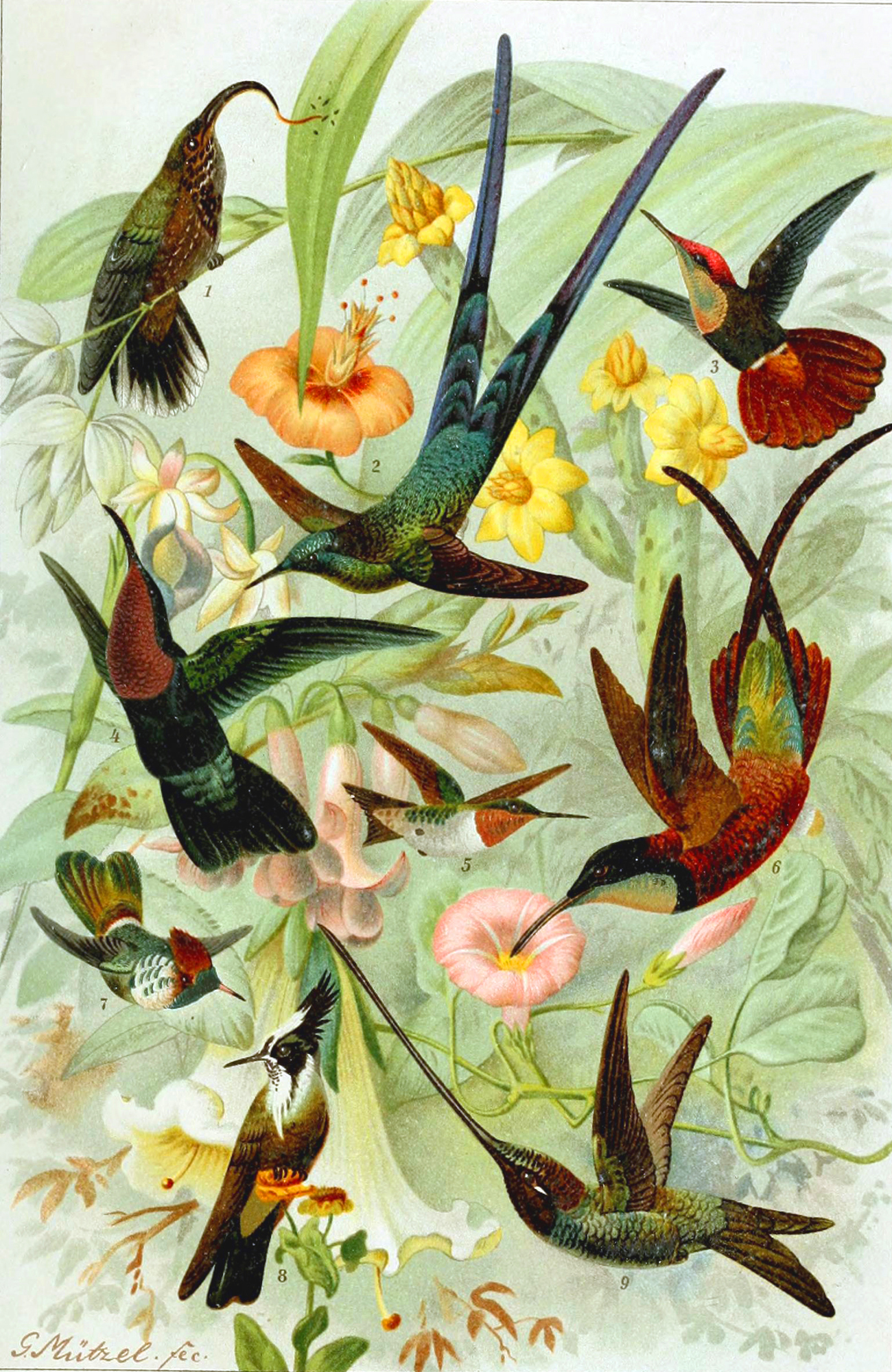
Різноманіття колібрієвих (ілюстрація з Енциклопедії Брокгауз 1892 року)

Таксономічне положення колібрієвих продовжує залишатися предметом дискусії. Міжнародна спілка орнітологів підтримує традиційну класифікацію, згідно з якою, на основі анатомічних і морфологічних особливостей, насамперед пов'язаних з польотом, родина колібрієвих входить до ряду серпокрильцеподібних. Дослідження, проведені у XXI столітті, підтримують подібну класифікацію, зокрема колібрієві і серпокрильці мають спільну структуру фермента малатдегідрогеназа. Монофілія ряду серпокрильцеподібних підтримується більшістю орнітологів. Колібрієвих виділяють у підряд Trochili, однак деякі науковці виділяють їх у окремий ряд Trochiliformes, розглядаючи спільні особливості колібрієвих і серпокрильцевих не як ознаку спільного походження, а як ознаку конвергентної еволюції.

### Історія
Французькі мандрівники описали перших колібрієвих в Бразилії ще у 1558 році. 1671 року в британському журналі «Philosophical Transactions» з'явився «цікавий опис гнізда дзижчачого птаха, який називається так через шум, що він видає при польоті» англ. curiosly contrived Nest of a Humming Bird, so called from the humming noise it maketh whilst it flies, а в 1693 році в цьому ж журналі з'явився докладний опис самого рубіновогорлого колібрі і особливостей його живлення. До десятого видання праці «Systema Naturae» Карла Ліннея 1758 року увійшов опис 18 видів колібрієвих (що відповідають 11 видам в класифікації Пітерса і 12 видам в сучасній класифікації), після чого опис нових видів колібрі відбувався дуже повільно. 1825 року ірландський зоолог Ніколас Вігорс ввів родину колібрієвих (Trochilidae) з типовим родом Колібрі (Trochilus). У 1829-1832 роках французький орнітолог Рене Прімевер Лессон видав три окремі книги з великою кількістю кольорових ілюстрацій, присвячених колібрі, в яких описав приблизно 110 видів. Лессон дав нові назви багатьом вже відомим на той час видам, що призвело до деякої плутанини в систематиці родини того часу.
До середини XIX століття ситуація сильно змінилася. В європейських і американських кабінетах на основі екземплярів, доставлених торгівцями, було описано багато нових видів. Часто вони отримували свою назву на честь європейської знаті. Починаючи з другої половини XIX століття, було зроблено кілька спроб систематизувати положення родів всередині родини. П'ятитомна монографія британського орнітолога Джона Гульда, присвячена колібрієвим, побачила світ у 1849—1861 роках. Автор описав 416 видів зі 123 родів і помістив до своєї праці 360 літографій, розфарбованих вручну. Попри хаотичну класифікацію і невідповідність деяких назв в тексті і на літографіях, книга стала зразком подібних наукових праць. 1878 року номенклатура родини зазнала нового перегляду в праці американського орнітолога Даніеля Жиро Елліота, який дав опис всім відомим на той час видам, а також описав багато родів, дав їм ключові характеристики і додав детальні ілюстрації. 1890 року американський орнітолог Роберт Ріджвей дав характеристику всій родині, а також докладно описав 17 видів, поширених на території США. Більш пізня праця цього науковця, що вийшла у 1911 році, містила опис приблизно 150 видів колібрієвих, поширених на південь від Панамського перишийка і у Вест-Індії.
У 1921 році вийшла книга «Histoire Naturelle», написана французьким орнітологом Еженом Симоном, що містила чергову систематику родини. До неї увійшло 489 видів колібрієвих, що представляли 188 родів. Попри те, що вона була набагато слабшою за раніші праці вченого, вона все ж вплинула на подальші дослідження, зокрема на класифікацію американського орнітолога Джеймса Лі Пітерса, що була опублікована у 1945 році і в подальші роки стала основною в науковій спільноті. Сучасна класифікація базується на п'ятому томі його «Check-List of Birds of the World». Класифікація Пітерса ознаменувала кінець «золотого віку» колібрієвих, нові види відтоді описували дуже рідко. В середині XX століття вийшло кілька книг, що описували біологію колібрієвих, оперення, особливості їх польоту і живлення та взаємовідносини з орнітофільними рослинами. Серед них слід навести праці Александера Френка Скатча «The Life of the Hummingbird» (1973) і Керен та Верна Грантів «Hummingbirds and Their Flowers» (1968).

### Сучасна класифікація
За класифікацією, затвердженою Міжнародною спілкою орнітологів, виділяють 113 родів і 361 вид колібрієвих, що робить цю родину птахів третьою за кількістю видів, після тиранових (Tyrannidae) і саякових (Thraupidae). Традиційно, всередині родини колібрієвих виділяли дві підродини: Колібрині (Trochilinae) і Ермітні (Phaethornithinae). Ермітні формували чітку монофілітичну групу всередині родини, однак до підродини колібриних відносили приблизно 90% всіх представників родини. Науковці намагалися розділити колібриних на кілька груп за морфологічними і поведінковими характеристиками. З розвитком молекулярної генетики науковці почали проводити молекулярно-філогенетичні дослідження, які довели поліфілітичність колібриних. Низка ключових досліджень, проведені Джиммі Макгуайром та його колегами, результати яких були опубліковані у 2007, 2009 і 2014 роках, стали основою для сучасної класифікації колібрієвих. Родину розділяють на 6 підродин: Florisuginae, Phaethornithinae, Polytminae, Lesbiinae і Trochilinae та на 9 клад, що відбражено у наведеній нижче кладограмі:

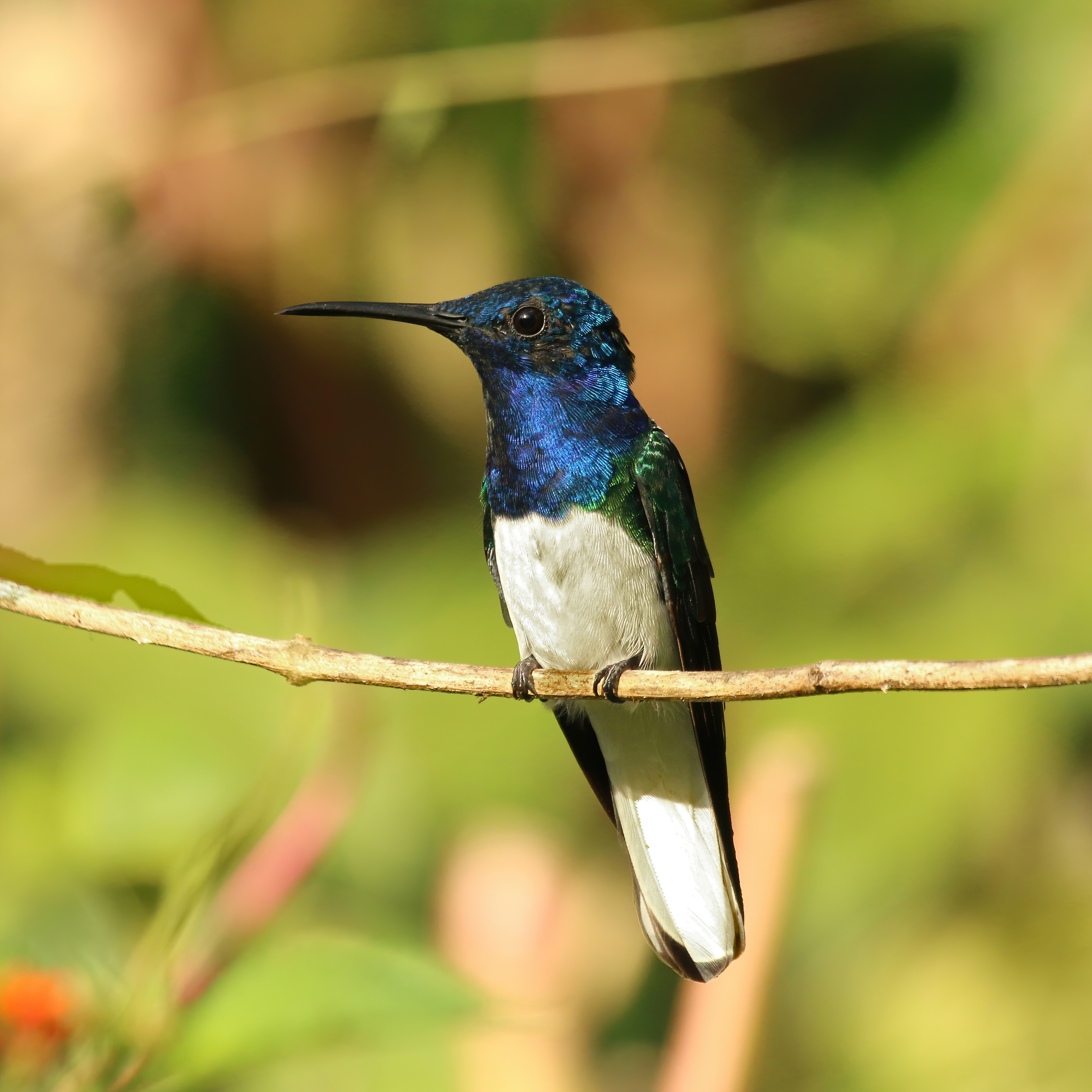
Синьоголовий колібрі-якобін (Florisuga mellivora)

|  | Florisuginae     |
|  |                  |
|  | Phaethornithinae |
|  |                  |

|  | Heliantheini |
|  |              |
|  | Lesbiini     |
|  |              |

|  | \| \| Lampornithini \| \| \| \| \| \| Mellisugini \| \| \| \| |
|  |                                                               |
|  | Trochilini                                                    |
|  |                                                               |
|  | Lampornithini                                                 |
|  |                                                               |
|  | Mellisugini                                                   |
|  |                                                               |

|  | Lampornithini |
|  |               |
|  | Mellisugini   |
|  |               |

|  | \| \| Lampornithini \| \| \| \| \| \| Mellisugini \| \| \| \| |
|  |                                                               |
|  | Trochilini                                                    |
|  |                                                               |
|  | Lampornithini                                                 |
|  |                                                               |
|  | Mellisugini                                                   |
|  |                                                               |

|  | Lampornithini |
|  |               |
|  | Mellisugini   |
|  |               |

|  | Heliantheini |
|  |              |
|  | Lesbiini     |
|  |              |

|  | \| \| Lampornithini \| \| \| \| \| \| Mellisugini \| \| \| \| |
|  |                                                               |
|  | Trochilini                                                    |
|  |                                                               |
|  | Lampornithini                                                 |
|  |                                                               |
|  | Mellisugini                                                   |
|  |                                                               |

|  | Lampornithini |
|  |               |
|  | Mellisugini   |
|  |               |

|  | \| \| Lampornithini \| \| \| \| \| \| Mellisugini \| \| \| \| |
|  |                                                               |
|  | Trochilini                                                    |
|  |                                                               |
|  | Lampornithini                                                 |
|  |                                                               |
|  | Mellisugini                                                   |
|  |                                                               |

|  | Lampornithini |
|  |               |
|  | Mellisugini   |
|  |               |

|  | Heliantheini |
|  |              |
|  | Lesbiini     |
|  |              |

|  | \| \| Lampornithini \| \| \| \| \| \| Mellisugini \| \| \| \| |
|  |                                                               |
|  | Trochilini                                                    |
|  |                                                               |
|  | Lampornithini                                                 |
|  |                                                               |
|  | Mellisugini                                                   |
|  |                                                               |

|  | Lampornithini |
|  |               |
|  | Mellisugini   |
|  |               |

|  | \| \| Lampornithini \| \| \| \| \| \| Mellisugini \| \| \| \| |
|  |                                                               |
|  | Trochilini                                                    |
|  |                                                               |
|  | Lampornithini                                                 |
|  |                                                               |
|  | Mellisugini                                                   |
|  |                                                               |

|  | Lampornithini |
|  |               |
|  | Mellisugini   |
|  |               |

|  | Heliantheini |
|  |              |
|  | Lesbiini     |
|  |              |

|  | \| \| Lampornithini \| \| \| \| \| \| Mellisugini \| \| \| \| |
|  |                                                               |
|  | Trochilini                                                    |
|  |                                                               |
|  | Lampornithini                                                 |
|  |                                                               |
|  | Mellisugini                                                   |
|  |                                                               |

|  | Lampornithini |
|  |               |
|  | Mellisugini   |
|  |               |

|  | \| \| Lampornithini \| \| \| \| \| \| Mellisugini \| \| \| \| |
|  |                                                               |
|  | Trochilini                                                    |
|  |                                                               |
|  | Lampornithini                                                 |
|  |                                                               |
|  | Mellisugini                                                   |
|  |                                                               |

|  | Lampornithini |
|  |               |
|  | Mellisugini   |
|  |               |

|  | Florisuginae     |
|  |                  |
|  | Phaethornithinae |
|  |                  |

|  | Heliantheini |
|  |              |
|  | Lesbiini     |
|  |              |

|  | \| \| Lampornithini \| \| \| \| \| \| Mellisugini \| \| \| \| |
|  |                                                               |
|  | Trochilini                                                    |
|  |                                                               |
|  | Lampornithini                                                 |
|  |                                                               |
|  | Mellisugini                                                   |
|  |                                                               |

|  | Lampornithini |
|  |               |
|  | Mellisugini   |
|  |               |

|  | \| \| Lampornithini \| \| \| \| \| \| Mellisugini \| \| \| \| |
|  |                                                               |
|  | Trochilini                                                    |
|  |                                                               |
|  | Lampornithini                                                 |
|  |                                                               |
|  | Mellisugini                                                   |
|  |                                                               |

|  | Lampornithini |
|  |               |
|  | Mellisugini   |
|  |               |

|  | Heliantheini |
|  |              |
|  | Lesbiini     |
|  |              |

|  | \| \| Lampornithini \| \| \| \| \| \| Mellisugini \| \| \| \| |
|  |                                                               |
|  | Trochilini                                                    |
|  |                                                               |
|  | Lampornithini                                                 |
|  |                                                               |
|  | Mellisugini                                                   |
|  |                                                               |

|  | Lampornithini |
|  |               |
|  | Mellisugini   |
|  |               |

|  | \| \| Lampornithini \| \| \| \| \| \| Mellisugini \| \| \| \| |
|  |                                                               |
|  | Trochilini                                                    |
|  |                                                               |
|  | Lampornithini                                                 |
|  |                                                               |
|  | Mellisugini                                                   |
|  |                                                               |

|  | Lampornithini |
|  |               |
|  | Mellisugini   |
|  |               |

|  | Heliantheini |
|  |              |
|  | Lesbiini     |
|  |              |

|  | \| \| Lampornithini \| \| \| \| \| \| Mellisugini \| \| \| \| |
|  |                                                               |
|  | Trochilini                                                    |
|  |                                                               |
|  | Lampornithini                                                 |
|  |                                                               |
|  | Mellisugini                                                   |
|  |                                                               |

|  | Lampornithini |
|  |               |
|  | Mellisugini   |
|  |               |

|  | \| \| Lampornithini \| \| \| \| \| \| Mellisugini \| \| \| \| |
|  |                                                               |
|  | Trochilini                                                    |
|  |                                                               |
|  | Lampornithini                                                 |
|  |                                                               |
|  | Mellisugini                                                   |
|  |                                                               |

|  | Lampornithini |
|  |               |
|  | Mellisugini   |
|  |               |

|  | Heliantheini |
|  |              |
|  | Lesbiini     |
|  |              |

|  | \| \| Lampornithini \| \| \| \| \| \| Mellisugini \| \| \| \| |
|  |                                                               |
|  | Trochilini                                                    |
|  |                                                               |
|  | Lampornithini                                                 |
|  |                                                               |
|  | Mellisugini                                                   |
|  |                                                               |

|  | Lampornithini |
|  |               |
|  | Mellisugini   |
|  |               |

|  | \| \| Lampornithini \| \| \| \| \| \| Mellisugini \| \| \| \| |
|  |                                                               |
|  | Trochilini                                                    |
|  |                                                               |
|  | Lampornithini                                                 |
|  |                                                               |
|  | Mellisugini                                                   |
|  |                                                               |

|  | Lampornithini |
|  |               |
|  | Mellisugini   |
|  |               |

#### Florisuginae
Підродина Florisuginae, або топазні («англ. topazes») — за назвою роду Колібрі-топаз (Topaza). Містить 4 види у 2 родах. Представників цієї підродини раніше відносили до підродини колібриних, однак молекулярно-філогенетичні дослідження показали, що вони належать до окремої підродини, яка є сестринською до підродини ермітних, що довело поліфілітичність колібриних. Топазні поширені в рівнинних тропічних лісах Мексики, Центральної і Південної Америки.
Роди:
- -  Колібрі-якобін (Florisuga) — 2 види

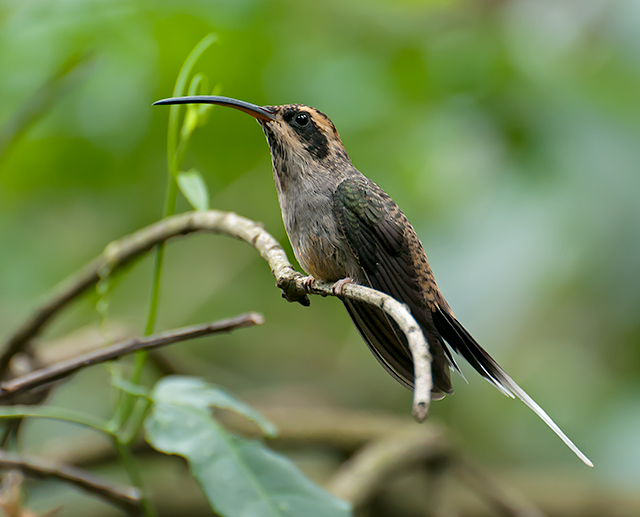
Багійський ерміт (Phaethornis eurynome)

#### Phaethornithinae

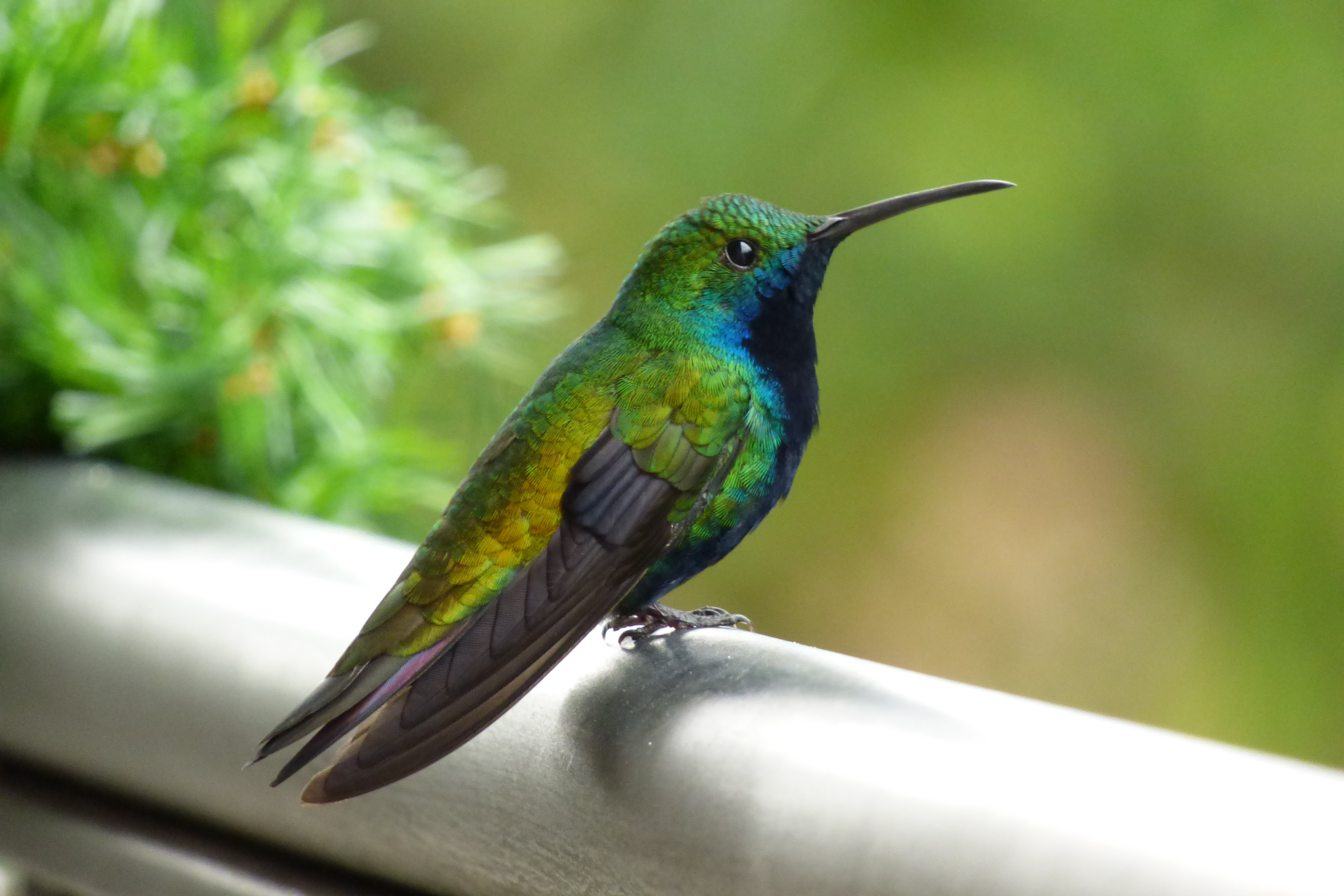
Чорногорлий колібрі-манго (Anthracothorax nigricollis)

Підродина Ермітні (Phaethornithinae) — містить 37 видів у 6 родах. Ермітних традиційно виділяли в окрему підродину, вони вирізняються низкою морфологічних і поведінкових характеристик, таких як менш яскраве оперення, відсутність металевого відблиску, особливі форми токування тощо. Вони поширені в рівнинних тропічних лісах і рідколіссях Мексики, Центральної і Південної Америки.
Роди:
- -  Ерміт (Phaethornis) — 27 видів

#### Polytminae
Підродина Polytminae, або манго («англ. mangoes») — за назвою найбільшого роду Колібрі-манго (Anthracothorax). Містить 29 видів у 13 родах. Попередні, домолекулярні дослідження не припускали існування цієї клади, однак спільною рисою для представників цієї підродини є наявність зазубнів на нижній ріжучій кромці дзьоба, що найбільш яскраво виражено у гачкодзьобого колібрі (Androdon aequatorialis). Манго поширені в рівнинних і гірських тропічних лісах Мексики, Центральної і Південної Америки, низка представників цієї підродини поширені на Карибах.
Роди:
- - Колібрі-довгодзьоб (Doryfera) — 2 види
  - Schistes — 2 види
  - Колібрі-капуцин (Augastes) — 2 види
  - Синьощокий колібрі (Colibri) — 5 видів
  - Гачкодзьобий колібрі (Androdon) — 1 вид (рід монотиповий)
  - Рогатий колібрі (Heliactin) — 1 вид (рід монотиповий)
  - Колібрі-фея (Heliothryx) — 2 види
  - Колібрі-зеленохвіст (Polytmus) — 3 види
  - Шилодзьобий колібрі-манго (Avocettula) — 1 вид (рід монотиповий)
  - Колібрі-рубін (Chrysolampis) — 1 вид (рід монотиповий)
  - Колібрі-манго (Anthracothorax) — 7 видів
  - Аметистовогорлий колібрі (Eulampis) — 2 види

#### Lesbiinae
Підродина Lesbiinae — містить 2 триби, Heliantheini і Lesbiini. Ця підродина відома як «Андійська клада», оскільки майже всі її представники поширені в Андах. Представники цієї підродини становлять майже 30% видового різноманіття колібрієвих.

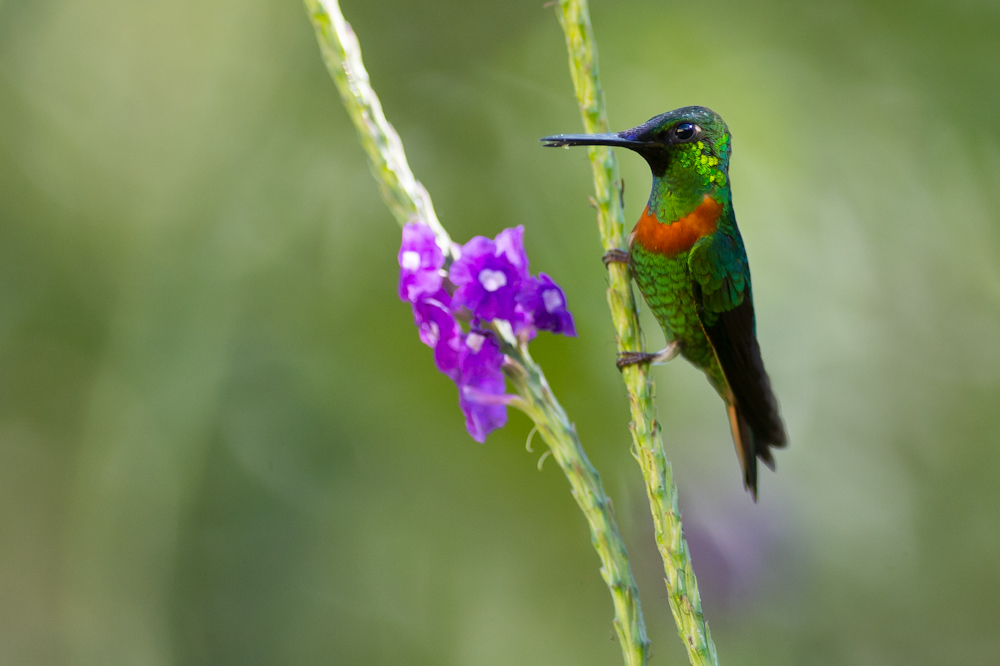
Золотистий колібрі-діамант (Heliodoxa aurescens)

- Триба Heliantheini, або діаманти («англ. brilliants») — за назвою роду Колібрі-діамант (Heliodoxa)[173]. Містить 53 види у 13 родах. Представники цієї триби поширені в Андах.

Роди:
- - Колібрі-пухоніг (Haplophaedia) — 3 види
  - Еріон (Eriocnemis) — 11 видів
  - Колібрі-китицехвіст (Loddigesia) — 1 вид (рід монотиповий)
  - Колібрі-золотожар (Aglaeactis) — 4 види
  - Колібрі-інка (Coeligena) — 11 видів
  - Гірський колібрі (Lafresnaya) — 1 вид (рід монотиповий)
  - Колібрі-списодзьоб (Ensifera) — 1 вид (рід монотиповий)
  - Блакитнокрилий колібрі (Pterophanes) — 1 вид (рід монотиповий)
  - Колібрі-коронет (Boissonneaua) — 3 види
  - Віхтьохвостий колібрі-пухоніг (Ocreatus) — 3 види
  - Білохвостий колібрі (Urochroa) — 2 види
  - Колібрі-зіркохвіст (Urosticte) — 2 види
  - Колібрі-діамант (Heliodoxa) — 10 видів

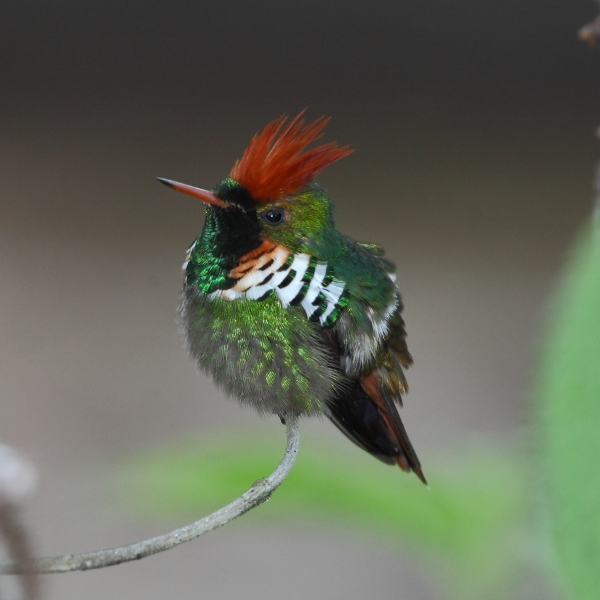
Смугастовусий колібрі-кокетка (Lophornis magnificus)

- Триба Lesbiini, або кокетки («англ. coquettes») — за назвою найбільшого роду Колібрі-кокетка (Lophornis)[173]. Містить 67 видів у 18 родах. Представники цієї триби поширені в Андах.

Роди:
- - Колібрі-німфа (Heliangelus) — 9 видів
  - Вогнеголовий колібрі (Sephanoides) — 2 види
  - Рабудито (Discosura) — 5 видів
  - Колібрі-кокетка (Lophornis) — 11 видів
  - Коліпінто (Phlogophilus) — 2 види
  - Плямистоволий колібрі (Adelomyia) — 1 вид (рід монотиповий)
  - Колібрі-сильф (Aglaiocercus) — 3 види
  - Сафо (Sappho) — 1 вид (рід монотиповий)
  - Колібрі-комета (Polyonymus) — 1 вид (рід монотиповий)
  - Вилохвостий колібрі-тонкодзьоб (Taphrolesbia) — 1 вид (рід монотиповий)
  - Колібрі-плямохвіст (Oreotrochilus) — 7 видів
  - Колібрі-шпилькодзьоб (Opisthoprora) — 1 вид (рід монотиповий)
  - Колібрі-довгохвіст (Lesbia) — 2 види
  - Колібрі-короткодзьоб (Ramphomicron) — 2 види
  - Колібрі-тонкодзьоб (Chalcostigma) — 5 видів
  - Строкаточубий колібрі (Oxypogon) — 4 види
  - Гірський колібрі-німфа (Oreonympha) — 1 вид (рід монотиповий)
  - Колібрі-барвограй (Metallura) — 9 видів

#### Patagoninae
Підродина Patagoninae — містить лише один вид, велетенського колібрі (Patagona gigas), що помітно відрізняється від решти колібрієвих. Цей найбільший представник родини поширений на високогір'ях Анд.

#### Trochilinae
Підродина Колібрині (Trochilinae) — містить три триби, Lampornithini, Mellisugini і Trochilini. Раніше до цієї підродини відносили майже 90% всіх колібрієвих, однак за результатами низки молекулярно-філогенетичних досліджень, більше половини з них було переведено до інших підродин.

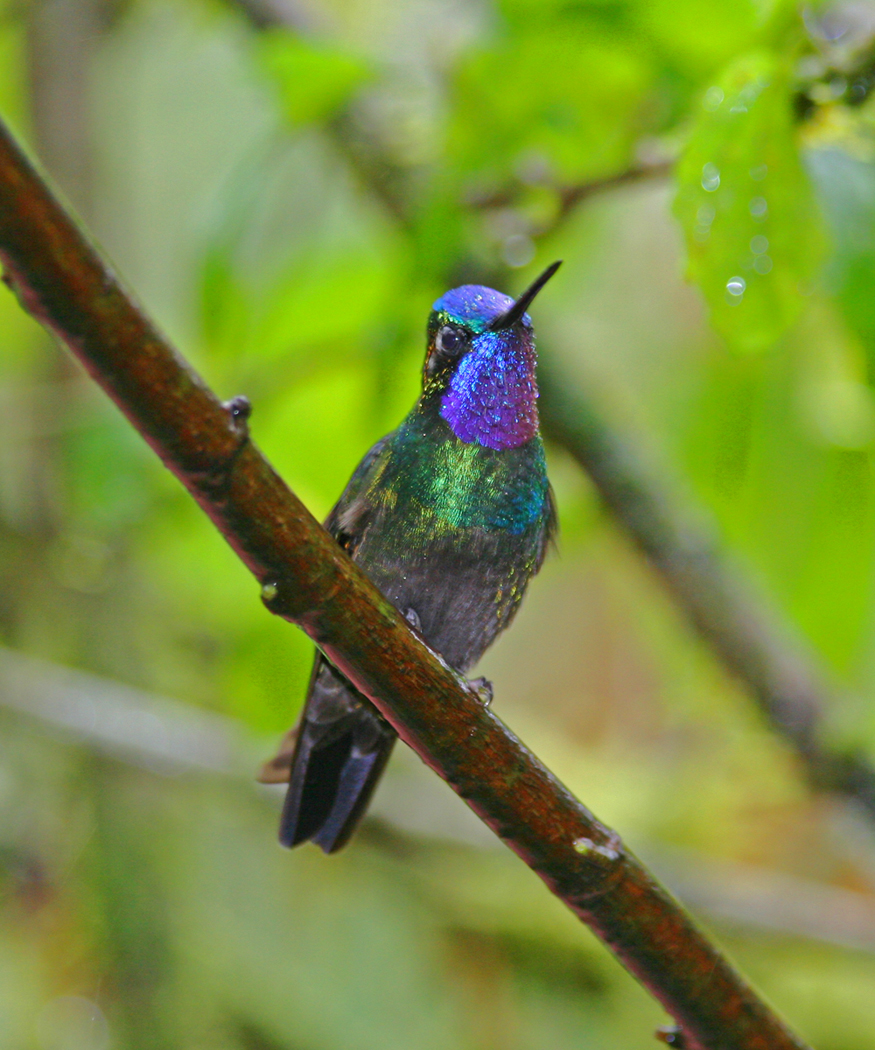
Пурпуровогорлий колібрі-самоцвіт (Lampornis calolaemus)

- Триба Lampornithini, або самоцвіти («англ. mountain gems») — за назвою найбільшого роду Колібрі-самоцвіт (Lampornis)[173]. Містить 18 видів у 7 родах. Представники цієї триби поширені переважно в Центральній Америці.

Роди:
- -  Багряногорлий колібрі (Lamprolaima) — 1 вид (рід монотиповий)

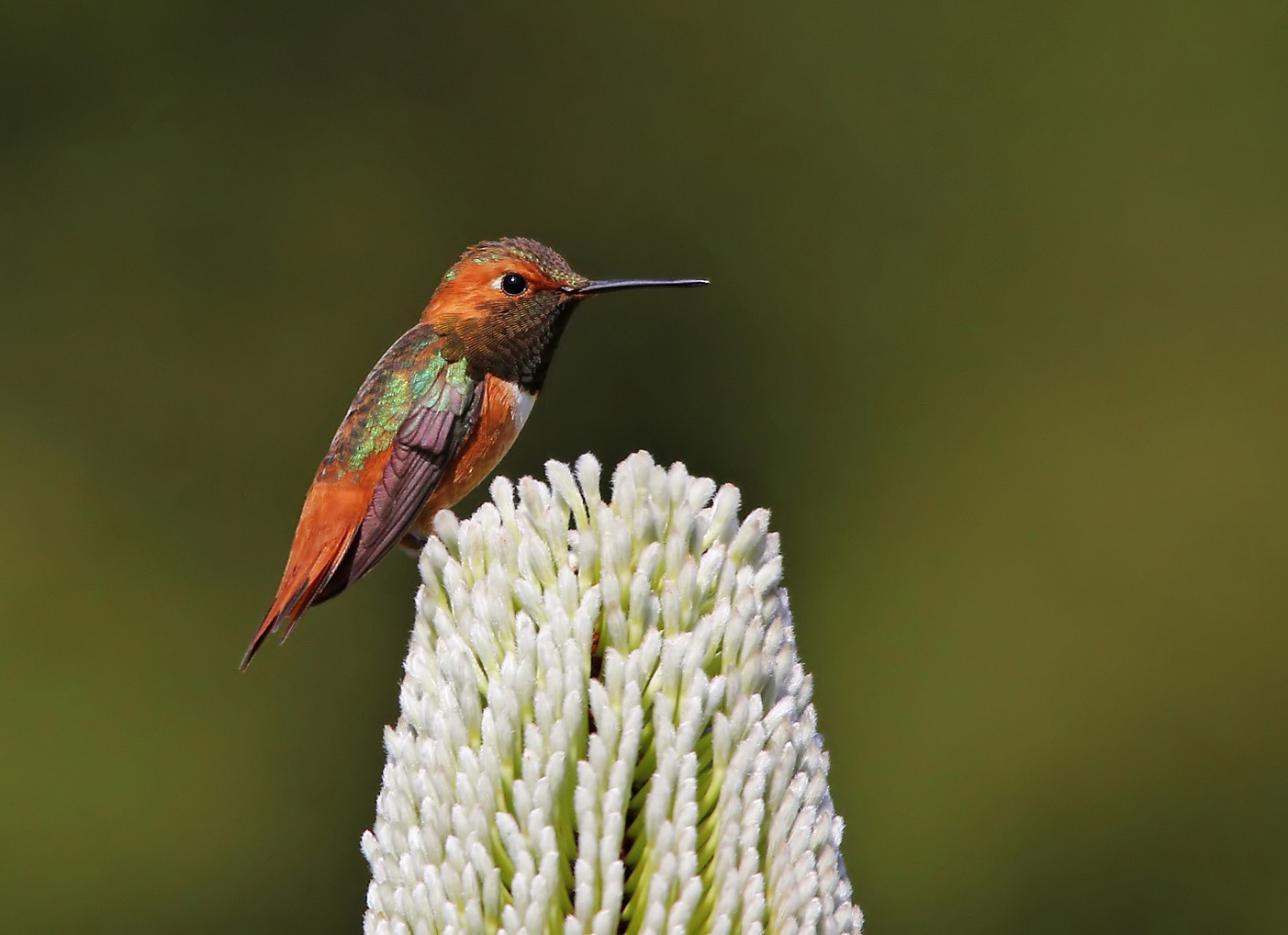
Коліфорнійський колібрі-крихітка (Selasphorus sasin)

- Триба Mellisugini, або бджоли («англ. bees») — за назвою роду Колібрі-бджола (Mellisuga)[173]. Містить 37 видів у 17 родах. Представники цієї триби поширені в Північній і Південній Америці. До неї належить більшість перелітних видів колібрієвих. У самців більшості видів цієї триби на хвості є видовжені стернові пера, здатні видавати гучні дзижчачі звуки під час польоту.

Роди:
- - Колібрі-аметист (Calliphlox) — 1 вид (рід монотиповий)
  - Бірюзовогорлий колібрі (Myrtis) — 1 вид (рід монотиповий)
  - Оазовий колібрі (Rhodopis) — 1 вид (рід монотиповий)
  - Куцохвостий колібрі (Myrmia) — 1 вид (рід монотиповий)
  - Перуанський колібрі (Thaumastura) — 1 вид (рід монотиповий)
  - Philodice — 2 види
  - Чилійський колібрі (Eulidia) — 1 вид (рід монотиповий)
  - Тонкохвостий колібрі (Microstilbon) — 1 вид (рід монотиповий)
  - Колібрі-іскринка (Chaetocercus) — 6 видів
  - Строкатохвостий колібрі (Tilmatura) — 1 вид (рід монотиповий)
  - Колібрі-вилохвіст (Doricha) — 2 види
  - Колібрі-білозір (Calothorax) — 2 види
  - Рубіновогорлий колібрі (Archilochus) — 2 види
  - Колібрі-бджола (Mellisuga) — 2 види
  - Nesophlox — 2 види
  - Каліпта (Calypte) — 2 види
  - Колібрі-крихітка (Selasphorus) — 9 видів

- Триба Trochilini, або смарагди («англ. emeralds») — за назвою роду Колібрі-смарагд (Chlorostilbon)[173]. Містить 114 видів у 36 родах. Це найбільша за кількістю видів клада колібрієвих, її представники поширені в Північній і Південній Америці.

Роди:

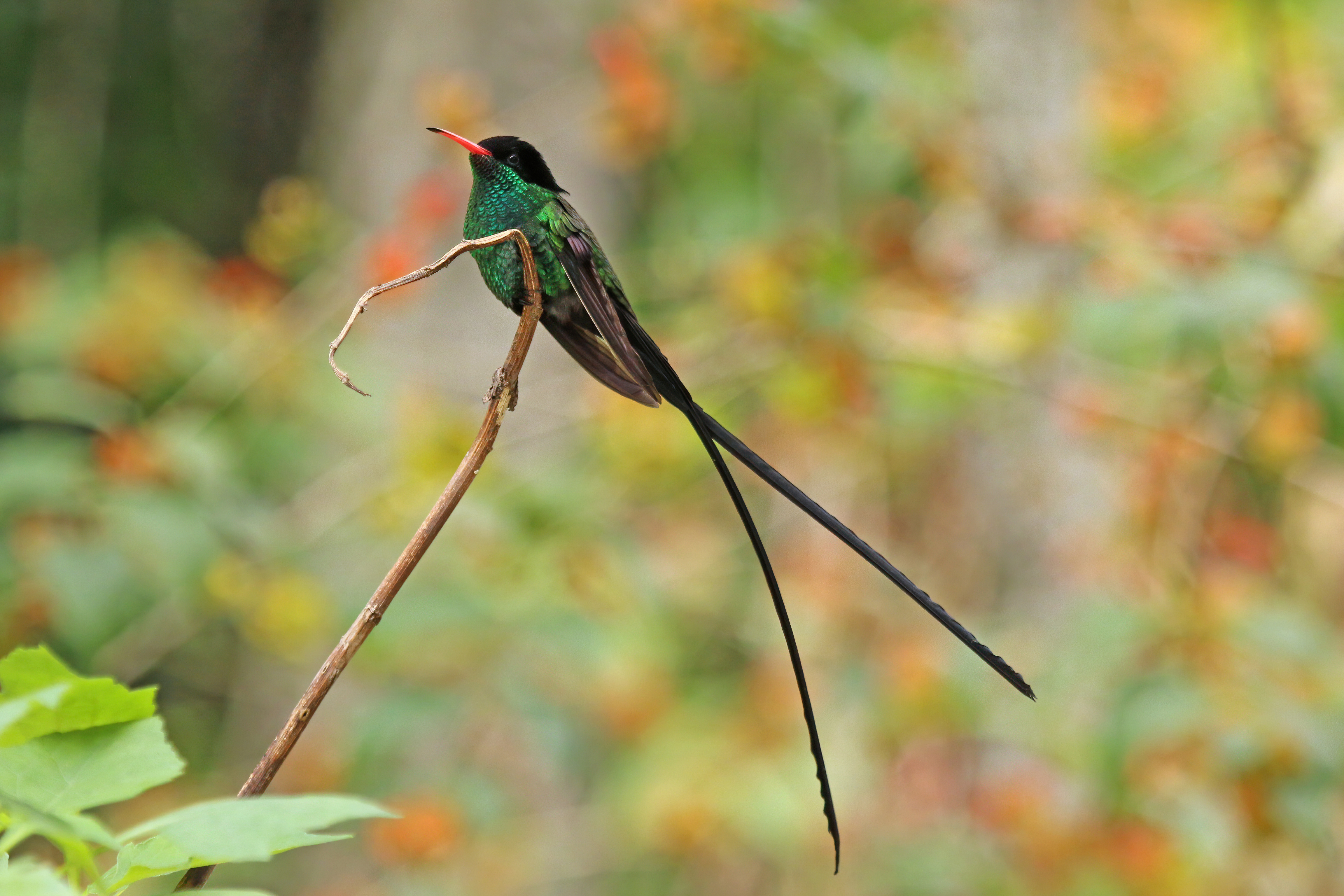
Вимпелохвостий колібрі (Trochilus polytmus)

- - Сірогорлий цинантус (Phaeoptila) — 1 вид (рід монотиповий)
  - Riccordia — 6 видів
  - Цинантус (Cynanthus) — 5 видів
  - Колібрі-смарагд (Chlorostilbon) — 10 видів
  - Мексиканський колібрі-сапфір (Basilinna) — 2 види
  - Pampa — 4 види
  - Малахітовий колібрі (Abeillia) — 1 вид (рід монотиповий)
  - Сапфіроволобий колібрі (Klais) — 1 вид (рід монотиповий)
  - Чубатий колібрі (Orthorhyncus) — 1 вид (рід монотиповий)
  - Райдужний колібрі (Anthocephala) — 2 види
  - Сапфіровочубий колібрі (Stephanoxis) — 2 види
  - Колібрі-шаблекрил (Campylopterus) — 10 видів
  - Колібрі-білогуз (Chalybura) — 2 види
  - Колібрі-лісовичок (Thalurania) — 4 види
  - Білоголовий колібрі (Microchera) — 3 види
  - Панамський колібрі (Goldmania) — 2 види
  - Колібрі-жарокрил (Eupherusa) — 5 видів
  - Мангровий колібрі-шаблекрил (Phaeochroa) — 1 вид (рід монотиповий)
  - Андійський колібрі (Leucippus) — 1 вид (рід монотиповий)
  - Thaumasius — 2 види
  - Цяткований колібрі (Taphrospilus) — 1 вид (рід монотиповий)
  - Eupetomena — 2 види
  - Колумбійський колібрі (Talaphorus) — 1 вид (рід монотиповий)
  - Колібрі (Trochilus) — 2 види
  - Ramosomyia — 3 види
  - Амазилія-берил (Saucerottia) — 10 видів
  - Амазилія (Amazilia) — 5 видів
  - Зелена амазилія (Amazilis) — 1 вид (рід монотиповий)
  - Андійська агиртрія (Uranomitra) — 1 вид (рід монотиповий)
  - Золотохвостий колібрі-сапфір (Chrysuronia) — 9 видів
  - Білогорлий колібрі (Leucochloris) — 1 вид (рід монотиповий)
  - Chionomesa — 2 види
  - Колібрі-сапфір (Hylocharis) — 2 види
  - Elliotomyia — 2 види
  - Аріан (Polyerata) — 3 види
  - Chlorestes — 5 видів

### Гібриди
Доволі часто в музейних колекціях науковці виявляють гібриди або меланінові морфи окремих видів. Відсутність внутрішньородових гібридів серед північноамериканських колібрієвих, що регулярно гібридизуються між родами, дозволяє припустити, що в основі еволюційних змін лежить розвиток внутрішньородових ознак, без одночасного розвитку міжродових. Зокрема, відомі гібриди Eugenes x Cynanthus, Heliodoxa x Heliangelus і Aglaiocercus x Thalurania. Amazilia distans, знайдений на сході Венесуели, раніше вважався окремим видом, однак пізніше був визнаний гібридом Polyerata fimbriata elegantissima і Hylocharis cyanus viridiventris.

## Взаємовідношення з людьми

Колібрі присутні на гербі Тринідаду і Тобаго

Відношення людей до колібрі характеризується суто позитивними емоціями, що виражається в їх назвах: топази, рубіни, сапфіри, смарагди, аметисти, діаманти, самоцвіти, сильфи, ельфи, феї, німфи, ангели,  іскринки тощо. В XIX столітті яскраве оперення колібрі було модною прикрасою дамських капелюшків і одягу, з них виготовлялися штучні квіти. Шкірки колібрі з Південної Америки тисячами продавали на ринках Європи. В Лондоні у 1888 році було продано приблизно 400 тисяч пташиних шкірок, багато з яких належали колібрі, а лише за один місяць — 12 тисяч шкір колібрі. Доставлені в Британію і на європейський континент шкірки дозволили орнітологам описати багато нових видів колібрієвих, деякі з яких відтоді жодного разу не були знайдені.
Колібрі рідко вживають в їжу, однак вони є головним інгредієнтом південно-бразильської страви «passarinhos com polenta».

### Колібрі в неволі
Люди завжди хотіли навчитися утримувати колібрі в неволі. Під час Всесвітньої виставки у 1851 році Джон Гульд продемонстрував в Лондонському зоопарку півтори тисячі колібрієвих, що привернуло увагу 75 тисяч відвідувачів, включно з королевою Вікторією. Гульд, як і Джон Летем, зміг переправити птахів через Атлантику, однак незабаром після прибуття вони всі загинули. 1876 року в Парижі утримували 50 птахів, що належали до шести видів. В листопаді 1905 року в Лондонському зоопарку з'явився синьочеревий колібрі (Colibri coruscans), який загинув, не проживши і двох тижнів в неволі. Загибелі внаслідок транспортування скоротилися лише з поширенням повітряного транспорту.
Багато часу знадобилося і для отримання правильної формули штучного нектару, кількість білка в якому сильно різниться в залежності від виду. Британський колекціонер рідкісних птахів Альфред Езра прийшов до висновку, що корм колібрі в неволі має містити протеїни, жири, мінерали і вітаміни, баланс яких був виведений експериментальним шляхом німецьким спеціалістом Вальтером Шайтхауером (Walter Scheithauer) і сформульований в популярній книзі про колібрі, опублікованій у 1966 році німецькою мовою і роком пізніше англійською. Наразі в неволі утримується близько 80 видів колібрі, причому лише 5-10 % з них досягають дворічного віку.
Особливо багато часу зайняло вивчення техніки розмноження в неволі. 1959 року в зоопарку Клівленда, штат Огайо, з'явилися пташенята у пари вимпелохвостих колібрі (Trochilus polytmus). Цей же вид першим дав потомство в європейському зоопарку в німецькому місті Вупперталь в 1977 році. З 1950-х років лише 20 видів колібрієвих змогли успішно вивести потомство в неволі, хоча намагалися це зробити представники третини видів з усіх, що утримувалися в неволі. Відомо, що колібрі навіть не будуть намагатися розмножуватися, якщо не зможуть виконати свої шлюбні залицяння. Також проблему представляють агресивна поведінка колібрі і різноманітні хвороби, зокрема мікози.

### Збереження

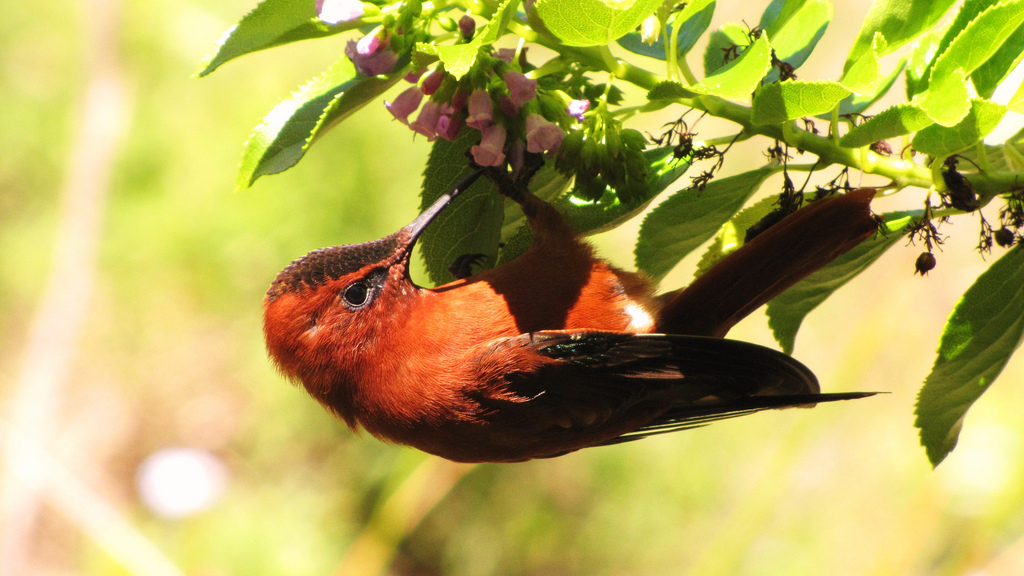
Фернандеський колібрі (Sephanoides fernandensis) класифікується МСОП як такий, що перебуває на межі зникнення, його популяція становить від 2298 до 5263 птахів

Вже у 1851 році Еміліо Іоакім да Сілва Майа з Національного музею Бразилії говорив про скорочення різноманіття колібрієвих, а також про те, що деякі види є описаними лише на основі шкірок і ніколи не зустрічалися в природі. Основними загрозами для колібрі є знищення природного середовища, зокрема, пов'язане з вирубуванням лісів та з пожежами, спричиненими людьми, а також надмірне використання пестицидів і гербіцидів. Приблизно 40% всіх видів колібрієвих поширені на обмеженій території площею менше 50 тисяч км².
За даними Міжнародного союзу охорони природи на липень 2022 року, статус збереження 371 виду, серед перерахованих BirdLife International і Handbook of the Birds of the World, наступний:
- Види, для оцінки загрози яким недостатньо даних: 1 вид — колібрі-голкохвіст бурштиновий (Discosura letitiae).
- Вимерлий: 2 види — колібрі-смарагд винногрудий (Riccordia bracei) і колібрі-смарагд багамський (Riccordia elegans).
- Види, що перебувають на межі зникнення: 9 видів — колібрі чилійський (Eulidia yarrellii), колібрі-шаблекрил санта-мартинський (Campylopterus phainopeplus), колібрі фернандеський (Sephanoides fernandensis), колібрі-кокетка короткочубий (Lophornis brachylophus), колібрі синьобородий (Oxypogon cyanolaemus), Amazilia alfaroana (класифікується IOU як підвид сапфіроволобої амазилії-берила, Saucerottia cyanifrons або як гібрид), колібрі-плямохвіст синьогорлий (Oreotrochilus cyanolaemus), еріон колумбійський (Eriocnemis isabellae) і еріон синьогорлий (Eriocnemis godini), останній класифікується як імовірно вимерлий.
- Види, що перебувають під загрозою зникнення: 16 видів — колібрі-лісовичок сапфіровогрудий (Amazilia lilliae), колібрі-німфа лісовий (Hylonympha macrocerca), колібрі-барвограй пурпуровогорлий (Metallura baroni), колібрі-барвограй золотистий (Metallura iracunda), еріон синьогрудий (Eriocnemis mirabilis), еріон чорний (Eriocnemis nigrivestis), аріан мангровий (Amazilia boucardi), колібрі-тонкодзьоб вилохвостий (Taphrolesbia griseiventris), колібрі-китицехвіст (Loddigesia mirabilis), колібрі-крихітка вогнистогорлий (Selasphorus ardens), колібрі-жарокрил синьоголовий (Eupherusa cyanophrys), колібрі-короткодзьоб чорний (Ramphomicron dorsale), колібрі-лісовичок довгохвостий (Thalurania watertonii), колібрі-сильф венесуельський (Aglaiocercus berlepschi), Coeligena consita (класифікується IOU як підвид золоточеревого колібрі-інки, Coeligena bonapartei) і колібрі-інка колумбійський (Coeligena orina).
- Вразливі види: 13 видів.
- Види, стан збереження яких є близьким до загрозливого: 24 види.
- Види, що не потребують особливого захисту зі збереження: 306 видів.

У 1987 році всі представники родини колібрієвих були внесені до додатка II конвенції про міжнародну торгівлю видами дикої фауни і флори, що перебувають під загрозою зникнення (CITES), покликаної обмежити торгівлю живими птахами. До додатка I внесений лише багійський ерміт-самітник (Glaucis dohrnii). Однак і без цього майже в усіх країнах, на території яких поширені колібрієві, заборонений експорт живих птахів.

## Колібрієві в культурі

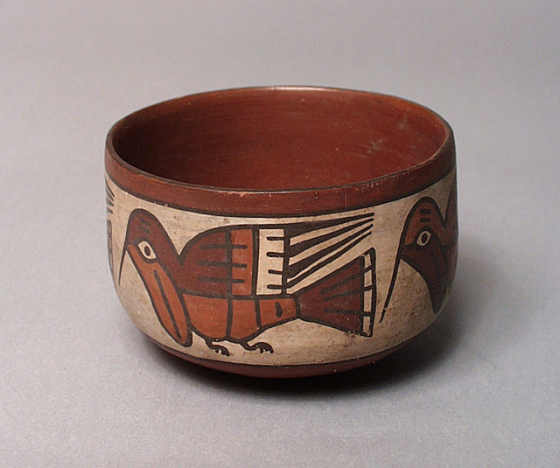
Миска із зображенням колібрі в музеї мистецтв округу Лос-Анджелес. 100 рік до н. е. — 300 рік н. е.

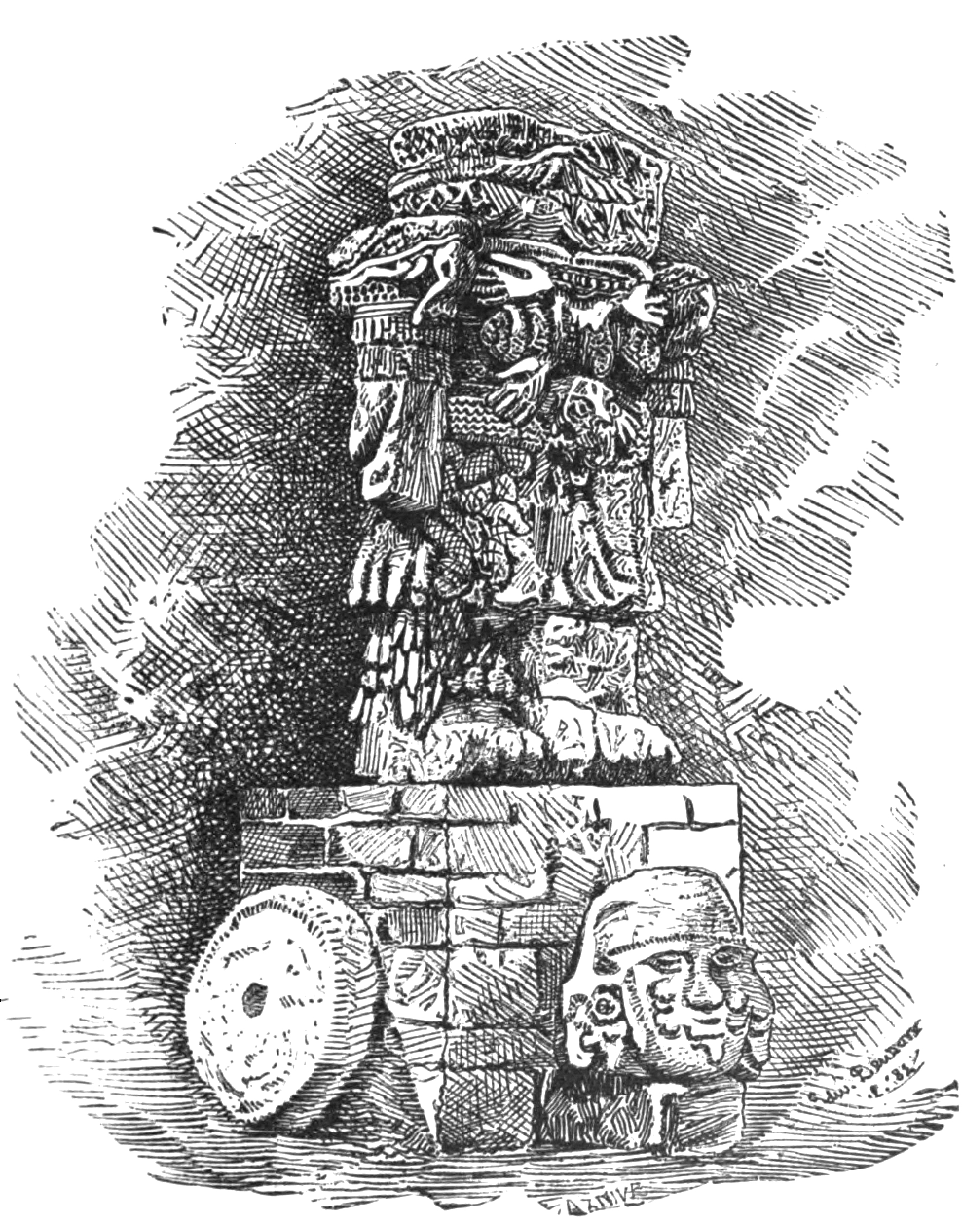
Статуя Віцилопочтлі Гравюра з книги Ober, Frederick A. «Young Folks History Of Mexico» (Chicago, 1895)

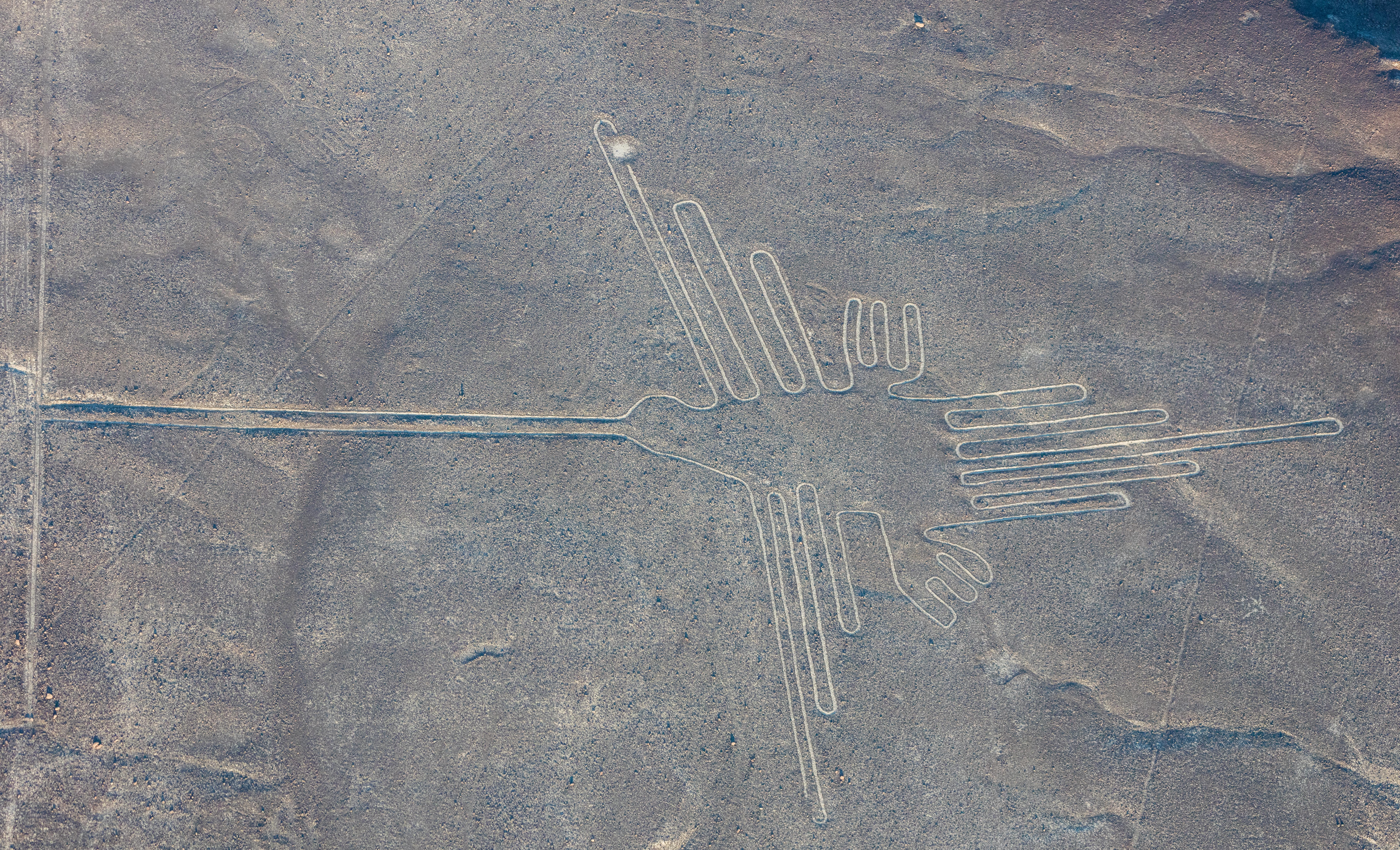
Геогліф Наска, що зображує колібрі

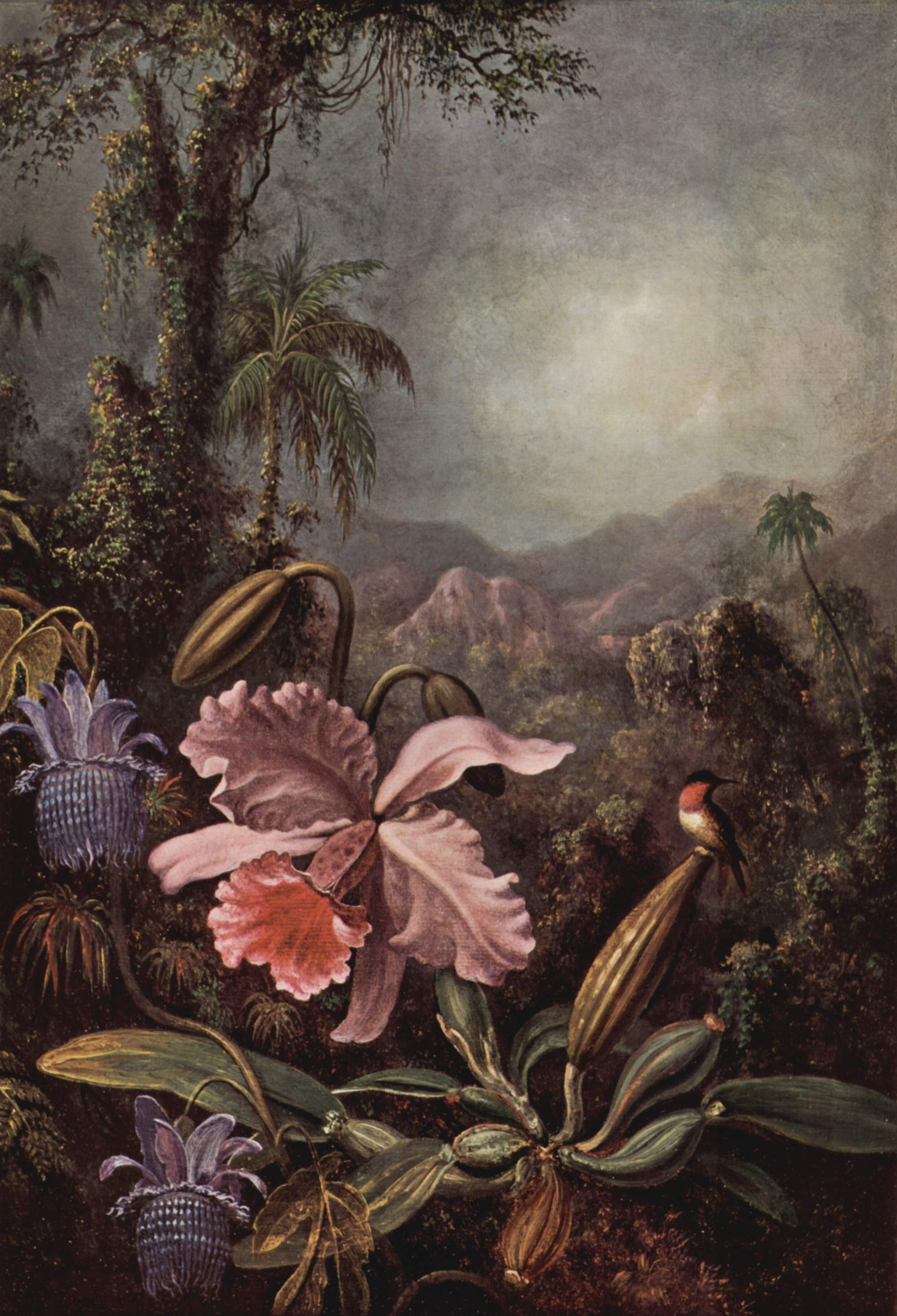
«Орхідеї, пасифлори і колібрі» М. Дж. Хед (1880)

### Аборигени Нового світу
В системі уявлень ацтеків воїни, що пали в бою, перетворювалися на колібрі і чотири роки супроводжували Сонце в щоденній подорожі, щоб потім повернутися на землю за нектаром. Один з наймогутніших богів мав ім'я Віцилопочтлі (в буквальному перекладі з науатль — «колібрі півдня») і зображувався у вигляді колібрі, що живився жертовною кров'ю.  Саме він відправив народ ацтеків у довгу подорож на південь у пошуках нової землі, на якій вони збудували свою столицю — Теночтітлан. Одним з його перших правителів став Віцилівітль («Перо колібрі»). Під час його правління Віцилопочтлі посідав верховну владу в пантеоні богів, Шочикецаль («Птах-квітка»), яка також ототожнювалася з колібрі, була богинею земних насолод, краси і народження. Колібрі були частиною ацтекського календаря, який лежить в основі культури і космології народу. Накидку з пір'я колібрі і головну прикрасу з квітами, нектаром яких живилися колібрі, носив Кетцалькоатль, найвеличніший з богів.
Деякі археологічні пам'ятники зберегли уявлення ацтеків про колібрі. Церемоніальний головний убір тлатоані ацтеків Монтесуми II, крім довгих зелених пір'їн з хвоста довгохвостого квезала (Pharomachrus mocinno), містить велику кількість пір'я колібрі, що чергуються з маленькими шматочками золота. Для підтримання запасів пір'я ацтеки утримували колібрі в спеціальних зоопарках. В наш час пір'я колібрі є важливою частиною традиційного вбрання нареченої в Мексиці.
Ацтеки носили різноманітні талісмани, присвячені колібрі, як художні зображення цих птахів, так і фетиші, зроблені зі справжніх частин тіла колібрі: вони символізували силу, енергію і схильність до праці, а гострі дзьоби птахів символізували зброю, знаряддя кровопускання, проникнення і близькості. Талісмани колібрі цінувалися за те, що вони надавали їх власникам сексуальну потенцію, енергію, силу, вміння поводитися зі зброєю і вести війну.
Також колібрі є присутніми в міфології інків та інших південноамериканських народів. Серед гігантських фігур, створених на плато Наска в Перу є і колібрі.
За однією з легенд навахо, перший колібрі був великим, білим і дуже жадібним. Він знищував багато квітів в пошуках їжі і накликав на себе гнів творця, який поступово зменшував розміри птаха, через що він майже втратив голос, однак на прохання інших птахів творець компенсував це найкрасивішим оперенням. Дві легенди про яскраве оперення колібрі належить мая. За однією з них, у колібрі, на ім'я Цхунун (Tzunuum), що вмів добре співати, було тьмяне оперення. В день свого весілля він засмутився через недоречність такого вбрання, але інші птахи подарували йому своє пір'я. Зворушений такими подарунками, колібрі майже повністю втратив голос, і Великий Дух дозволив йому завжди носити шлюбне вбрання. За іншою легендою, після того, як Великий Дух створив інших птахів, з решток матеріалу він створив пару колібрі, пофарбованих в усі кольори. Сонце додало пір'ю світла і вони засяяли.
Колібрі кочують в пошуках квітів і часто передвіщають дощі в посушливих районах. Їх часто зображують на посудинах для води. Хопі і зуні включають колібрі до своїх танців дощу і прикрашають їх зображеннями ювелірні вироби з бірюзи і срібла. В культурах цих народів існує такий міф про походження колібрі. Малі брат і сестра голодували, тому що на їх землю прийшла посуха. Їх батьки пішли в пошуках їжі, тому хлопчик вирізав з дерева маленьку пташку, щоб розважити свою сестру. Коли дівчинка підкинула фігурку в повітря, вона ожила і перетворилась на колібрі. Потім дрібна пташка полетіла до бога родючості і попросила дощу. Бог виконав прохання, що призвело до подолання голоду.
Вважається, що колібрі і їх гнізда приносять удачу. В Коста-Риці сушені гнізда як талісмани вішають на шию, ремені, в автомобілях. В Мексиці муміфіковані колібрі мають забезпечити удачу й успіх у коханні. Різні обряди з використанням частин тіла колібрі покликані зберегти вірність партнера, заспокоїти злих духів.
Традиційно колібрі ловлять за допомогою гнучкої вудки завдовжки 6-8 метрів, на кінці якої знаходиться крапля липкого вапна. Вудочку обережно опускають на задню частину птаха, коли він зависає над квіткою. Також колібрі оглушують, стріляючи з духової трубки.

### В сучасній культурі
На гербі Республіки Тринідад і Тобаго, відомої як «Земля Колібрі» через їх велике різноманіття в цій країні (19 видів), зображена пара колібрі. Також колібрі присутні на монеті в один цент та на емблемі національної авіакомпанії «Caribbean Airlines».
Слідом за ацтеками образ колібрі як птаха Сонця використовує англійський письменник Девід Герберт Лоуренс. В циклі «Птахи, звірі і квіти» один з віршів присвячений цьому птаху. Колібрі першим з'являється в темряві і тиші ще не створеного світу, сповіщає про його створення і осяює його, а дзижчання колібрі стає звуком життя. В цьому вірші колібрі пронизує не лише простір, але і час, пов'язуючи минуле і сучасне. Подібний символізм присутній в праці мексиканської художниці Фріди Кало «Автопортрет з терновим намистом та колібрі». Ніби розп'ятий на терновому намисті колібрі символізує страждання і біль від розриву художниці з її чоловіком.
У 1860-ті роки кілька подорожей в Бразилію і Центральну Америку здійснив американський художник-натураліст Мартін Джонсон Хед. Їх результатом стала поява близько п'ятдесяти картин із зображенням колібрі й орхідей.
Навіть орнітологи, що описували колібрі, використовували літературні прийоми. Американський натураліст Джон Джеймс Одюбон назвав їх «лискучим фрагментом райдуги» («glittering fragment of the rainbow»), а Олександр Вільсон, якого називають батьком американської орнітології, присвятив їм вірш.